# Улан-Удэ
Ула́н-Удэ́ (бур. Улаан-Үдэ хото; до 1934 года — Верхнеу́динск) — столица и крупнейший город Республики Бурятии Российской Федерации. Наряду с Северобайкальском является городом республиканского значения. Центр Улан-Удэнской агломерации и одноимённого городского округа.
Население — 435 067 (2025).
Крупный культурный, научный, промышленный центр Восточной Сибири (географический регион). В административном отношении с 2018 года входит в Дальневосточный федеральный округ (ДФО), где является третьим по численности населения городом, уступая только Владивостоку и Хабаровску.

## Этимология
В 1666 году основано Удинское зимовье по названию реки Уды, притока Селенги (на древнемонгольском «уда» — «спокойное, тихое течение»). В 1689 году Удинское зимовье преобразовано в Удинский острог. В 1735—1773 годах поселение упоминается как пригород Удинск, с 1775 года — провинциальный город Удинск, с 1783 года — уездный город Верхнеудинск. По оценке Е. М. Поспелова, форманта верхне- в названии города в этом случае не означает «в верхнем течении» (поскольку город находится в устье Уды, то есть в самом низу её течения), а была использована для отличия от города Нижнеудинска, расположенного на реке Уде, притоке Тасеевой.
В 1934 году Верхнеудинск переименован в «Улан-Удэ» (буквально — «Красная Уда»: «Улаан» на бурятском — «красный», «Yдэ» — бурятское название реки Уды).

## Символика

### Герб Улан-Удэ
20 октября 2005 года Улан-Удэнский городской Совет депутатов утвердил положение о гербе города Улан-Удэ.

 В золотом поле накрест зелёный опрокинутый отворённый влево рог изобилия с исходящими из него зелёными листьями и червлёными (красными) плодами, поверх которого чёрный Меркуриев жезл. Щит увенчан золотой башенной короной о пяти зубцах, на центральном зубце изображено соёмбо — традиционный монгольский символ вечной жизни (солнце, луна, очаг) — круг, сопровождённый внизу положенным в поясе полумесяцем, вверху — пламенем о трёх языках, в нижней части короны изображён национальный орнамент, символизирующий национальные традиции".— Геральдическое описание герба города Улан-Удэ.
Башенная корона указывает на статус города Улан-Удэ — столицы субъекта Российской Федерации. Изображённое на центральном зубце короны соёмбо указывает на принадлежность к Республике Бурятия. В нижней части щита — лента Ордена Трудового Красного Знамени, в память о награждении города в 1984 году.

### Флаг Улан-Удэ
20 октября 2005 года Улан-Удэнский городской Совет депутатов утвердил положение о гербе города Улан-Удэ и положение о флаге города Улан-Удэ.

Прямоугольное полотнище с отношением высоты к длине 2:3, состоящее из двух вертикальных полос — синего (у древка шириной в 2/9 длины полотнища) и жёлтого цветов; вверху синей полосы — жёлтый круг, сопровождённый внизу положенным в пояс жёлтым полумесяцем, вверху — жёлтым пламенем о трёх языках; в центре жёлтой полосы — фигуры из герба города Улан-Удэ — перекрещённые наискось зелёный опрокинутый рог изобилия с исходящими из него зелёными листьями и красными плодами, отворённый от древка, и поверх него — чёрный Меркуриев жезл.— Положение о флаге города Улан-Удэ

### Гимн Улан-Удэ
Гимном города является музыкально-поэтическое произведение, созданное композитором Чингисом Павловым и поэтом Даши Дамбаевым с авторским названием «Улан-Удэ» в 1966 году.
Утверждён решением Улан-Удэнского городского Совета депутатов № 444-50 от 12 ноября 1999 года.

## Административное деление

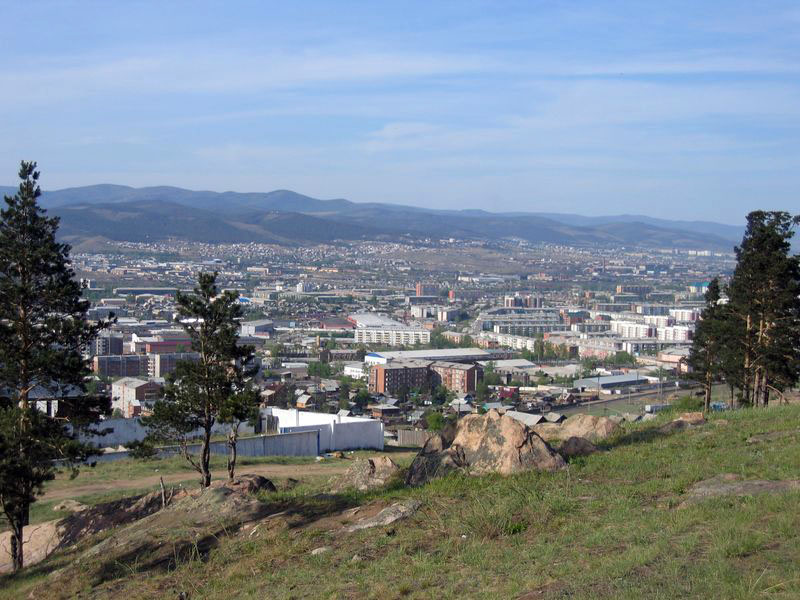
Панорама Улан-Удэ. Вид с горы Комушка

Город Улан-Удэ делится на 3 городских района:
- Советский район,
- Железнодорожный район,
- Октябрьский район.

Внутригородские административно-территориальные единицы (районы и входящие в их состав микрорайоны и посёлки) не являются муниципальными образованиями. В рамках административно-территориального устройства республики Улан-Удэ является городом республиканского значения; в рамках муниципального устройства он образует муниципальное образование город Улан-Удэ со статусом городского округа с единственным населённым пунктом в его составе.

## Местное самоуправление

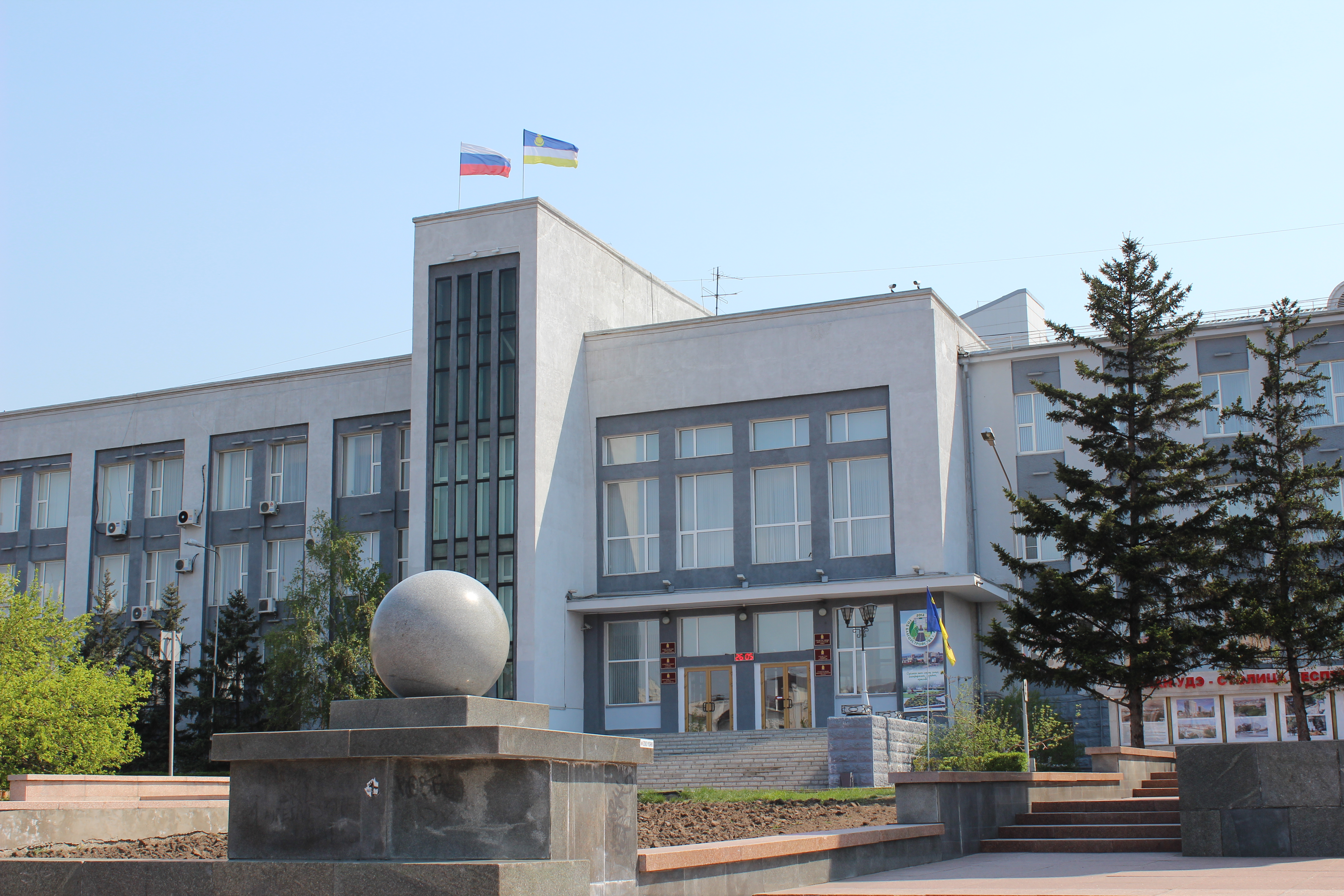
Здание мэрии Улан-Удэ

### Мэры Улан-Удэ
1. Виктор Кукшинов — с августа 1987 по май 1990 года — председатель горисполкома; с мая 1990 по январь 1992 года — председатель горсовета; с января 1992 по июль 1994 года — глава администрации города Улан-Удэ
2. Александр Лубсанов — с июля 1994 по декабрь 1995 года — глава администрации города Улан-Удэ
3. Валерий Шаповалов — с декабря 1995 по январь 1997 года — глава местного самоуправления — мэр города Улан-Удэ
  1. Анатолий Прейзнер — с января 1997 по март 1998 года — и. о. главы администрации города Улан-Удэ
4. Геннадий Айдаев — с марта 1998 по декабрь 2012 года — глава местного самоуправления — мэр города Улан-Удэ
5. Александр Голков — с декабря 2012 по февраль 2019 года являлся мэром города (главой городского округа города Улан-Удэ)
6. Игорь Шутенков[17] — с 9 сентября 2019 года — мэр города Улан-Удэ

С июля 1994 г. по 20 декабря 2012 г. и с 9 сентября 2019 г. по настоящее время мэр города одновременно является главой администрации.

### Сити-менеджеры Улан-Удэ
В 2012 году из полномочий мэра исключено руководство администрацией города Улан-Удэ и введена должность главы администрации города Улан-Удэ («сити-менеджер»), а мэр остаётся главой городского округа города Улан-Удэ.
 В 2019 году упразднена должность главы администрации города Улан-Удэ («сити-менеджер»). Полномочия главы администрации и главы городского округа объединены и будут исполняться мэром Улан-Удэ.
1. Евгений Пронькинов[18] — 21.12.2012—21.12.2014 — глава администрации Улан-Удэ (сити-менеджер)
2. Зандра Сангадиев — 26.02.2015—25.02.2016 — глава администрации Улан-Удэ (сити-менеджер)
3. Александр Аюшеев — 23.06.2016—21.02.2019 — глава администрации Улан-Удэ (сити-менеджер)
4. Игорь Шутенков — 26.02.2019—8.09.2019 — глава администрации Улан-Удэ (сити-менеджер)+(исполняющий обязанности мэра Улан-Удэ)

## География
Улан-Удэ расположен в Западном Забайкалье, при впадении реки Уды в Селенгу, в ста километрах к востоку от Байкала, в 5532 км от Москвы. Город раскинулся в Иволгино-Удинской впадине, которая представляет собой зажатую между горами слабохолмистую равнину, вытянутую с юго-запада на северо-восток и ограниченную с северо-запада отрогами хребта Хамар-Дабан, с севера — хребтом Улан-Бургасы, с юго-востока — хребтами Ганзуринский и Цаган-Дабан.
| С-З | Братск ~ 1054 км Красноярск ~ 1494 км Кемерово ~ 2021 км Москва ~ 5660 км | Северобайкальск ~ 1262 км          | Якутск ~ 2754 км                                         | С-В |
| З   | Иркутск ~ 454 км Абакан ~ 1899 км Кызыл ~ 2182 км                         | Роза ветров                        | Чита ~ 658 км Благовещенск ~ 2073 км Хабаровск ~ 2769 км | В   |
| Ю-З | Гусиноозёрск ~ 110 км Закаменск ~ 404 км Урумчи ~ 2378 км                 | Кяхта ~ 228 км Улан-Батор ~ 587 км | Маньчжурия ~ 1154 км Владивосток ~ 2769 км               | Ю-В |

Отроги Хамар-Дабана в пригородной зелёной зоне достигают абсолютной высоты 1114 м и находятся выше ложа долины реки Селенги на 500—700 м. Отроги хребта Улан-Бургасы имеют средние высоты в 800—1000 м. Наибольшая высота северных отрогов Цаган-Дабана, примыкающих непосредственно к городу, составляет 813 м, что на 310 м выше уровня долины реки Уды. Высотные отметки на территории города колеблются в пределах 500—800 м.

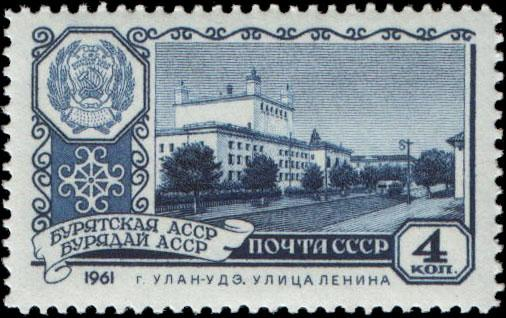
Почтовая марка, 1961 год. Бурятская АССР. Улан-Удэ. Улица Ленина

Улан-Удэ входит в одну из двенадцати пар городов-антиподов в мире — его антиподом является чилийский город Пуэрто-Наталес.
Город является центром Улан-Удэнской агломерации, включающей в себя 4 муниципальных района Республики Бурятия, прилегающих к столице: Иволгинский, Прибайкальский, Заиграевский, Тарбагатайский.
Почвы

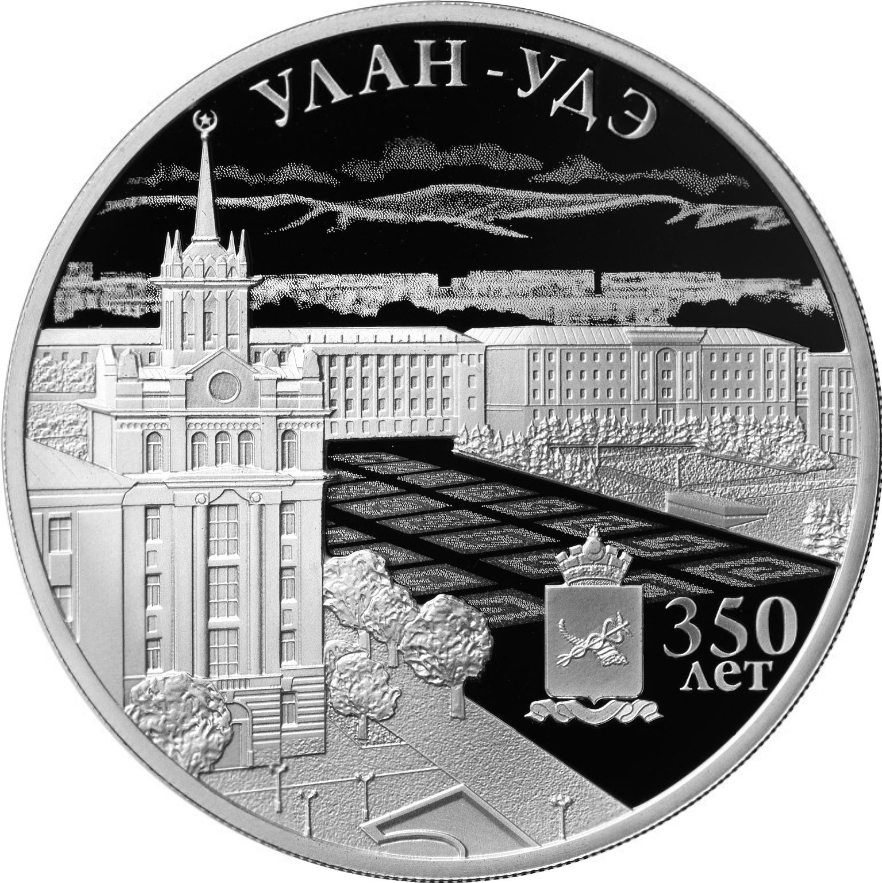
Монета Банка России — 350-летие основания г. Улан-Удэ. 3 рубля, серебро, реверс.

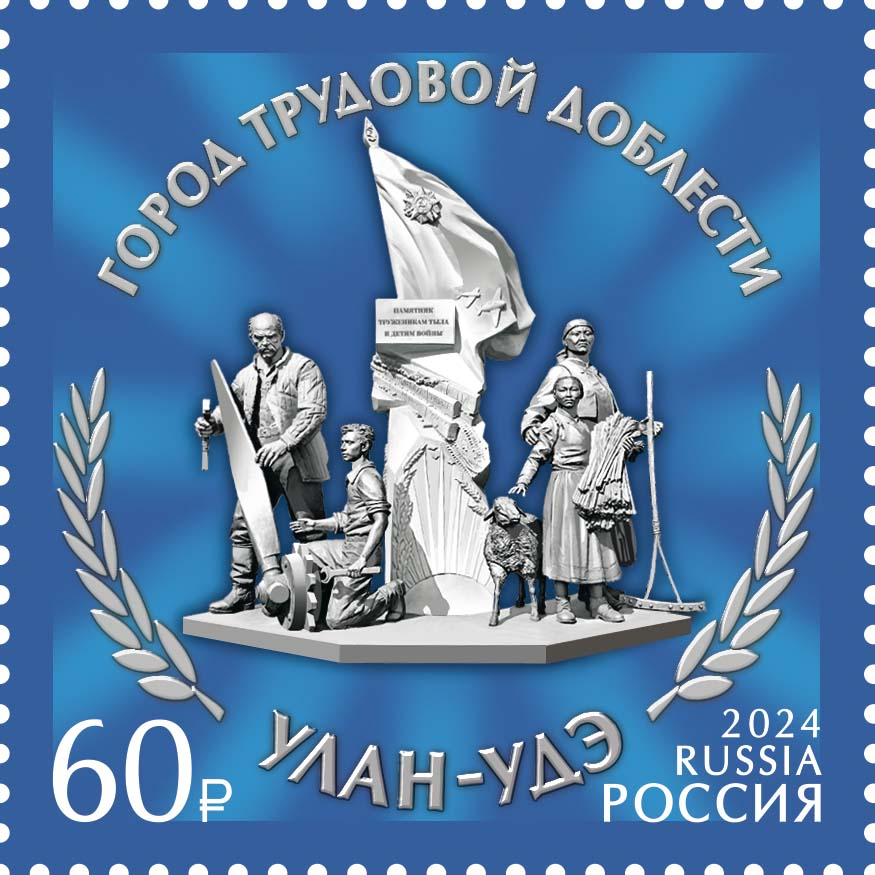
Почтовая марка, 2024 год. Города трудовой доблести

Разнообразие форм рельефа создаёт значительную пестроту почвенного покрова в Улан-Удэ. В нагорной части города преобладают дерново-лесные и супесчаные почвы, низинные места поймы рек Селенги и Уды заняты аллювиальными луговыми почвами лёгкого механического состава. В пониженных местах поймы встречаются небольшие участки болотных и лугово-болотных почв. Лесостепным и степным ландшафтам, занимающим площади в восточной части города, на левом берегу Селенги, а также на правобережье Уды, свойственны каштановые, солонцеватые почвы.
Гидрография
В пределах города Улан-Удэ протекают две крупные реки — Селенга (с протоками Забока, Степная, Посельская и др.) и Уда.
Селенга — крупнейший приток Байкала (50 % стока всех рек его бассейна). В черте города река протоками образует несколько крупных островов. Из них заселены острова, примыкающие к левому берегу — Конный (микрорайон Левый берег), Общественный и Посельский (дачные товарищества). Крупные острова справа от главного русла — Богородский (занят частично дачным кооперативом) и Спасский (промплощадка городского водозабора). Через протоки перекинуты автомобильные мосты. Через основное русло реки существует единственный автомобильный мост в Советском районе, соединяющий центр с аэропортом и федеральной автомагистралью «Байкал».
Уда — правый приток Селенги. В черте города через реку перекинуты два автомобильных моста с трамвайными линиями и железнодорожный мост Транссибирской магистрали. Русло реки является естественной границей между Советским и Железнодорожным (частично) районами на севере и Октябрьским районом города на юге.
Другие речки и ручьи: притоки Селенги — Нижнеберёзовская, Сужа; притоки Уды — Верхняя Берёзовка, Воровка, Байданов ручей и др.

Часовой пояс
Улан-Удэ находится в часовой зоне МСК+5. Смещение применяемого времени относительно UTC составляет +8:00. В соответствии с применяемым временем и географической долготой средний солнечный полдень в Улан-Удэ наступает в 12:50.

## Климат

Зимний Улан-Удэ

Климат города резко континентальный засушливый, что объясняется его удалённостью от больших водоёмов (в частности, озеро Байкал от города заслоняют горные хребты Хамар-Дабан и Улан-Бургасы), расположением города в межгорной котловине и нахождением его в центре обширного евразийского материка. Климатическая зима в городе длится более пяти месяцев, начинаясь в конце октября и заканчиваясь в начале апреля (см. таблицу). В холодный период года в Восточной Сибири получает развитие Сибирский антициклон, возникающий в октябре и исчезающий в апреле. Вследствие этого зимний период в городе характеризуется большим количеством солнечных дней и слабыми ветрами. Из-за отсутствия ветров воздух в Иволгино-Удинской межгорной впадине застаивается и охлаждается, вследствие чего зимние температуры воздуха бывают достаточно низкими, однако благодаря низкой влажности воздуха переносятся относительно легко. Количество осадков в этот период относительно мало, основные снегопады выпадают в первой половине зимы (ноябрь-декабрь).
Весна приходит в город в первых числах апреля. Её особенностями являются частые возвраты холодов и сильные ветры, возникающие вследствие распада Сибирского антициклона, соответствующего понижения атмосферного давления и прихода на территорию города и республики холодных воздушных масс с севера Сибири. Погода в это время неустойчива, осадков выпадает мало.
Климатическое лето длится чуть менее трёх месяцев. В конце июля — начале августа на территорию города приходят циклоны с побережья Тихого океана, вследствие чего случаются частые дожди. В это время выпадает максимальное в году количество осадков. В то же время в июне и июле погода в основном сухая и жаркая.
Осень сменяет лето незаметно; в отличие от климата европейской России, где осенью часто идут дожди, этот период года в Улан-Удэ характеризуется малым количеством осадков. Характерны резкие суточные колебания температуры воздуха и ранние ночные заморозки.
Средняя годовая температура воздуха −0,1 °C. Среднесуточная температура воздуха в январе −23,3 °C при минимальном значении −54,4 °C зарегистрированном 6 января 1931 года; это был единственный день в истории метеонаблюдений, когда температура воздуха опускалась ниже пятидесятиградусной отметки. В XXI веке самая низкая температура −42,6 °C зарегистрирована 4 февраля 2001 года.
Для города характерен высокий уровень солнечной радиации, ежегодное число часов с солнцем здесь очень высоко (более 2400 часов); по этому показателю город примерно соответствует таким южным городам России, как Анапа или Находка. Средняя влажность воздуха (76—77 %) в ноябре — январе, минимальная (49 %) — в мае. В году 155 дней с осадками. За год на территории города Улан-Удэ выпадает в среднем 265 мм осадков, основное их количество приходится на лето. Максимум осадков наблюдается в августе (68 мм); минимум (3 мм) — в феврале — марте.
- Среднегодовая температура: −0,1 °C.
- Среднегодовая скорость ветра: 2,0 м/с.
- Среднегодовая влажность воздуха: 67 %.

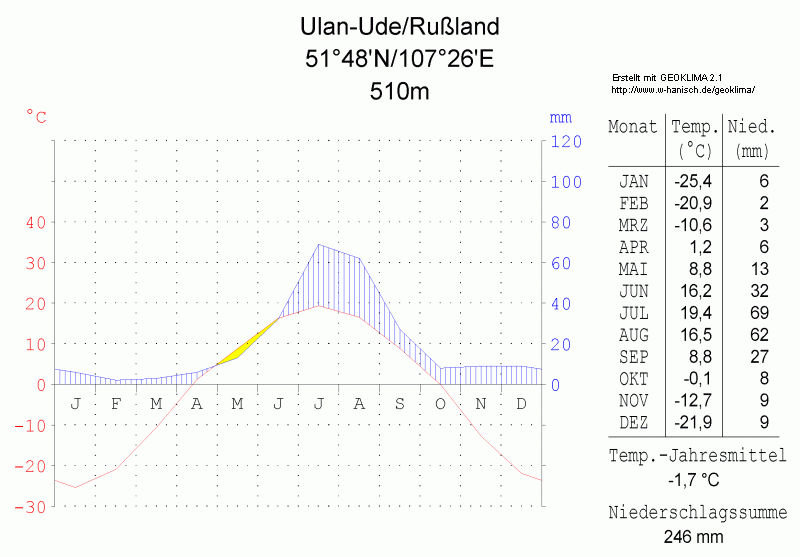
Климатическая диаграмма

- Солнечное сияние 2424 ч.

| Показатель                    | Янв.  | Фев.  | Март  | Апр. | Май   | Июнь | Июль | Авг. | Сен.  | Окт.  | Нояб. | Дек.  | Год   |
| ----------------------------- | ----- | ----- | ----- | ---- | ----- | ---- | ---- | ---- | ----- | ----- | ----- | ----- | ----- |
| Абсолютный максимум, °C       | 0,4   | 7,9   | 18,4  | 28,7 | 35,6  | 40,0 | 40,6 | 39,7 | 32,2  | 24,7  | 11,3  | 5,2   | 40,6  |
| Средний суточный максимум, °C | −17,6 | −10,6 | 0,4   | 10,7 | 18,6  | 25,5 | 27,5 | 24,2 | 16,8  | 6,9   | −5,2  | −14,8 | 6,5   |
| Средняя температура, °C       | −22,8 | −17,5 | −6,7  | 3,4  | 10,9  | 17,9 | 20,6 | 17,7 | 10,0  | 0,8   | −10,3 | −19,4 | 0,1   |
| Средний суточный минимум, °C  | −27,2 | −23,5 | −13   | −3   | 3,8   | 11,1 | 14,6 | 12,3 | 4,6   | −4    | −14,4 | −23,2 | −5,5  |
| Абсолютный минимум, °C        | −54,4 | −44,9 | −40,4 | −28  | −15,1 | −3,9 | 1,2  | −4   | −11,4 | −27,9 | −38   | −48,8 | −54,4 |
| Норма осадков, мм             | 5     | 3     | 3     | 6    | 18    | 43   | 65   | 68   | 28    | 7     | 10    | 9     | 265   |
| Средняя влажность, %          | 77    | 75    | 66    | 53   | 49    | 57   | 64   | 69   | 68    | 68    | 76    | 78    | 67    |
| Средняя скорость ветра, м/с   | 1,3   | 1,4   | 1,9   | 2,8  | 2,7   | 2,5  | 2,3  | 1,9  | 2,0   | 1,9   | 1,8   | 1,5   | 2,0   |
| Источник: Погода и климат     |       |       |       |      |       |      |      |      |       |       |       |       |       |

| Климатические сезоны в Улан-Удэ                       | Климатические сезоны в Улан-Удэ | Климатические сезоны в Улан-Удэ | Климатические сезоны в Улан-Удэ | Климатические сезоны в Улан-Удэ |
| Название сезона                                       | Зима                            | Весна                           | Лето                            | Осень                           |
| ----------------------------------------------------- | ------------------------------- | ------------------------------- | ------------------------------- | ------------------------------- |
| Средняя дата начала сезона                            | 19 октября                      | 4 апреля                        | 2 июня                          | 29 августа                      |
| Количество дней в сезоне                              | 167,2425                        | 60                              | 88                              | 50                              |
| Относительная длительность сезона (в % от всего года) | 45,8                            | 16,4                            | 24,1                            | 13,7                            |

| Солнечное сияние, часов за месяц. | Солнечное сияние, часов за месяц. | Солнечное сияние, часов за месяц. | Солнечное сияние, часов за месяц. | Солнечное сияние, часов за месяц. | Солнечное сияние, часов за месяц. | Солнечное сияние, часов за месяц. | Солнечное сияние, часов за месяц. | Солнечное сияние, часов за месяц. | Солнечное сияние, часов за месяц. | Солнечное сияние, часов за месяц. | Солнечное сияние, часов за месяц. | Солнечное сияние, часов за месяц. | Солнечное сияние, часов за месяц. |
| Месяц                             | Янв                               | Фев                               | Мар                               | Апр                               | Май                               | Июн                               | Июл                               | Авг                               | Сен                               | Окт                               | Ноя                               | Дек                               | Год                               |
| Солнечное сияние, ч               | 115                               | 155                               | 226                               | 249                               | 288                               | 288                               | 270                               | 248                               | 210                               | 167                               | 114                               | 93                                | 2424                              |
| --------------------------------- | --------------------------------- | --------------------------------- | --------------------------------- | --------------------------------- | --------------------------------- | --------------------------------- | --------------------------------- | --------------------------------- | --------------------------------- | --------------------------------- | --------------------------------- | --------------------------------- | --------------------------------- |

| Показатели светового дня в Улан-Удэ                        | Показатели светового дня в Улан-Удэ | Показатели светового дня в Улан-Удэ |
| Показатель                                                 | Значение                            | Дата                                |
| ---------------------------------------------------------- | ----------------------------------- | ----------------------------------- |
| минимальная долгота дня (зимнее солнцестояние)             | 7 ч 45 мин 54 с                     | 22 декабря                          |
| максимальная долгота дня (летнее солнцестояние)            | 16 ч 42 мин 10 с                    | 21 и 22 июня                        |
| долгота дня, максимально близкая к весеннему равноденствию | 11 ч 59 мин 42 с                    | 18 марта                            |
| долгота дня, максимально близкая к осеннему равноденствию  | 11 ч 59 мин 28 с                    | 26 сентября                         |
| самый ранний восход Солнца                                 | 04 ч 31 мин 14 с                    | 17 и 18 июня                        |
| самый поздний восход Солнца                                | 08 ч 58 мин 24 с                    | 30 и 31 декабря                     |
| самый ранний закат Солнца                                  | 16 ч 40 мин 13 с                    | 14 декабря                          |
| самый поздний закат Солнца                                 | 21 ч 14 мин 12 с                    | 25 июня                             |

## История

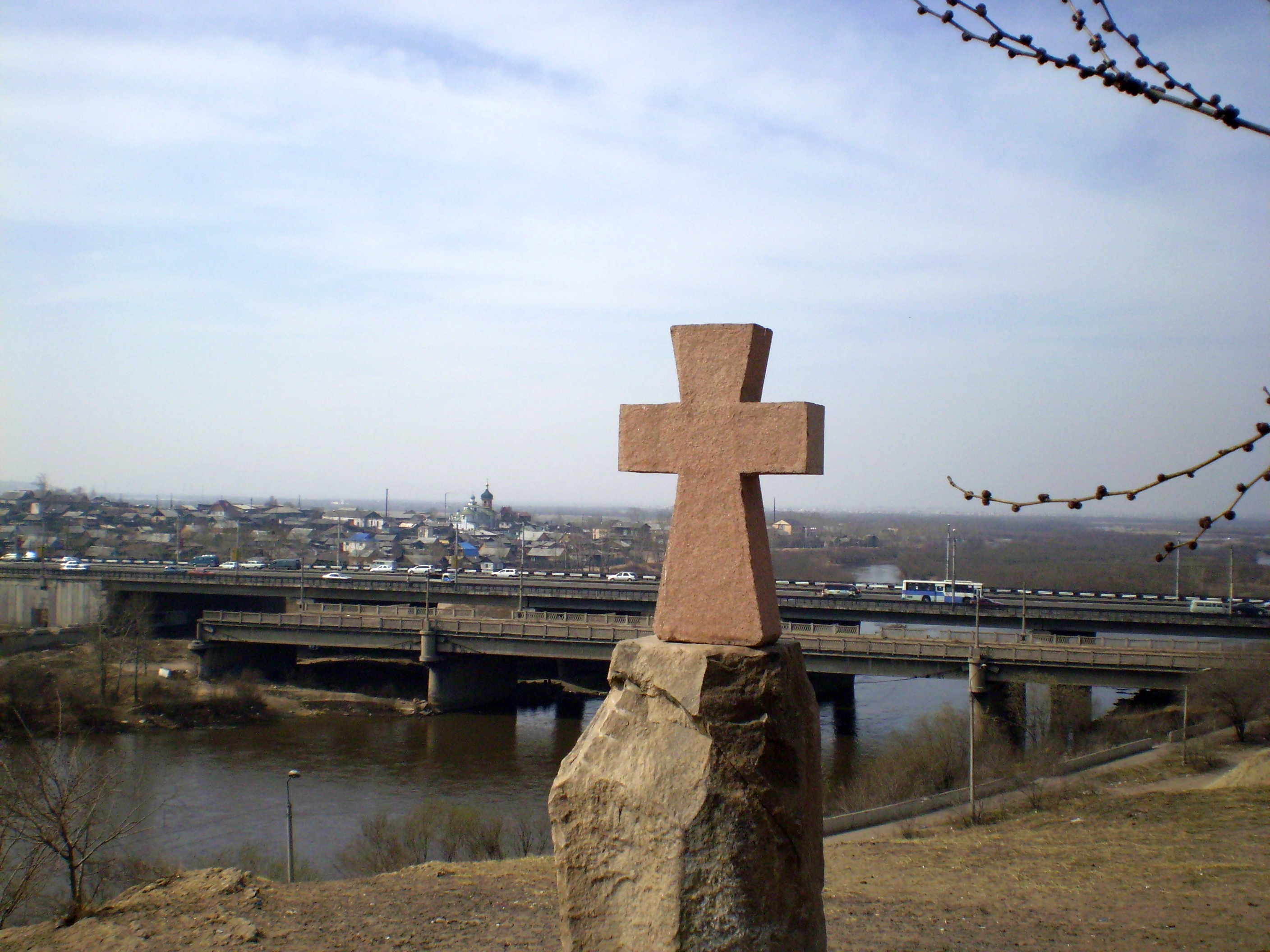
Памятный крест на месте основания Удинского острога

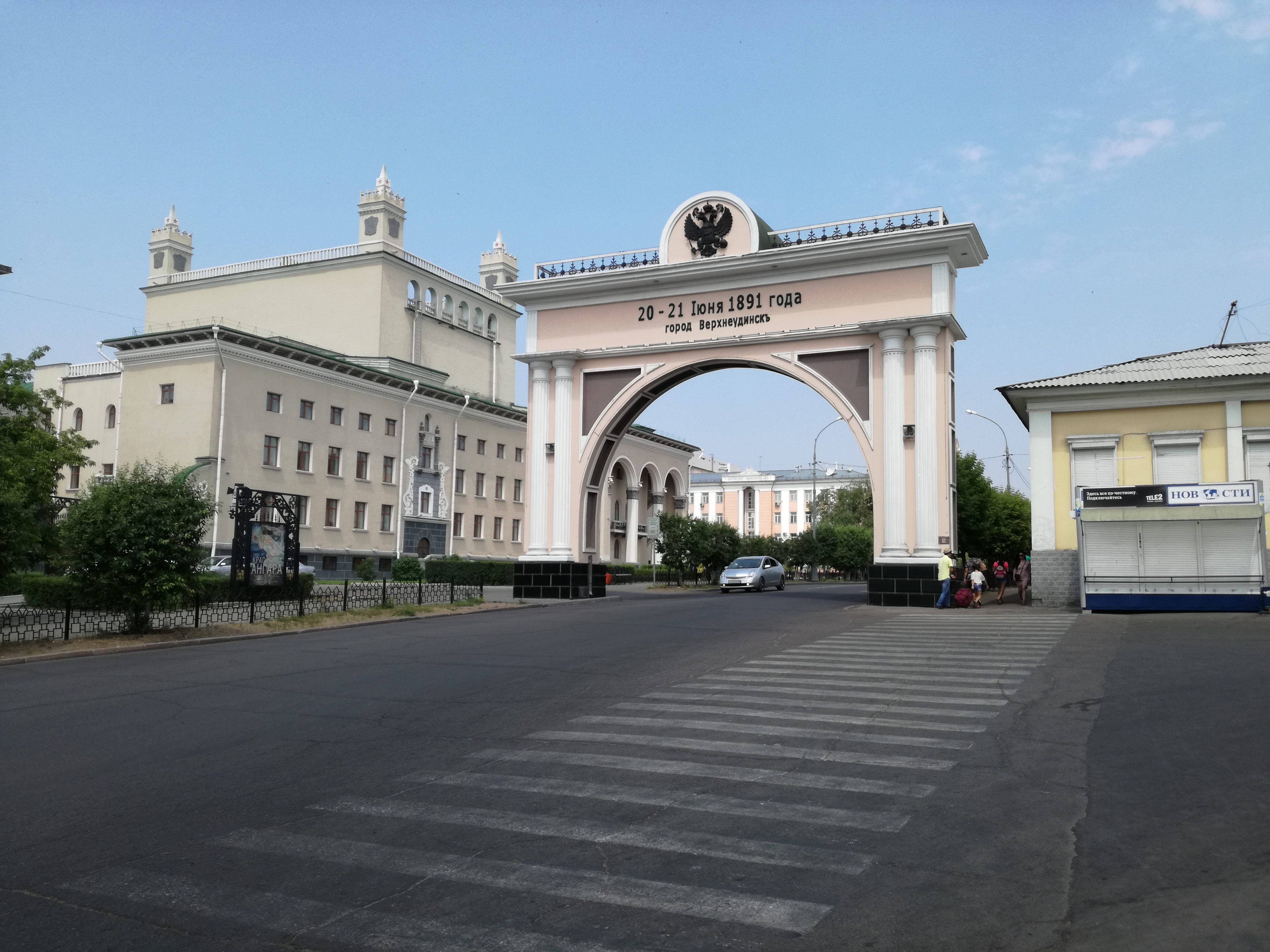
Реконструированная арка в честь визита цесаревича Николая

История города началась с основания в 1666 году русскими казаками зимовья Удинское, построенного для сбора ясака с местных тунгусских родов и располагавшегося на высоком правом берегу реки Уды, близ её устья.
С 1678 года известен как Удинский острог.
В 1689 году превращён в крепость Верхнеудинскую. В 1690 году острог получил статус города и название Удинск, в 1735 году поселение было переименовано в Верхнеудинск
В 1775 году получил статус города и герб согласно Грамоте вольностей городам Екатерины II, с 1783 года — уездный город Иркутской губернии. В XVIII—начале XX веков — административный, военный, культурный, торгово-промышленный центр Западного Забайкалья — Забайкальской области, а также административный центр Верхнеудинского уезда.
После 1917 года Верхнеудинск — центр Прибайкальской губернии; в апреле-октябре 1920 года — столица Дальневосточной республики (ДВР); с 30 мая 1923 года — столица Бурят-Монгольской АССР. 23 августа 1923 года все учреждения Бурят-Монгольской АССР переехали из Иркутска в Верхнеудинск.
27 июля 1934 года постановлением Президиума ЦИК СССР переименован в Улан-Удэ (бур. Улаан Υдэ — Красная Уда).
С 7 июля 1957 года в связи с переименованием республики стал столицей Бурятской АССР.
5 октября 1971 года посёлок Забайкальский передан из административного подчинения Октябрьского района города Улан-Удэ в Улан-Удэнский район.
С 27 марта 1992 года Улан-Удэ — столица субъекта Российской Федерации Республики Бурятия.
Законом Республики Бурятия от 9 марта 2010 года № 1313-IV «О внесении изменений в Закон Республики Бурятия „Об установлении границ, образовании и наделении статусом муниципальных образований в Республике Бурятия“» посёлки городского типа Заречный, Сокол, посёлки Забайкальский, Исток, Солдатский, Степной, Тулунжа, посёлок при станции Мостовой исключены из числа населённых пунктов и включены в состав города Улан-Удэ.
11 сентября 2023 года Указом Президента Российской Федерации городу было присвоено почётное звание «Город трудовой доблести».

## Население

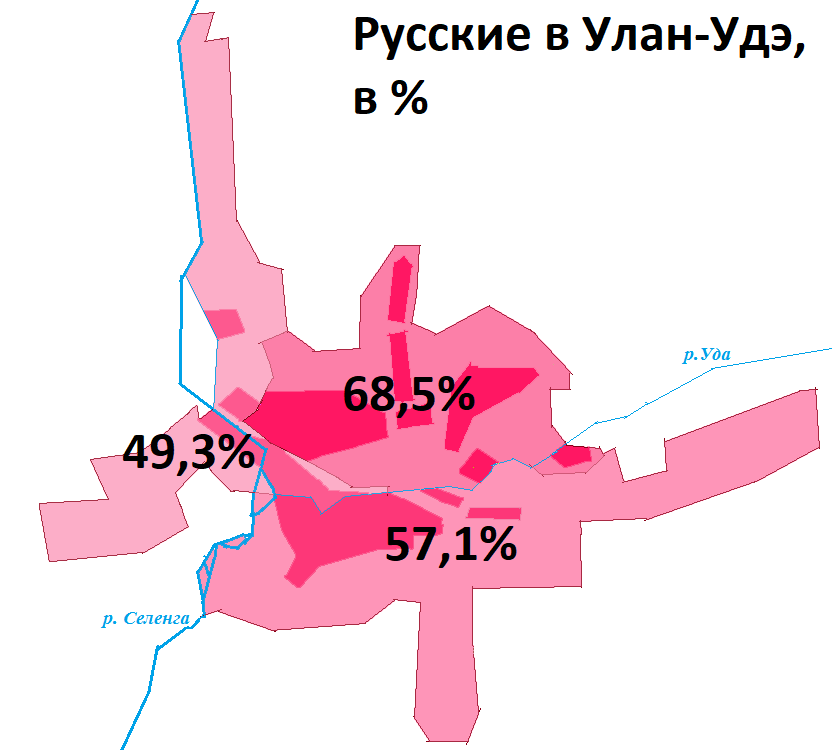
Русские в Улан-Удэ, в %

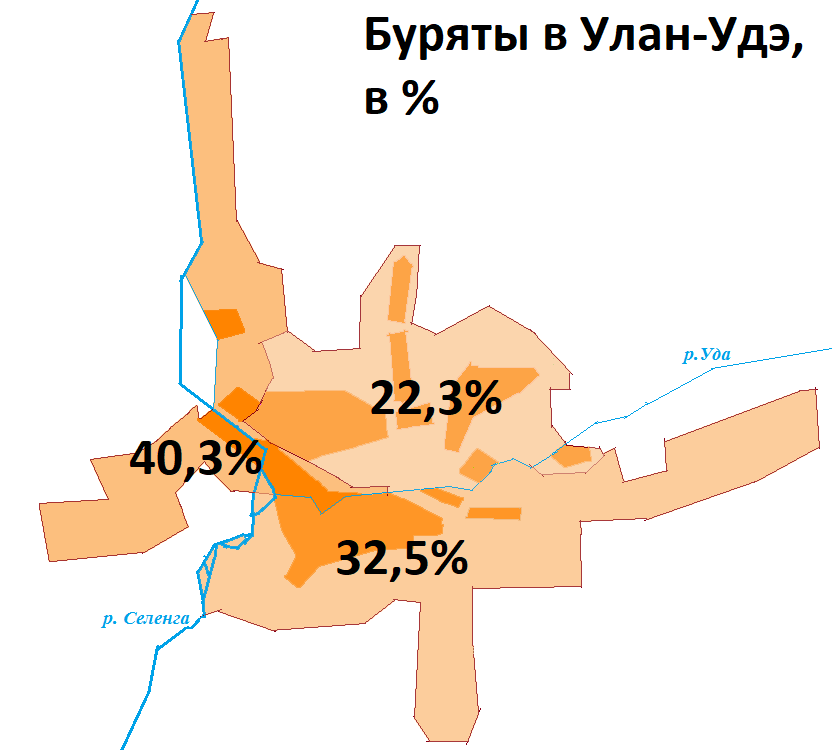
Буряты в Улан-Удэ, в %

| 1695     | 1770     | 1820     | 1825     | 1829     | 1835     | 1851     | 1856     | 1860     | 1882     | 1890     |
| -------- | -------- | -------- | -------- | -------- | -------- | -------- | -------- | -------- | -------- | -------- |
| 1981     | ↗4706    | ↘3000    | ↘2024    | ↗2972    | ↗3544    | ↗3746    | ↘3400    | ↗4032    | ↗4130    | ↗5223    |
| 1897     | 1915     | 1917     | 1923     | 1926     | 1931     | 1933     | 1937     | 1939     | 1956     | 1959     |
| ↗8086    | ↗17 200  | ↗21 582  | ↗22 400  | ↗29 425  | ↗44 001  | ↗55 800  | ↗115 992 | ↗125 690 | ↗158 000 | ↗175 172 |
| 1960     | 1961     | 1962     | 1963     | 1964     | 1965     | 1966     | 1967     | 1968     | 1969     | 1970     |
| ↗179 700 | ↗187 300 | ↗196 100 | ↗200 400 | ↗209 000 | ↗214 900 | ↗221 100 | ↗229 600 | ↗238 500 | ↗246 300 | ↗253 569 |
| 1971     | 1972     | 1973     | 1974     | 1975     | 1976     | 1977     | 1978     | 1979     | 1980     | 1981     |
| ↗258 900 | ↗265 300 | ↗272 400 | ↗278 800 | ↗289 000 | ↗289 200 | ↗293 700 | ↗297 600 | ↗300 370 | ↗303 200 | ↗307 100 |
| 1982     | 1983     | 1984     | 1985     | 1986     | 1987     | 1988     | 1989     | 1990     | 1991     | 1992     |
| ↗311 500 | ↗316 200 | ↗322 000 | ↗327 000 | ↗333 000 | ↗351 000 | ↘345 200 | ↗352 530 | ↗358 000 | ↗361 700 | ↗366 000 |
| 1993     | 1994     | 1995     | 1996     | 1997     | 1998     | 1999     | 2000     | 2001     | 2002     | 2003     |
| ↘365 000 | →365 000 | ↘363 300 | ↗364 600 | ↗370 000 | ↘366 100 | ↗371 400 | ↘370 400 | ↘368 900 | ↗374 854 | ↘359 300 |
| 2004     | 2005     | 2006     | 2007     | 2008     | 2009     | 2010     | 2011     | 2012     | 2013     | 2014     |
| ↘356 500 | ↘352 600 | ↘347 800 | ↘343 000 | ↘340 800 | ↘340 247 | ↗404 426 | ↗405 799 | ↗411 646 | ↗416 079 | ↗421 453 |
| 2015     | 2016     | 2017     | 2018     | 2019     | 2020     | 2021     | 2023     | 2024     | 2025     |          |
| ↗426 650 | ↗430 550 | ↗431 922 | ↗434 869 | ↗435 496 | ↗439 128 | ↘437 565 | ↘436 138 | ↘435 751 | ↘435 067 |          |

На 1 января 2025 года по численности населения город находился на 45-м месте из 1124 городов Российской Федерации.

## Национальный состав
По данным Всероссийской переписи 2020 года.
| Национальность | Численность, чел. | Доля     |
| -------------- | ----------------- | -------- |
| Русские        | 234 260           | 61,35 %  |
| Буряты         | 133 988           | 35,1 %   |
| Остальные      | 13 573            | 3,55 %   |
| Всего          | 381 821           | 100,00 % |

| Народ         | 1899 год чел.  | 1904 год чел.  | 1923 год чел.   | 1939 год чел.    | 1979 год чел.    | 1989 год чел.    | 2002 год чел.    | 2010 год чел.    | 2021 год чел.    |
| ------------- | -------------- | -------------- | --------------- | ---------------- | ---------------- | ---------------- | ---------------- | ---------------- | ---------------- |
| Русские       | 4356 (79,86 %) | 7500 (78,69 %) | 17389 (80,37 %) | 108589 (77,89 %) | 232541 (77,56 %) | 255849 (72,57 %) | 231131 (66,53 %) | 251071 (62,08 %) | 234260 (53,54 %) |
| Буряты        | 52 (0,95 %)    | 90 (0,94 %)    | 28 (0,12 %)     | 11086 (7,95 %)   | 50045 (16,69 %)  | 74243 (21,06 %)  | 102044 (29,37 %) | 128968 (31,88 %) | 133988 (30,62 %) |
| Татары        | 85 (1,55 %)    | 100 (1,04 %)   | 631 (2,91 %)    | 1410 (1,01 %)    | 2635 (0,87 %)    | 2054 (0,58 %)    | 1943 (0,6 %)     | 2065 (0,51 %)    | 1253 (0,29 %)    |
| Тувинцы       |                |                |                 |                  | 101 (0,03 %)     | 249 (0,07 %)     | 95 (0,02 %)      | 631 (0,15 %)     | 972 (0,22 %)     |
| Армяне        | 8 (0,14 %)     | 15 (0,15 %)    | 32 (0,14 %)     | 56 (0,04 %)      | 246 (0,08 %)     | 361 (0,10 %)     | 850 (0,2 %)      | 1082 (0,26 %)    | 949 (0,22 %)     |
| Узбеки        |                |                |                 | 116 (0,08 %)     | 251 (0,08 %)     | 304 (0,08%)      | 248 (0,1 %)      | 737 (0,18 %)     | 933 (0,21 %)     |
| Украинцы      | 22 (0,40 %)    | 60 (4,39 %)    | 363 (1,67 %)    | 8529 (6,11 %)    | 6935 (2,31 %)    | 9139 (2,59 %)    | 3767 (1,1 %)     | 2386 (0,58 %)    | 898 (0,21 %)     |
| Азербайджанцы |                |                |                 | 44 (0,03 %)      | 162 (0,05 %)     | 339 (0,09%)      | 662 (0,2 %)      | 806 (0,19 %)     | 766 (0,17 %)     |
| Киргизы       |                |                |                 |                  |                  |                  | 309 (0,1 %)      | 789 (0,19 %)     | 748 (0,17 %)     |
| Китайцы       | 60 (1,1 %)     | 60 (0,62 %)    | 505 (2,33 %)    | 373 (0,26%)      |                  |                  | 476 (0,1 %)      | 852 (0,21 %)     | 326 (0,07 %)     |
| Белорусы      |                |                |                 | 1097 (0,78 %)    | 1434 (0,47 %)    | 2044 (0,58 %)    | 839 (0,2 %)      | 516 (0,12 %)     | 208 (0,05 %)     |
| Остальные     | 871 (15,96 %)  | 1735 (18,2)    | 2687 (12,41 %)  | 8482 (6,08 %)    | 5461 (1,82 %)    | 7948 (2,25 %)    | 5007 (1,44 %)    | 14523 (3,59 %)   | 62264 (14,23 %)  |
| Всего         | 5454 (100 %)   | 9530 (100 %)   | 21635 (100 %)   | 299811 (100 %)   | 300370 (100 %)   | 352530 (100 %)   | 347371 (100 %)   | 404426 (100 %)   | 437565 (100 %)   |

Железнодорожный район
| № |           | Численность населения, чел. (2010) | % от всего | % от указав- ших нацио- наль- ность |
|   | всего     | 143 486                            | 100,00 %   |                                     |
| 1 | Русские   | 98 924                             | 68,94 %    | 70,64 %                             |
| 2 | Буряты    | 36 353                             | 25,33 %    | 25,96 %                             |
| 3 | Остальные | 8209                               | 5,72 %     | 5,86 %                              |

Октябрьский район
| № |           | Численность населения, чел. (2010) | % от всего | % от указав- ших нацио- наль- ность |
|   | всего     | 179 100                            | 100,00 %   |                                     |
| 1 | Русские   | 108 397                            | 60,52 %    | 62,19 %                             |
| 2 | Буряты    | 59 135                             | 33,01 %    | 33,93 %                             |
| 3 | Остальные | 11 568                             | 6,45 %     | 6,63 %                              |

Советский район
| № |           | Численность населения, чел. (2010) | % от всего | % от указав- ших нацио- наль- ность |
|   | всего     | 81 840                             | 100,00 %   |                                     |
| 1 | Русские   | 43 750                             | 53,45 %    | 54,44 %                             |
| 2 | Буряты    | 33 480                             | 40,90 %    | 41,66 %                             |
| 3 | Остальные | 4610                               | 5,63 %     | 6,63 %                              |

## Архитектура
Удинский острог построен, по разным данным, в 1677, 1678 или 1680 году. К 1716 году с запада к пятибашенному острогу пристроили новую стену. На новой площади расположились строения с плотной квартальной застройкой. С возведением стен вокруг поселения Удинск превратился в крепость наиболее распространённого в Сибири типа — «двойной острог».
В 1770-е годы острожная крепость всё ещё стояла на горе, но все её жители переселились в слободу.
В 1792 году город делился на две части: городовую и слободскую. В городовой части сохраняется острог, в слободской части располагались пять провиантских магазинов, канцелярия, казармы, винный подвал, питейные дома, торговые лавки, богадельня, четыре административных здания, 110 обывательских домов, две деревянных и одна каменная церкви.
С 1780 года в городе проводятся две ежегодные ярмарки. Ярмарочные торги происходят на Базарной площади (ныне Площадь Революции 1905 года).
В 1741 году началось строительство Одигитриевского собора — первого каменного здания в городе. От собора к Нагорной площади прокладывается Большая улица. Позднее она стала называться Большая Николаевская, ныне улица имени Ленина — центральная улица города.
В исторической части города кварталы правильной геометрической формы, улицы прямые и ровные.
С 1990 года город Улан-Удэ входил в список исторических городов России, однако в новую, существенно сокращённую, редакцию перечня исторических поселений России от 2010 года он не вошёл.

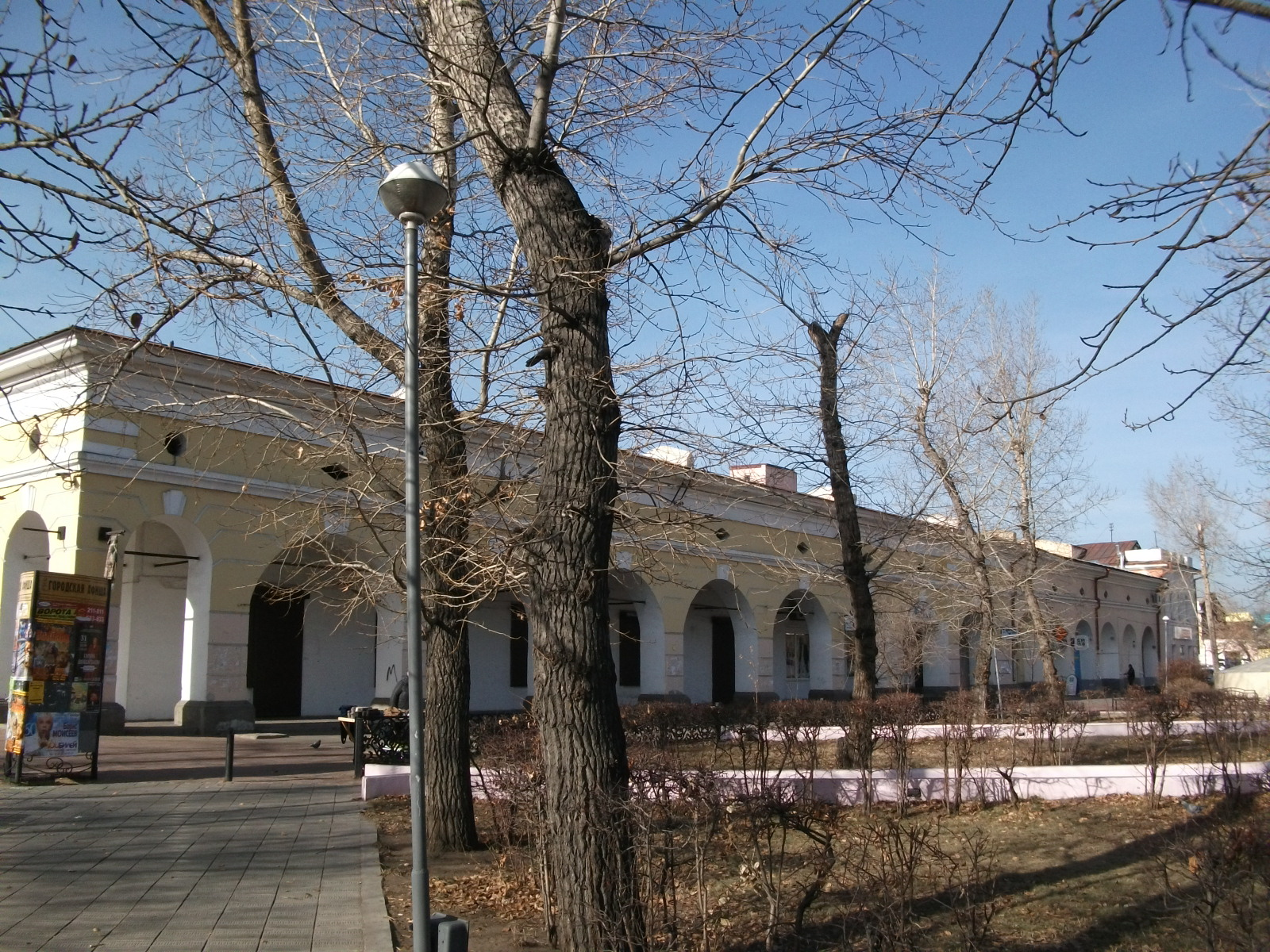
Гостиные ряды 1839 г.
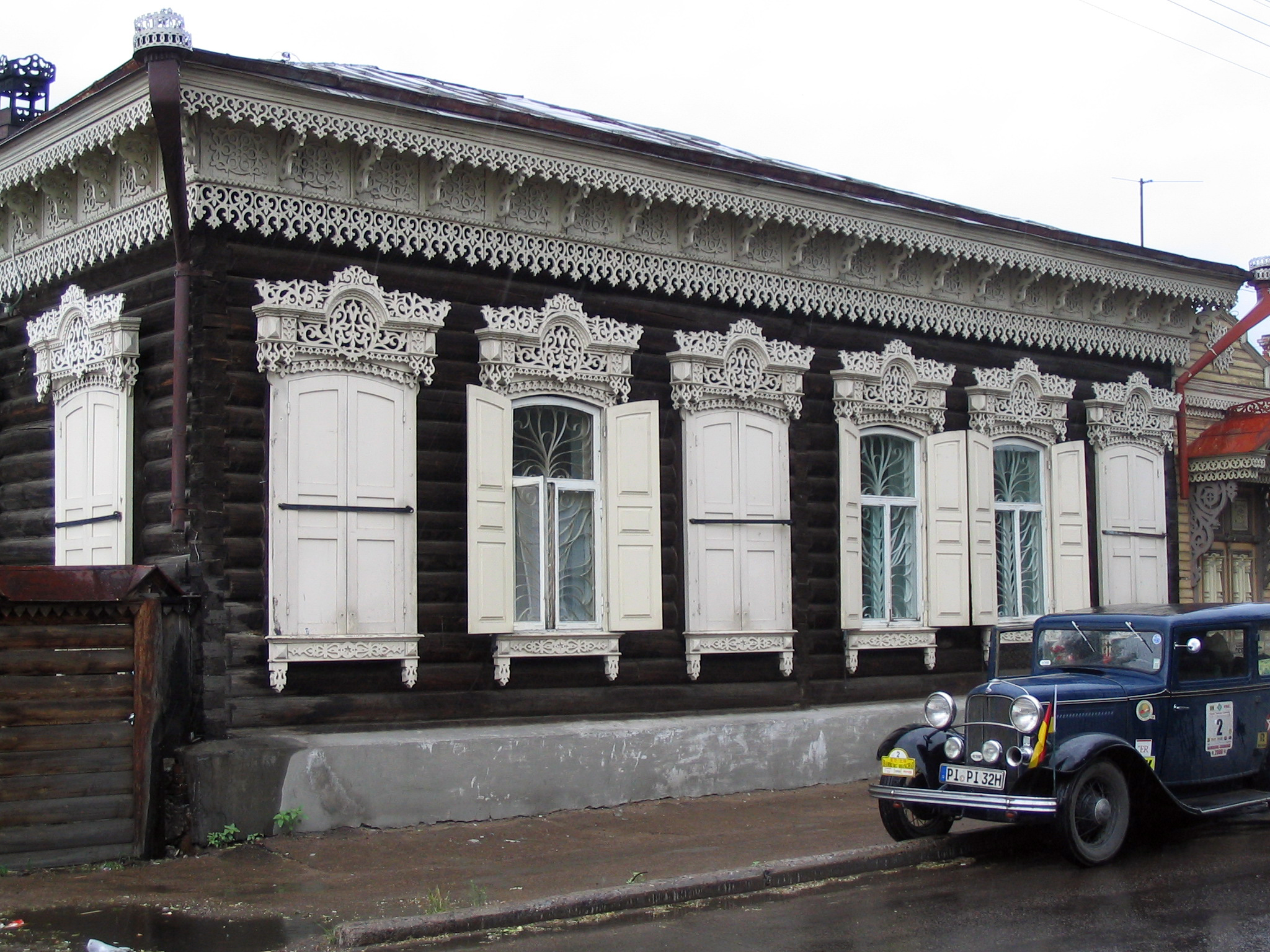
Дом старого Верхнеудинска.
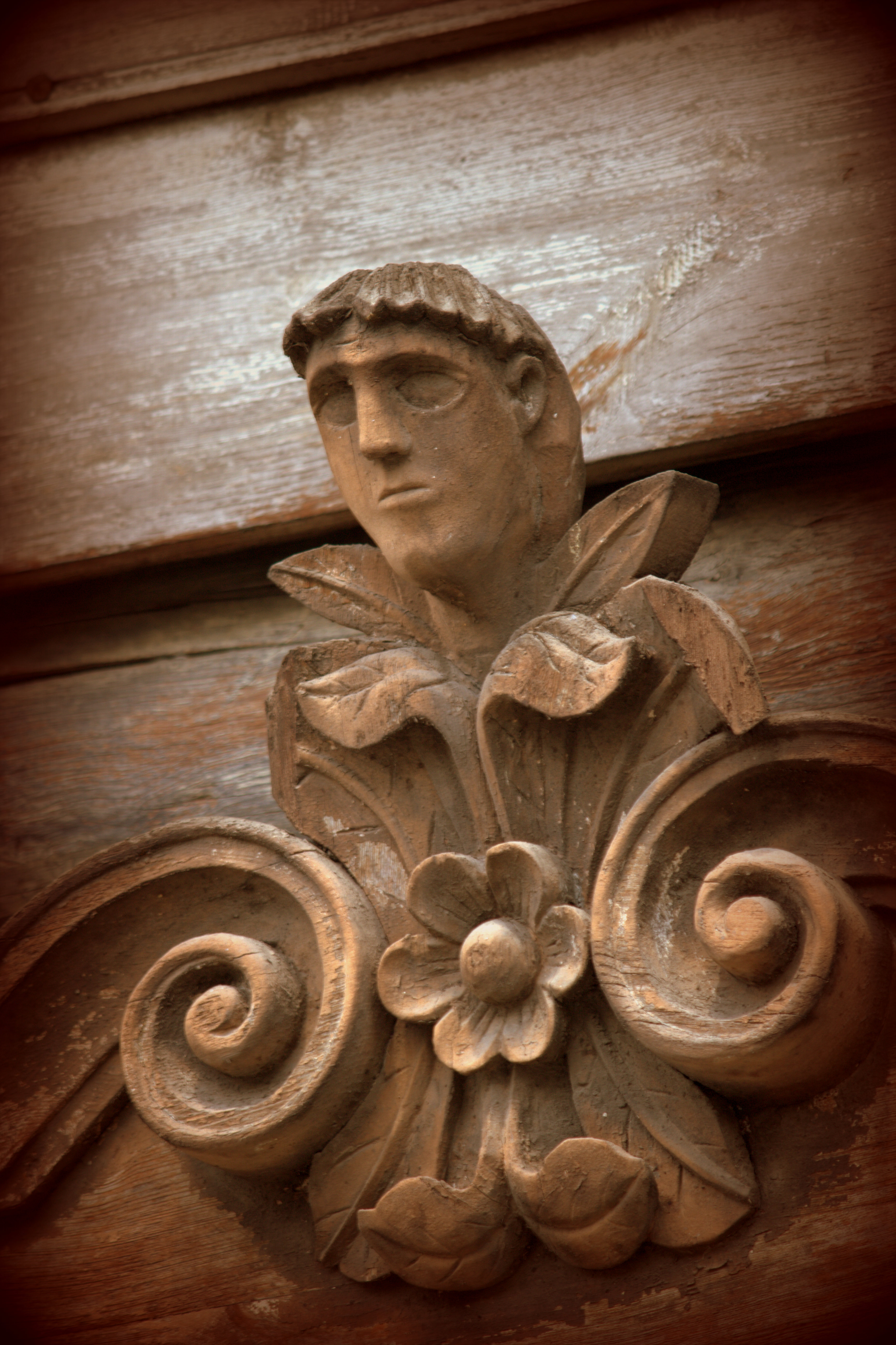
Фрагмент наличника дома усадьбы купчихи Черных.
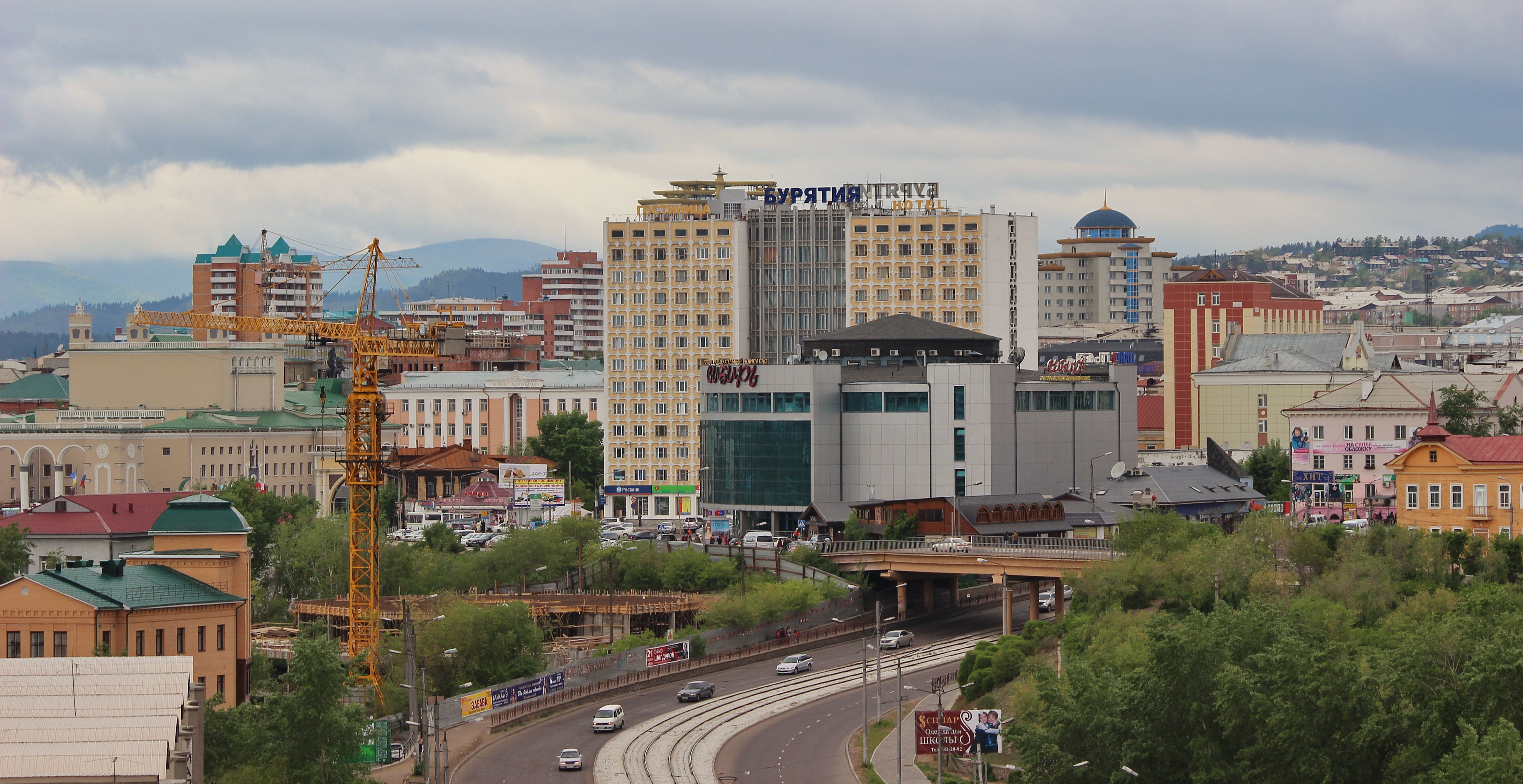
Вид на центр Улан-Удэ.
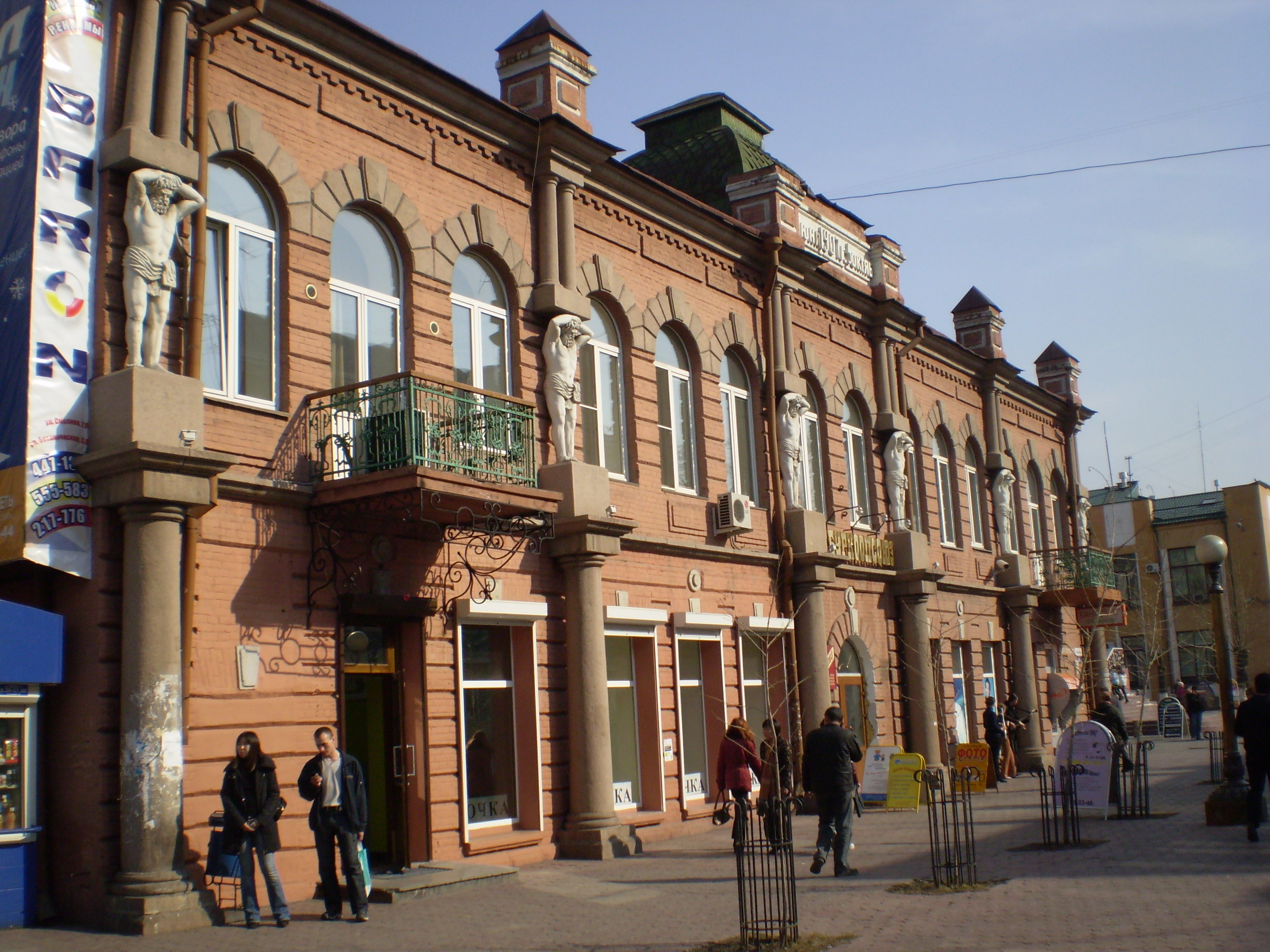
Дом купца Капельмана, ул. Ленина, д. 30
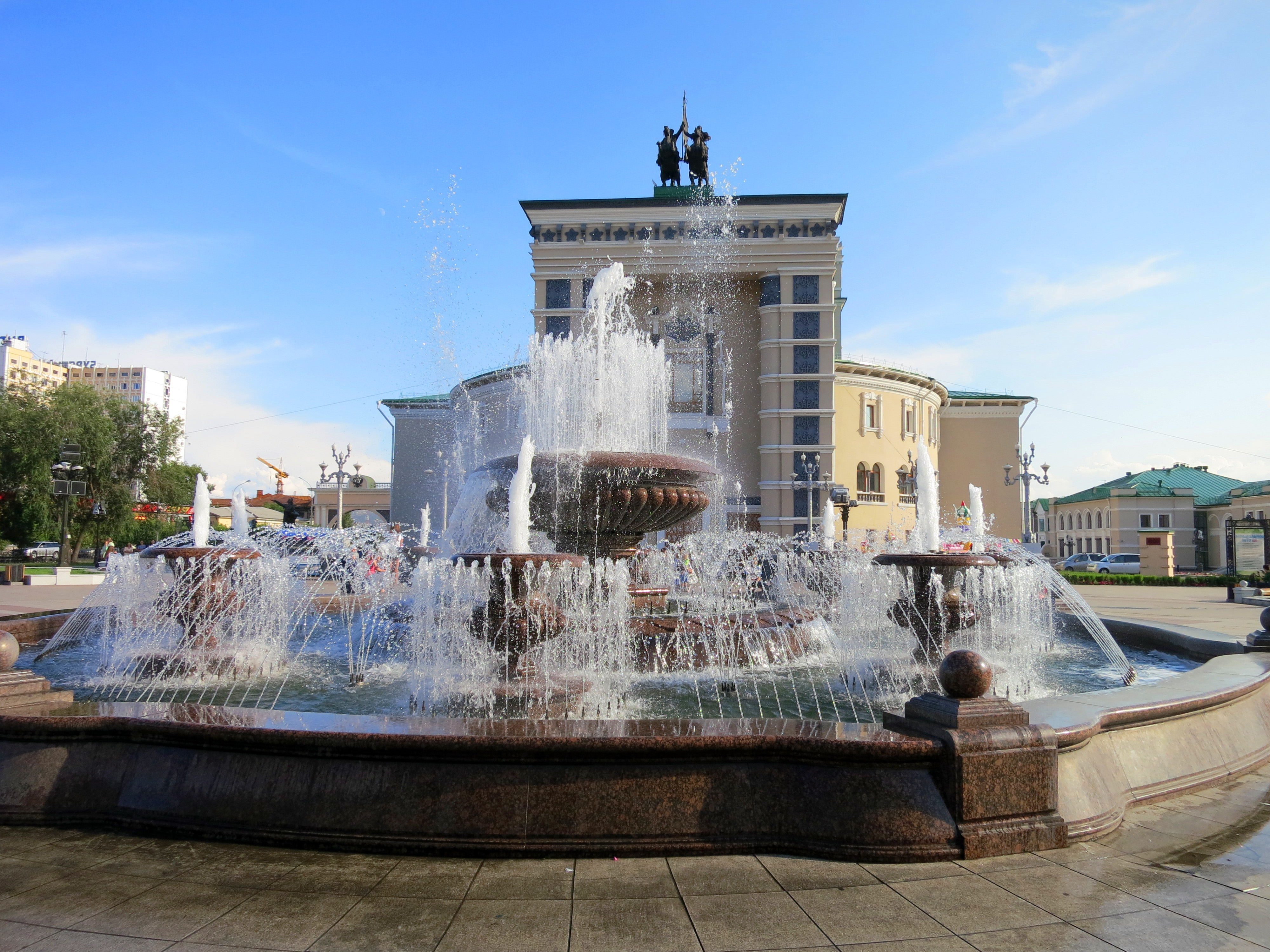
Фонтан музыкальный.
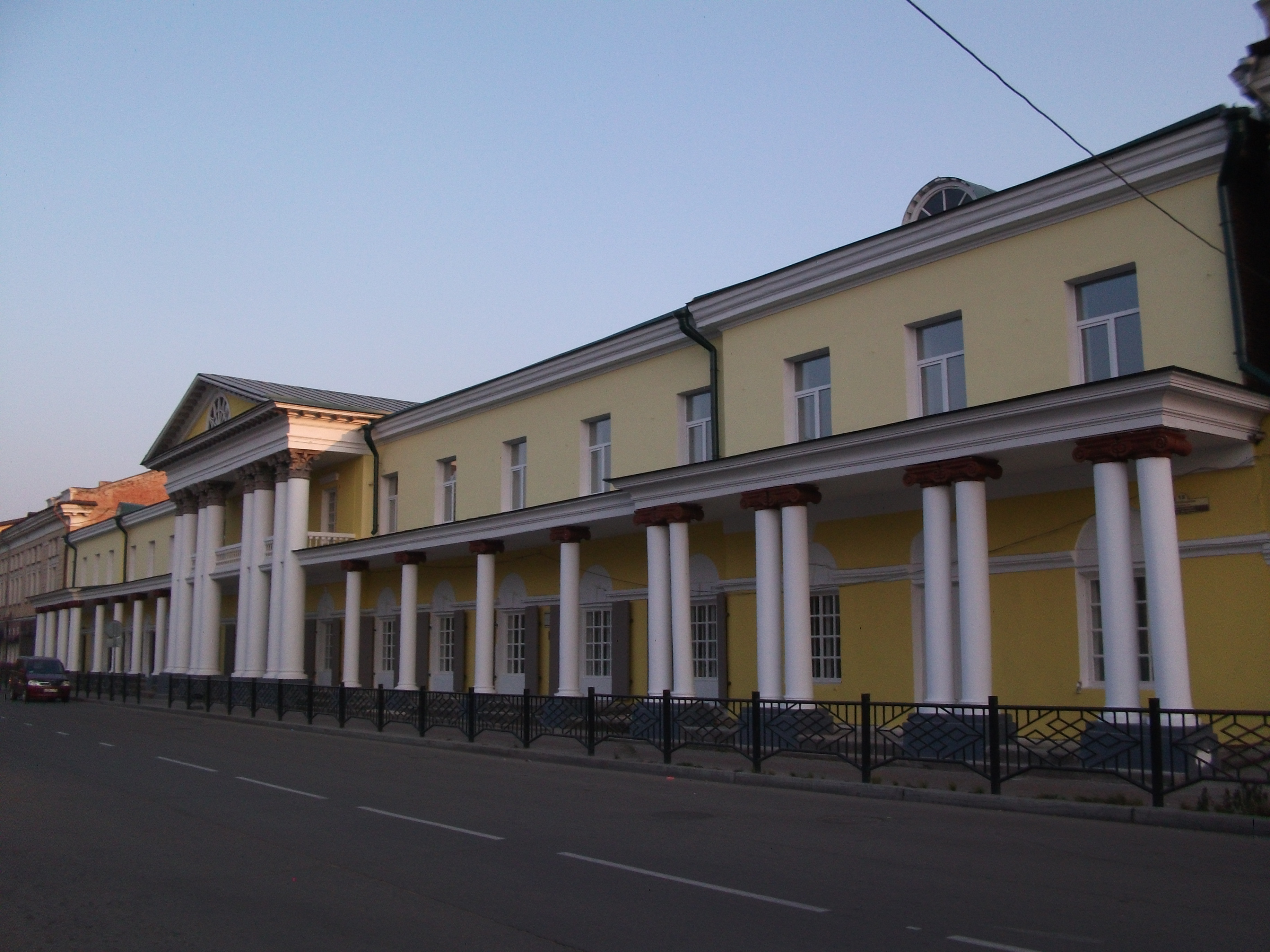
Торговые ряды 1820-е г.
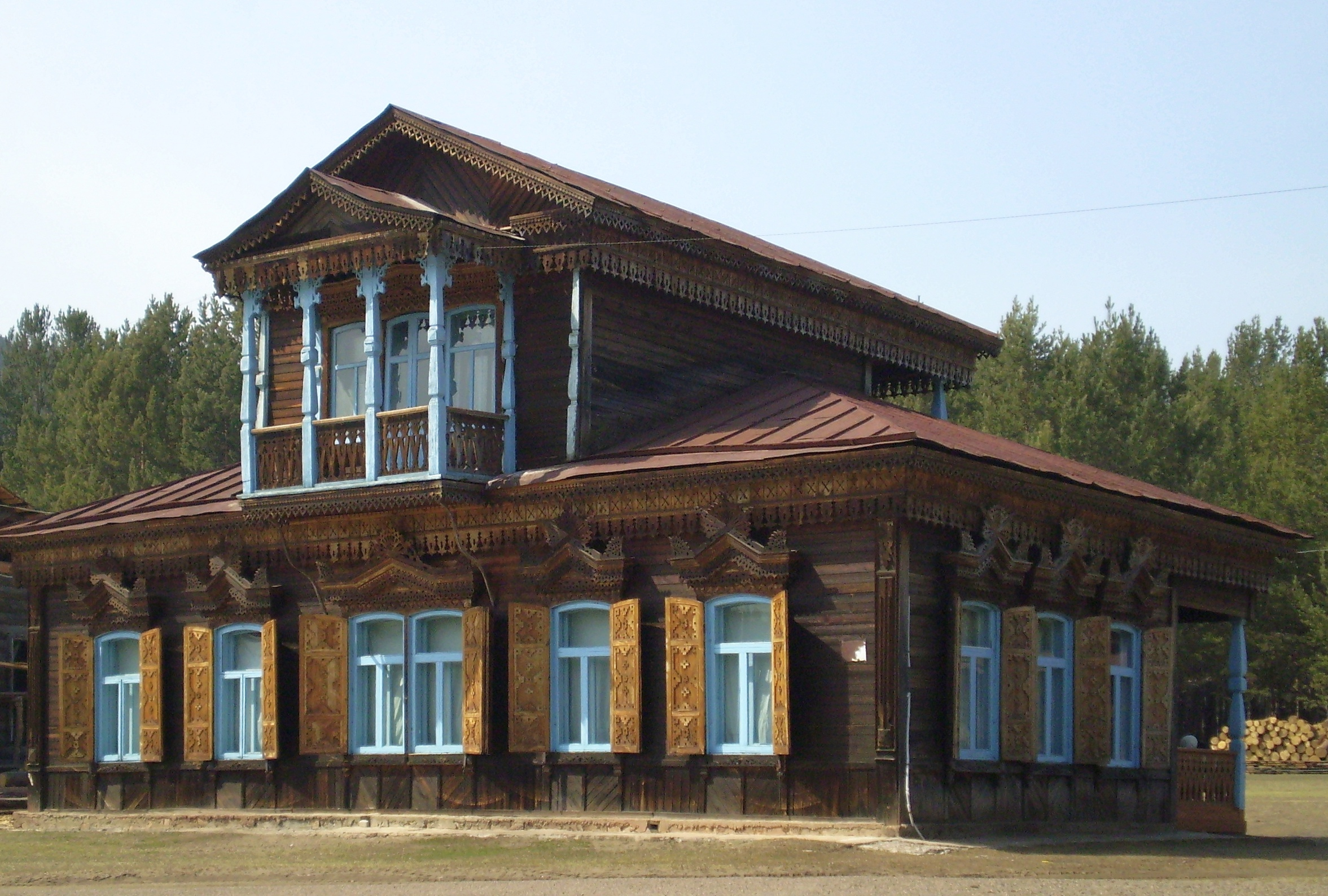
Дом с мезонином.

## Достопримечательности
Улан-Удэ обладает уникальным историко-культурным наследием: на территории города расположено 234 объекта культурного наследия: памятники архитектуры и градостроительства, памятники искусства (11 объектов культурного наследия федерального значения, 223 — республиканского значения). Культурную жизнь представляют 5 республиканских музеев, 1 муниципальный музей, 5 ведомственных музеев, 6 театров, 8 культурно-досуговых учреждений, а также многочисленные музыкальные и творческие коллективы.
Значительная часть достопримечательностей относится к хорошо сохранившимся памятникам архитектуры XIX века, как то: дома мещан и купцов, торговые дома, церкви, здания училищ, «Гостиные ряды» на площади Революции. В основном они сконцентрированы в историческом центре города.
Некоторые достопримечательности города:
- Место основания в 1666 году Удинского острога — на высоком правом берегу реки Уды на Батарейной горе.
- Памятник Ленину на главной площади города — площади Советов — в виде его головы. Монумент весом в 42 тонны и высотой 14 м начали возводить в 1970 году в честь столетия со дня рождения Ленина. Были разработаны десятки проектов, а победивший вариант признали лучшим не только в СССР, но и на всемирной выставке в Монреале[98][нет в источнике].
- Скульптурная композиция «Гостеприимная Бурятия» — установлена у восточного окончания Селенгинского моста и встречает всех, кто въезжает в центральную часть города с западной стороны. «Гостеприимная Бурятия» изображена в образе женщины-матери, держащей в руках «хадак» — символ гостеприимства. Ранее находилась перед Бурятским государственным театром оперы и балета.
- Памятник труженикам тыла и детям войны.
- Этнографический музей народов Забайкалья — один из крупнейших в России музеев под открытым небом. В музее собраны исторические находки начиная от эпохи хунну до середины XX века, в том числе уникальное собрание образцов деревянной архитектуры народов Сибири — более 40 архитектурных памятников.
- Музей природы Бурятии — современная экспозиция музея включает в себя уникальные палеонтологические, зоологические, геологические и ботанические коллекции.
- Музей истории Бурятии располагает богатой археологической коллекцией эпохи бронзы, железа, средневековья, хунну, этнографической коллекцией и коллекцией предметов декоративно-прикладного искусства народов, населяющих Предбайкалье и Забайкалье с XVIII века по настоящее время. Особое место занимает буддийская коллекция культовых предметов. Гордостью музея является фонд редких книг, в составе которого буддийская литература на тибетском и старописьменном монгольском языке. Наиболее ценным по уникальности и музейной значимости среди экспонатов музея является «Атлас тибетской медицины» — выдающийся памятник изобразительного искусства и разносторонний источник для изучения средневековой культуры буддийского мира.
- Одигитриевский кафедральный собор — православный храм Бурятской митрополии, памятник архитектуры сибирского барокко. Расположен в центре города, на правом берегу Уды близ впадения её в Селенгу.

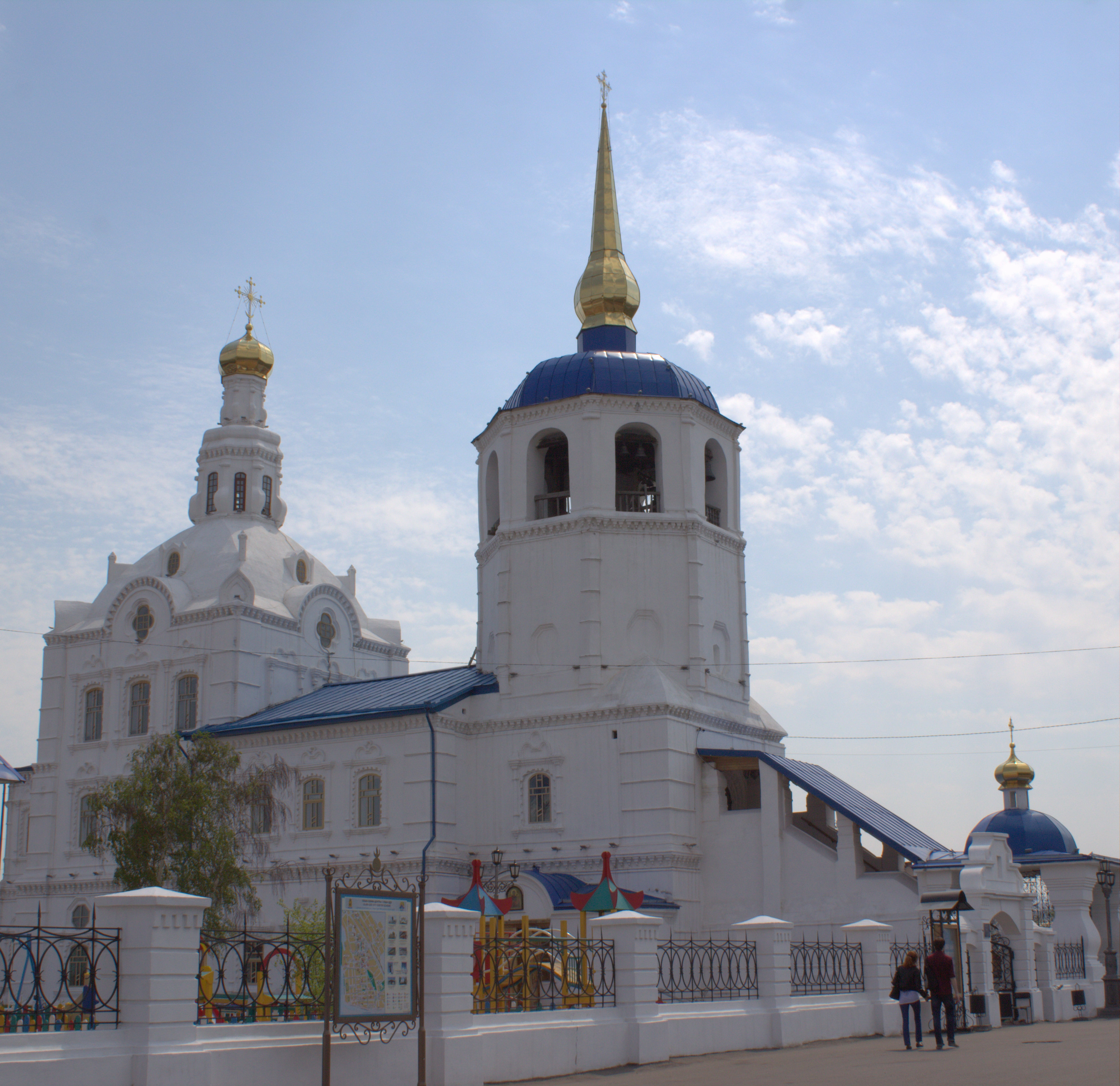
Свято-Одигитриевский собор (1741 — 1785)
Памятник В. И. Ленину.
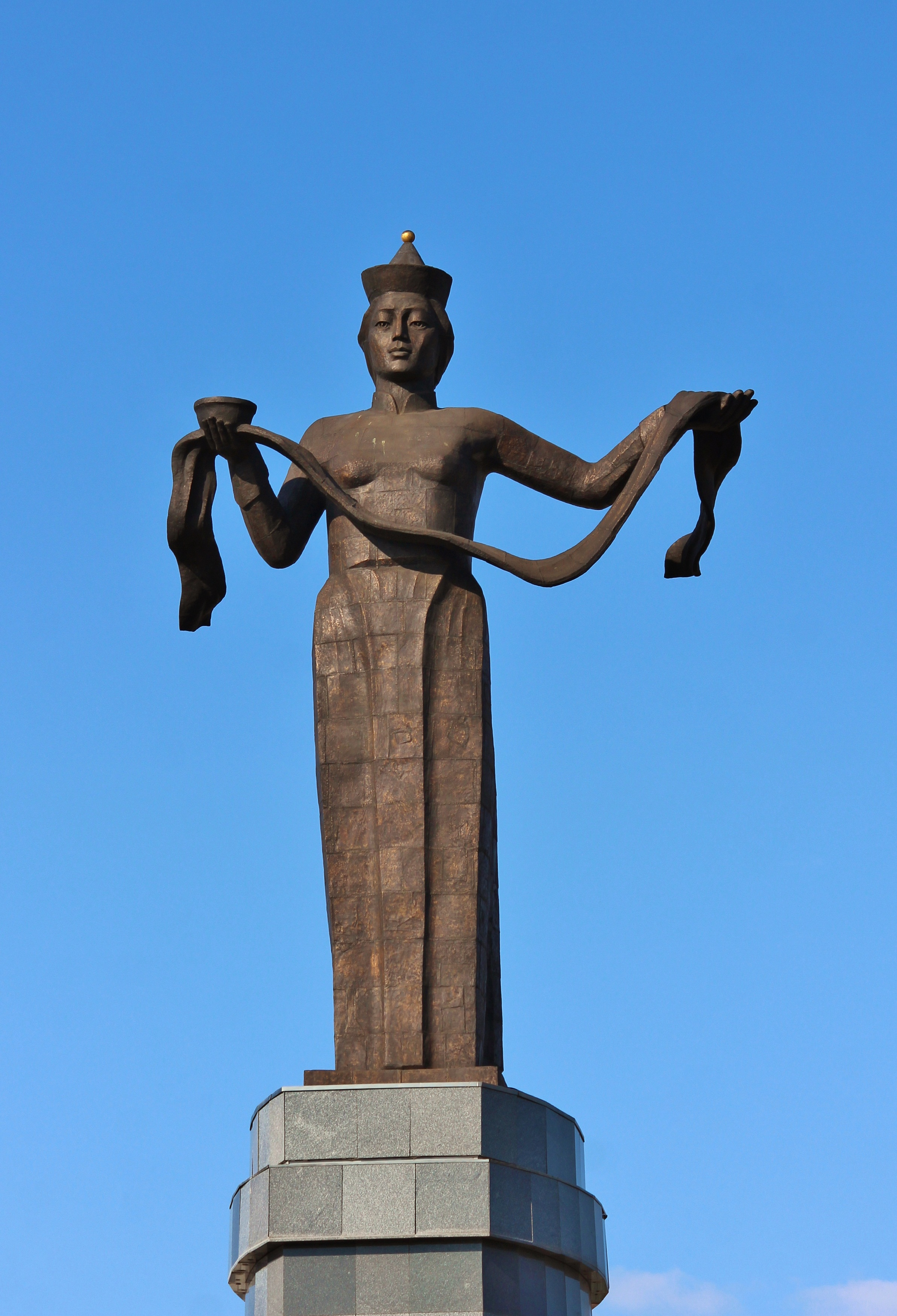
Скульптурная композиция «Гостеприимная Бурятия».
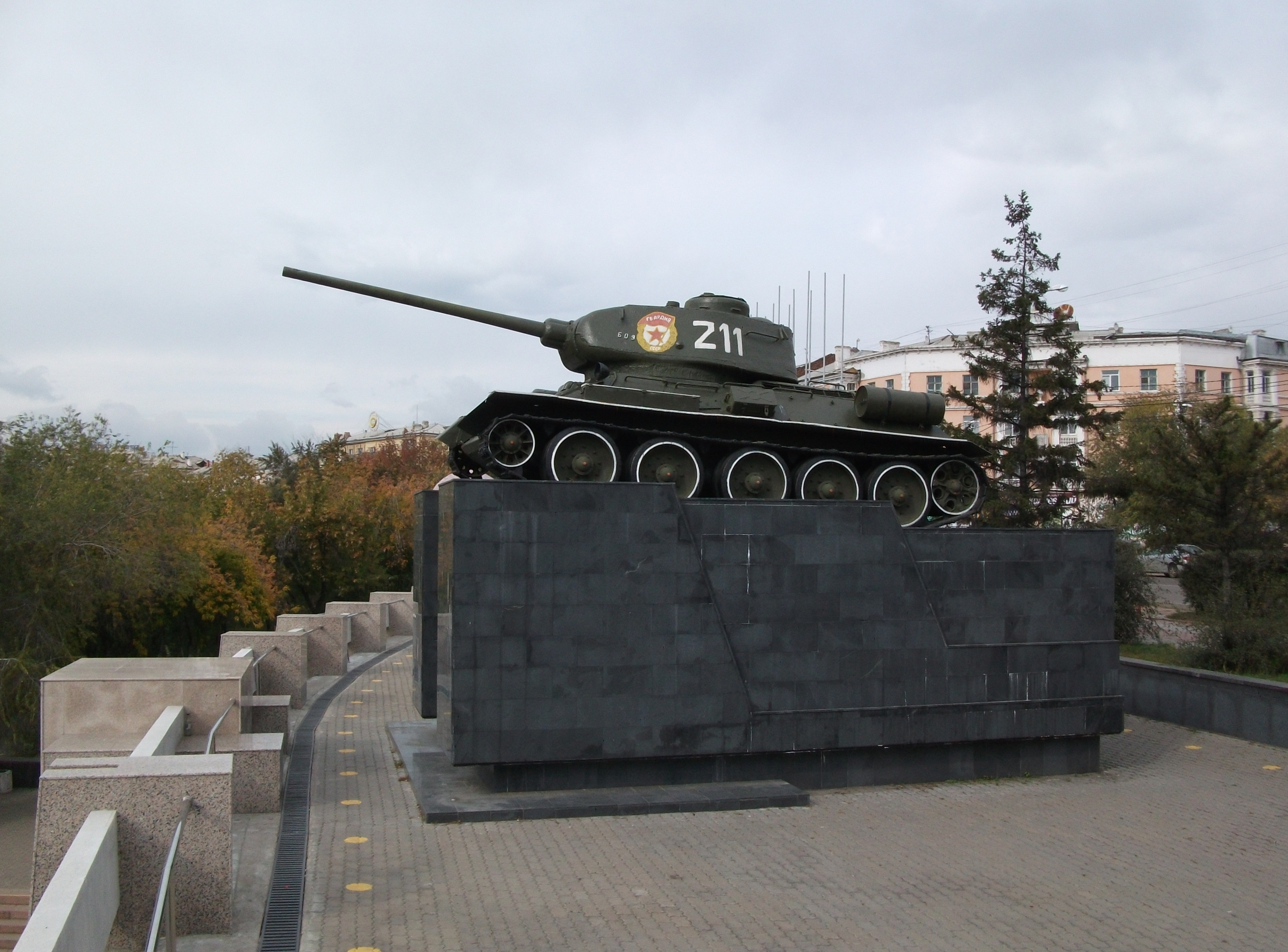
Мемориал Победы.
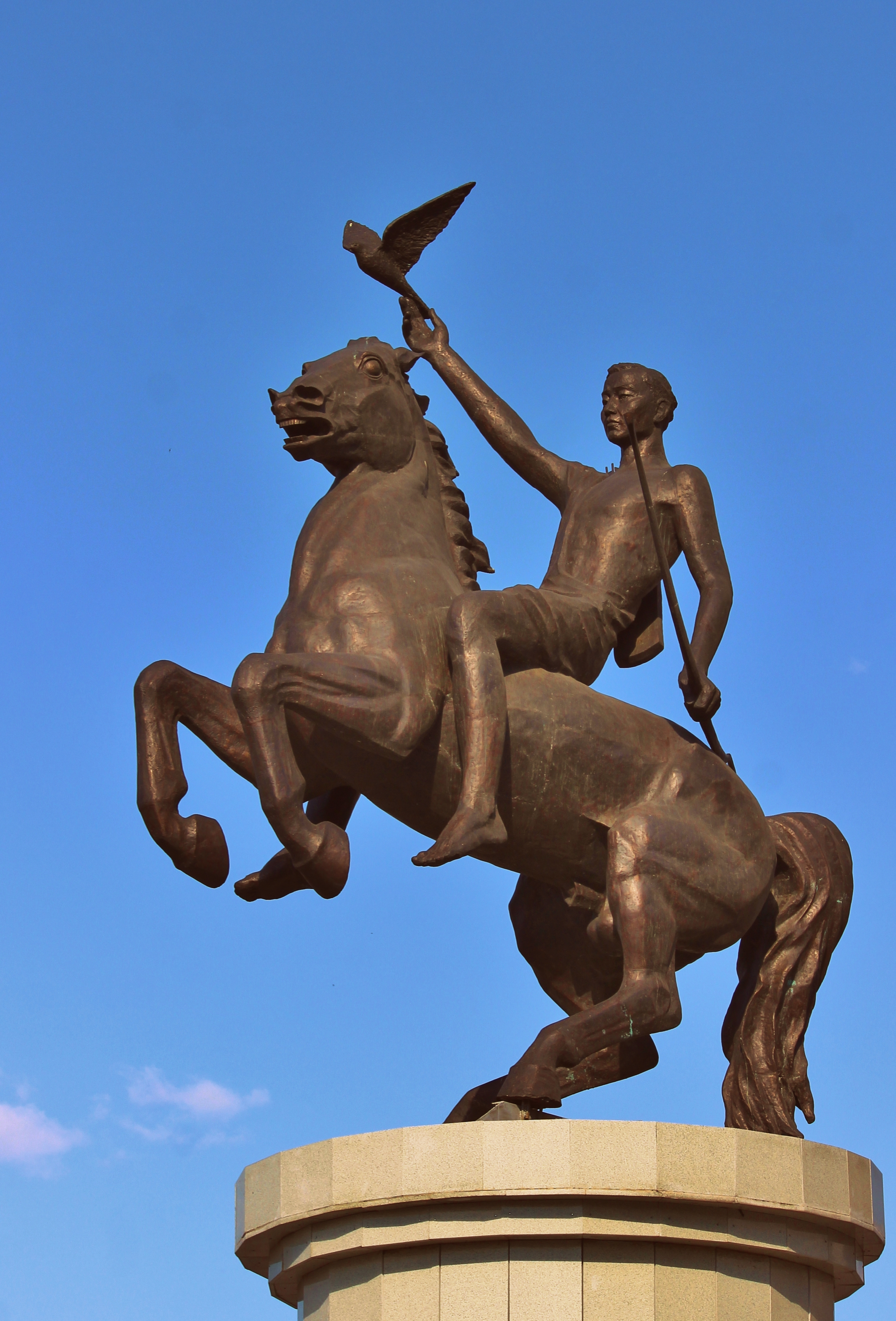
Скульптура «Юность Бурятии»

## Культура

### Театрально-концертные организации
Первые любительские спектакли начали ставить в Верхнеудинске в 1870-е годы. В 1880-е штатный смотритель уездного училища Н. С. Нелюбов создал любительский театр. Театр ставил пьесы А. Островского «Доходное место» и «Лес», водевили русских и французских авторов.
В начале 1920-х годов преподаватель Прибайкальского народного университета Виктор Николаевич Добронравов пытался создать Художественный пролетарский театр. Была организована драматическая студия, педагогами которой стали профессиональные иркутские актёры Д. Д. Лельский и П. Н. Маргер-Мерецкая. Профессиональный театр не был создан из-за отсутствия финансирования.
22 декабря 1928 года Московский передвижной Оргтеатр дал спектакль «Человек с портфелем» А. Файко, что можно считать началом профессиональной театральной деятельности в Бурятии.
В Улан-Удэ действует 7 театров:
1. Бурятский государственный академический театр драмы имени Хоца Намсараева.
2. Бурятский государственный академический театр оперы и балета имени Г. Ц. Цыдынжапова.
3. Бурятский государственный национальный театр песни и танца «Байкал».
4. Бурятский государственный республиканский театр кукол «Ульгэр».
5. Государственный русский драматический театр имени Н. А. Бестужева.
6. Молодёжный художественный театр.
7. Театр народной музыки и танца «Забава»[100]

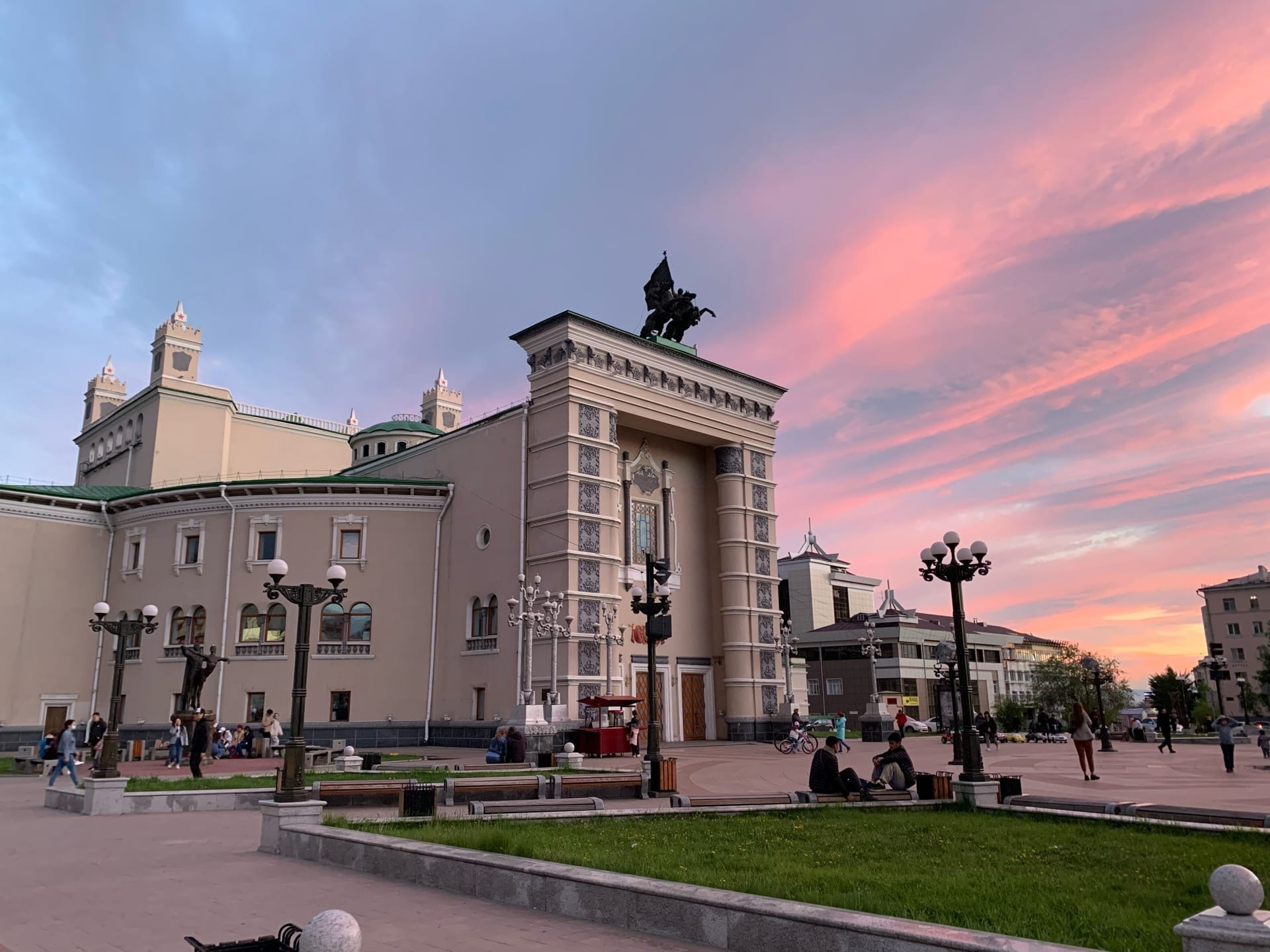
Бурятский государственный академический театр оперы и балета им. Г. Цыдынжапова
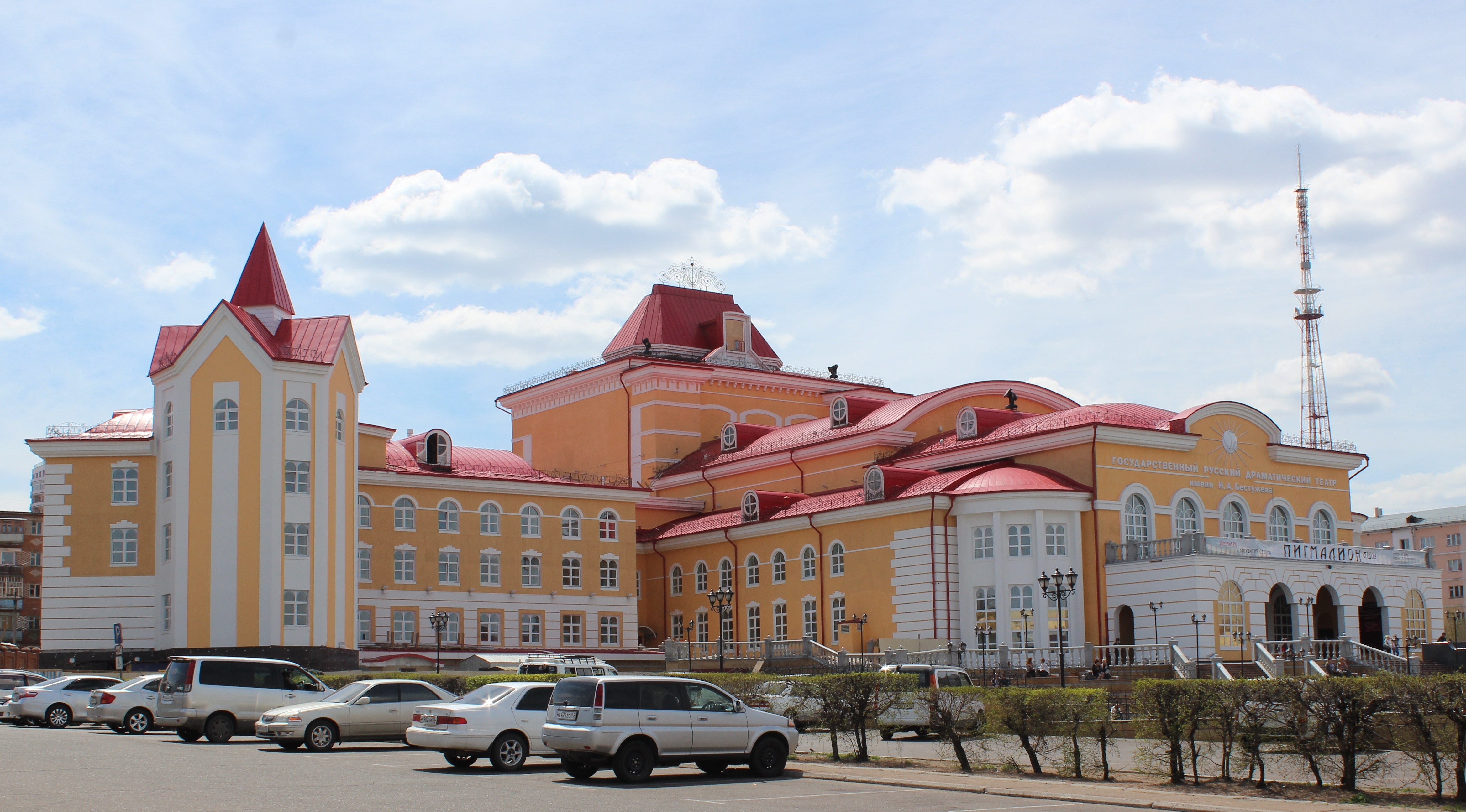
Государственный русский драматический театр имени Н. А. Бестужева
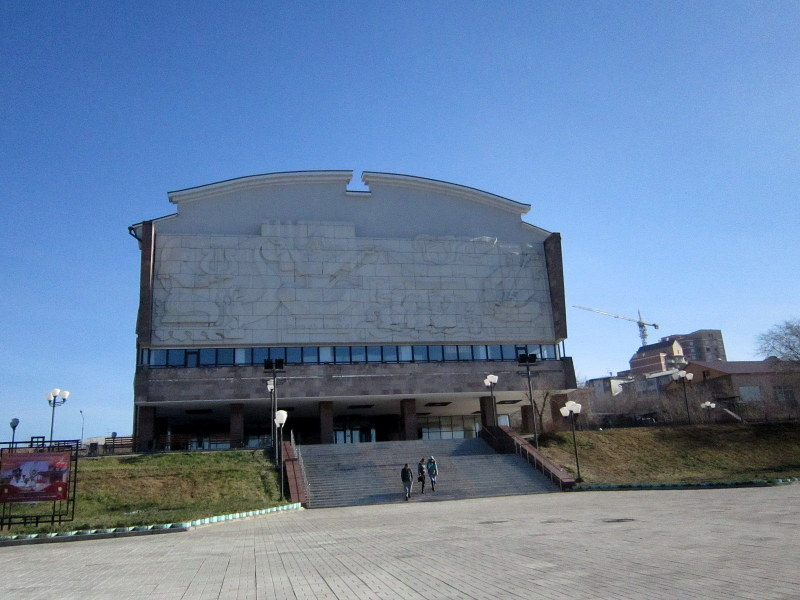
Бурятский государственный академический театр драмы имени Хоца Намсараева

### Библиотеки

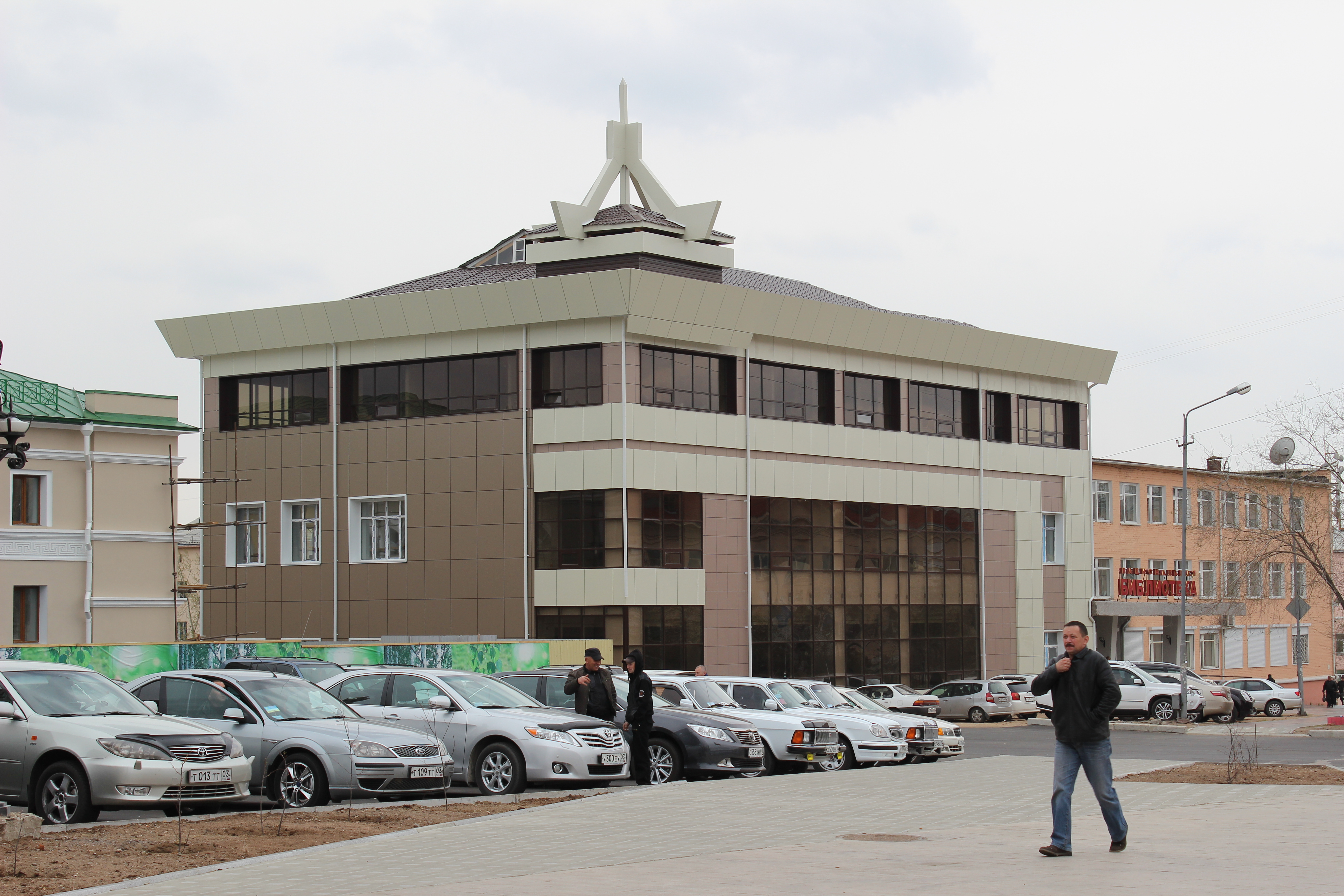
Национальная библиотека Республики Бурятия

1 ноября 1881 года по инициативе Н. С. Нелюбова в городе начинает работать первая публичная библиотека. Всего в городе в 2005 году работали 27 библиотек.
В настоящее время в городе работают библиотеки:
1. Национальная библиотека Республики Бурятия,
2. Государственная республиканская детская библиотека им. Б. Абидуева,
3. Государственная республиканская юношеская библиотека им. Д. Р. Батожабая,
4. Муниципальное учреждение «Централизованная библиотечная система города Улан-Удэ». В настоящее время ЦБС г. Улан-Удэ состоит из 18 библиотек — Центральной городской библиотеки им. И. К. Калашникова и 17 библиотек-филиалов.

### Музеи
14 февраля 1911 года Верхнеудинская городская дума постановила открыть в Верхнеудинске музей. Для музея была отведена одна комната в Народном доме. Наблюдение за экспонатами и сбор материалов было поручено городскому технику А. С. Котову. После ухода А. С. Котова музей прекратил работу. Новые музеи не создавались из-за Первой мировой войны.
9 мая 1919 года состоялось первое заседание Общества изучения Прибайкалья. При обществе создан музей — ныне музей истории Бурятии им. М. Н. Хангалова. Члены общества организовали сбор материалов по экономике, географии, истории и этнографии края и приступили к формированию библиотеки и музея. В июне 1921 года к съезду уполномоченных Объединённого прибайкальского союза кооперативов в Верхнеудинске была открыта выставка. После выставки было принято решение открыть Прибайкальский областной музей.
В 1920-х годы в Верхнеудинске начал работу Педагогический музей, задачей которого являлась пропаганда педагогических знаний. Свой музей в Нижней Берёзовке имела 5 отдельная Кубанская кавалерийская бригада. Красноармейцы собирали экспонаты в Монголии и Троицкосавске.
В 1933 году в городе был создан антирелигиозный музей в здании Одигитриевского собора. В 1937 году музей был преобразован в историко-революционный музей. Во время Великой Отечественной войны музей был закрыт для посещения. В 1946 году принято решение Совета министров БМАССР о объединении краеведческого и антирелигиозного музеев в краеведческий музей.
В апреле 2017 года в Улан-Удэ открылся первый частный музей-галерея (ул. Набережная, 14 к4). Её основатель — предприниматель Лев Бардамов.
В настоящее время в городе действуют:
1. Геологический музей,
2. Музей Бурятского научного центра СО РАН,
3. Музей-галерея Льва Бардамова — первый частный музей в Улан-Удэ,
4. Музей истории Бурятии,
5. Музей истории города Улан-Удэ,
6. Музей литературы Бурятии имени Хоца Намсараева
7. Музей природы Бурятии,
8. Музей связи,
9. Художественный музей им. Ц. Сампилова,
10. Этнографический музей народов Забайкалья.

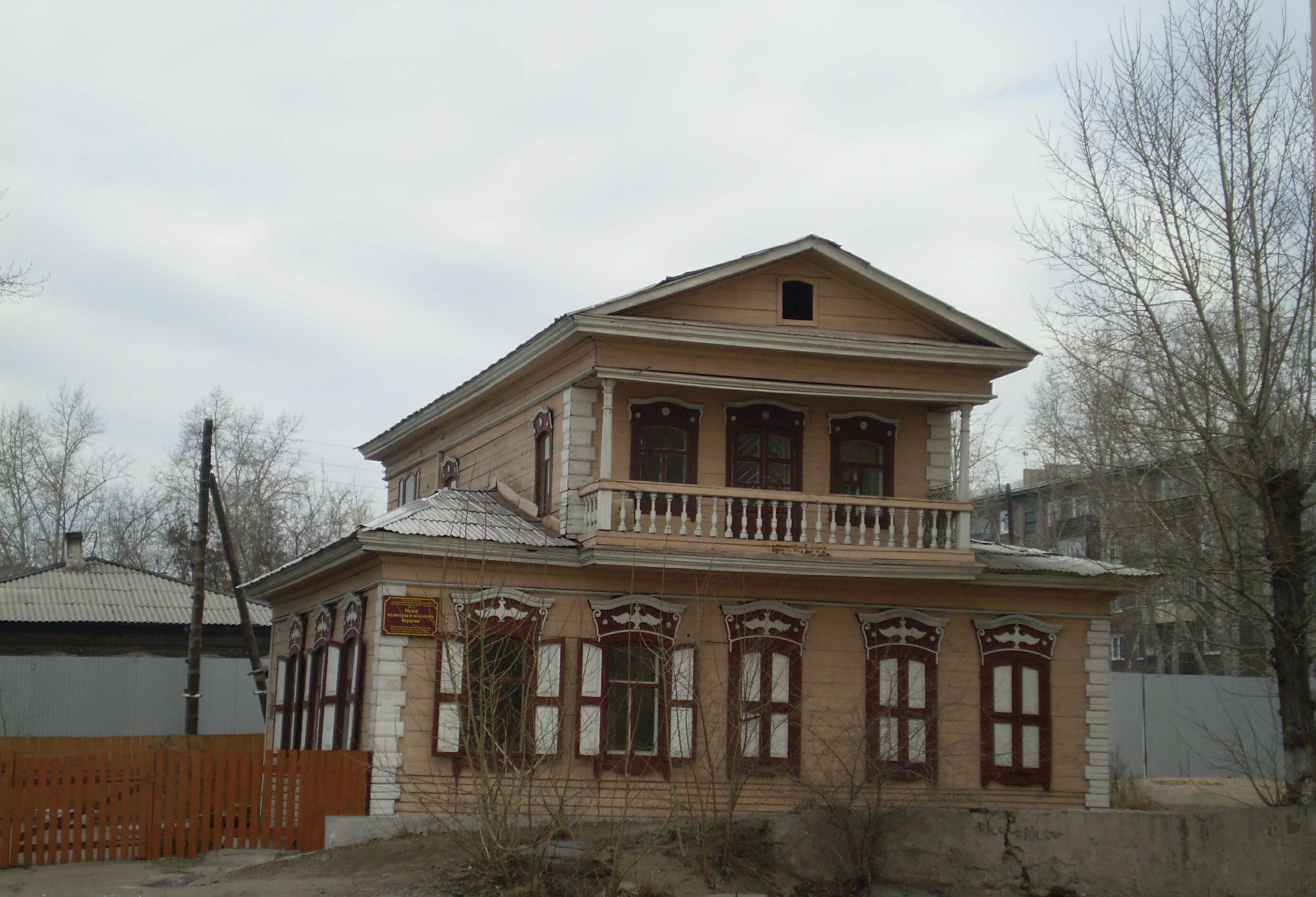
Музей литературы Бурятии
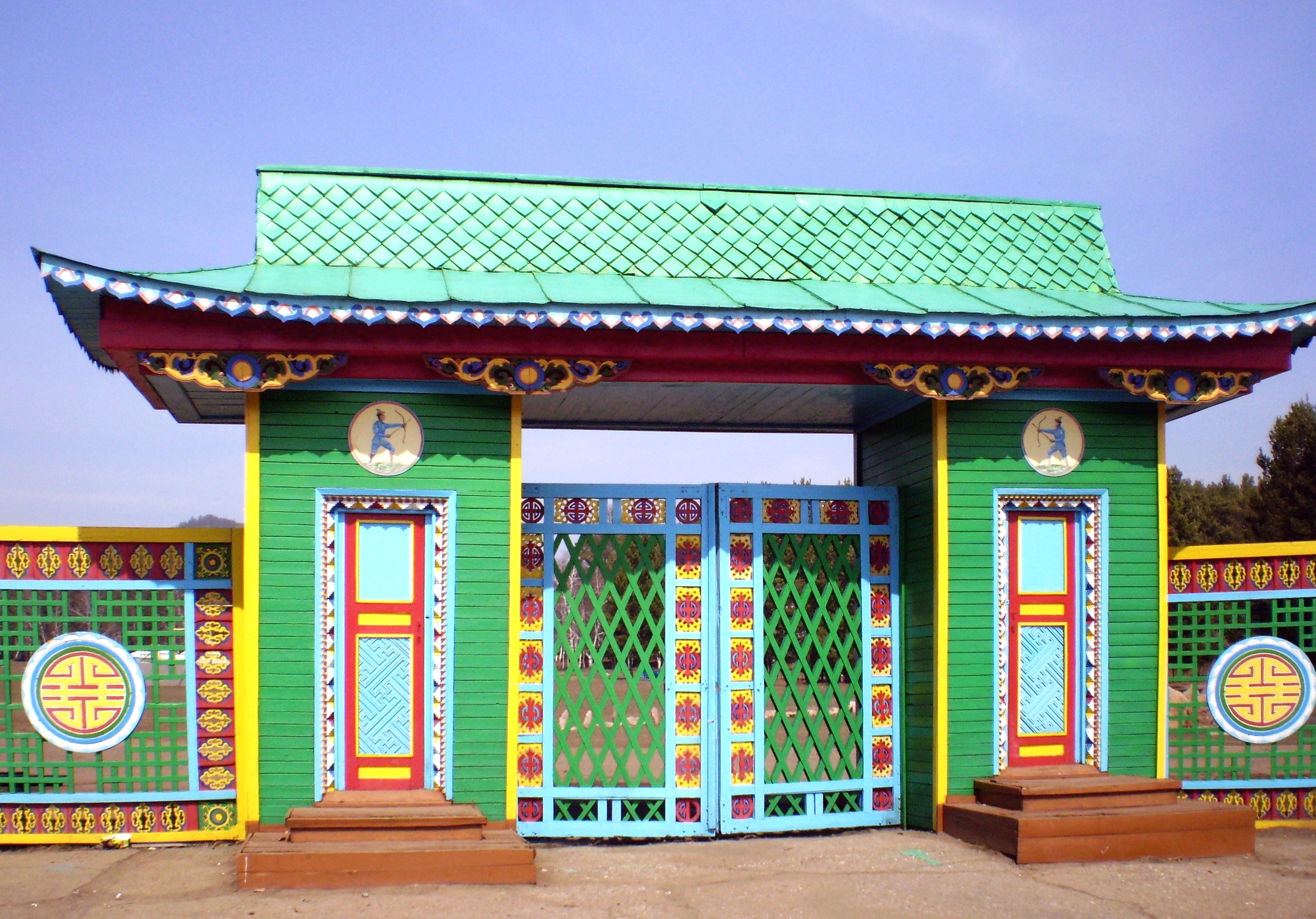
Этнографический музей народов Забайкалья
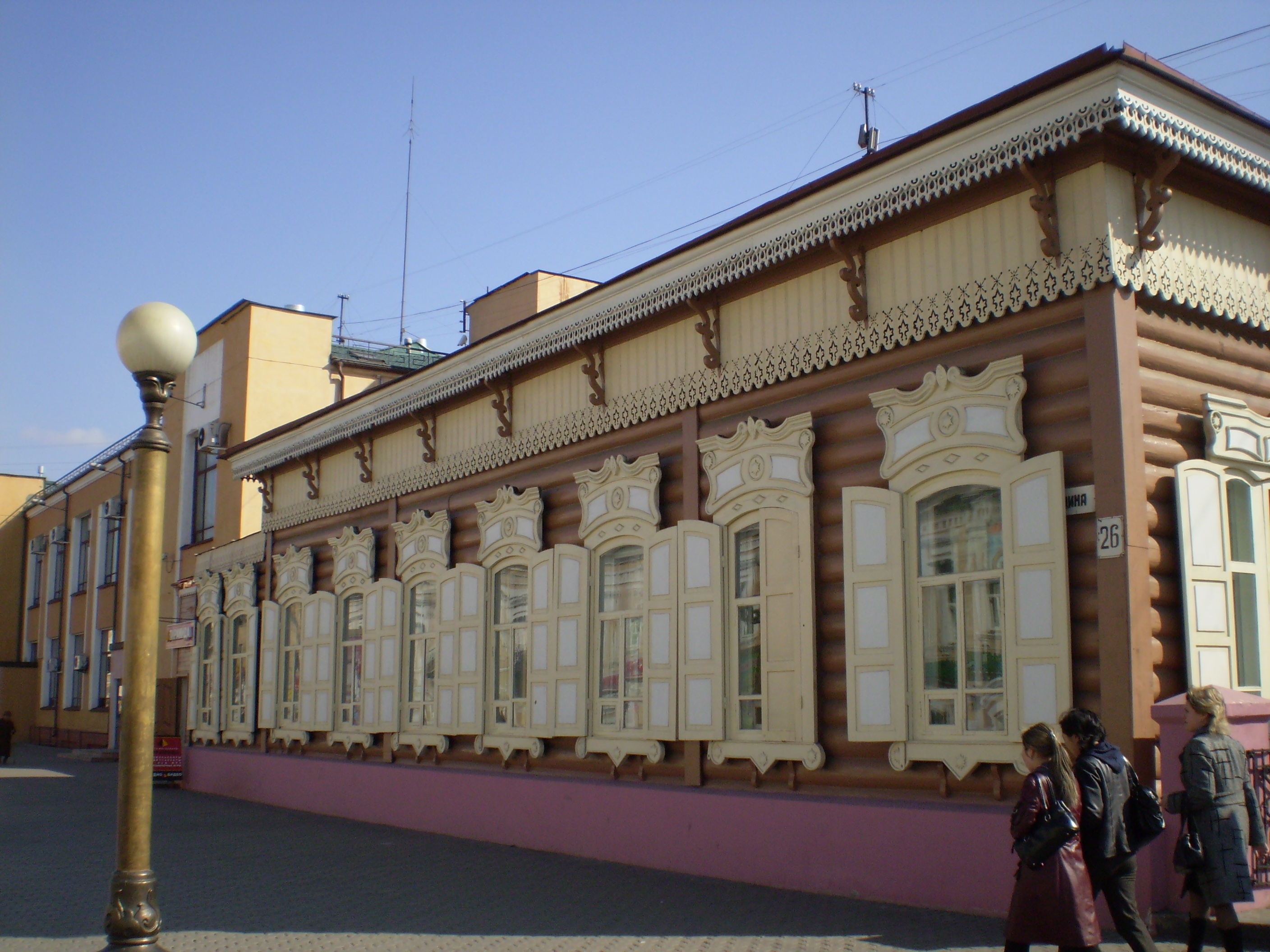
Музей истории города Улан-Удэ
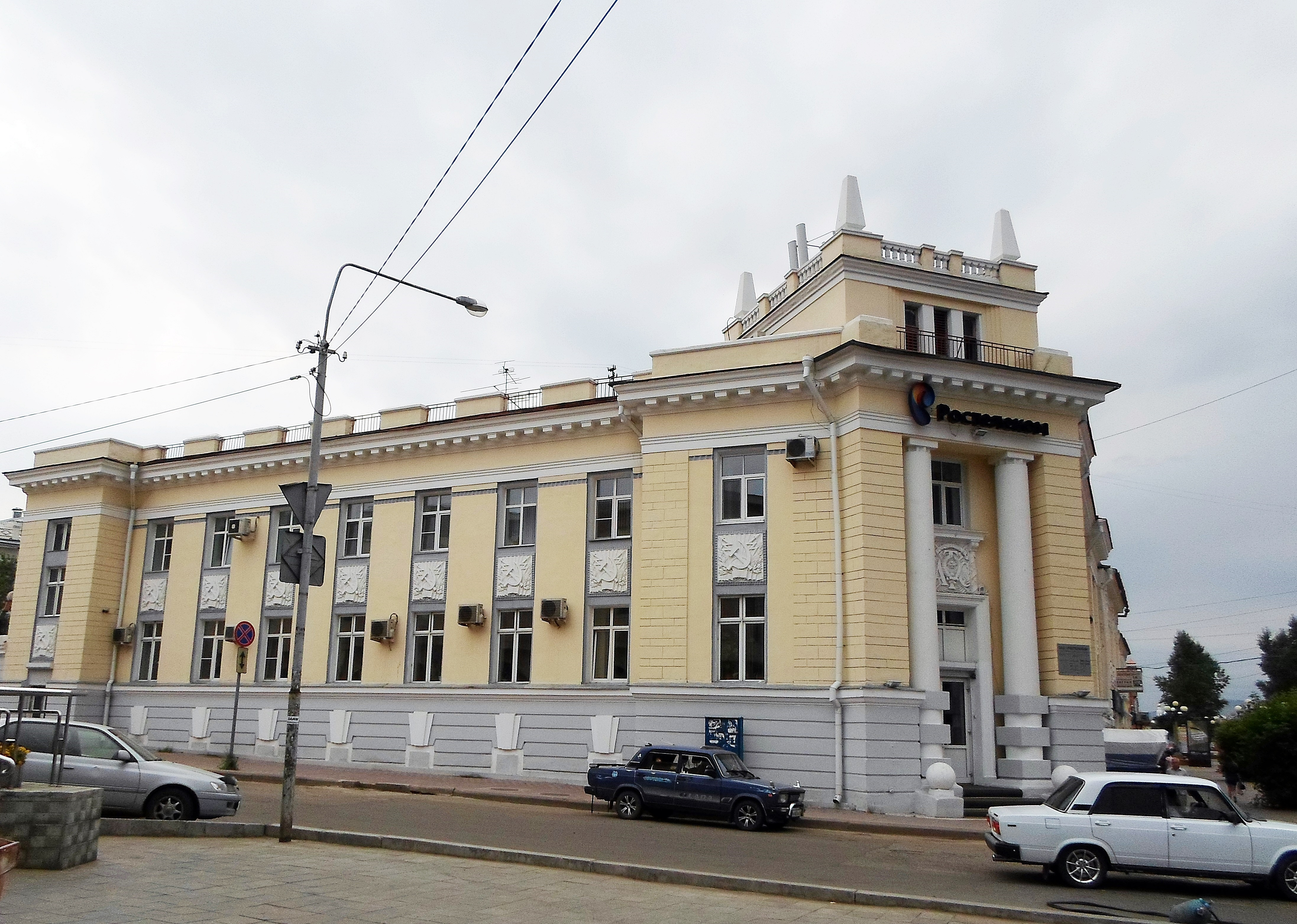
Галерея искусств народов Азии (Бывшее здание АТС)

### Кинотеатры
Улан-Удэ — один из немногих городов России, в которых есть 4D- и 5D-залы в кинотеатрах.
- Capital Mall, 8 залов, в том числе 5D;
- People’s Cinema, 5 залов, в том числе IMAX и 4D[105];
- «ЕвроЗона», 5 залов[106];
- «Пионер», 6 залов, в том числе 4D[107];
- «Кино Forum», 5 залов[108].

## Религия
С 10 октября 2009 года Улан-Удэ является центром Улан-Удэнской епархии Русской православной церкви.
Улан-Удэ 5 мая 2015 года стал центром Бурятской митрополии Русской православной церкви.
Кафедральный храм Рождества Христова в Улан-Удэ является центром Сибирской митрополии Русской древлеправославной церкви.
В дацане Хамбын сумэ находится вторая резиденция Пандито Хамбо-ламы — главы Буддийской традиционной сангхи России.

## Образование
13 февраля 1793 года в Верхнеудинске было открыто малое народное училище. 17 апреля 1806 года народное училище было преобразовано в Верхнеудинское уездное училище.
В конце 1920-х годов грамотность среди жителей города увеличилась до 40 %, а в 1939 году — до 86,7 %.
В 1932 году в Верхнеудинске было 14 техникумов, 8 рабфаков, где готовили учителей, транспортников, специалистов сельского хозяйства, медицинских и других работников, в этом же году был открыт первый вуз в республике — агропедагогический институт.
Численность студентов вузов на начало 2021 года составляла 20 тысяч человек, среди них 10,9 тысяч женщин и 9,1 тысяча мужчин, всего в высших и среднеспециальных учебных заведениях обучается 47,7 тысяч человек.
В городе насчитывается 84 общеобразовательных школы, 80 дошкольных образовательных учреждения (из них 72 муниципальных).
В 2022 году была построена самая большая школа в Дальневосточном федеральном округе на 1275 мест.
Высшие учебные заведения
- Бурятская государственная сельскохозяйственная академия имени В. Р. Филиппова (БГСХА),
- Бурятский государственный университет (БГУ),
- Восточно-Сибирский государственный институт культуры (ВСГИК),
- Восточно-Сибирский государственный университет технологий и управления (ВСГУТУ),
- Бурятский институт инфокоммуникаций (БИИК СибГУТИ) (филиал СибГУТИ),
- Байкальский филиал "Гуманитарного института" (г. Москва),
- Байкальский экономико-правовой институт,
- Буддийский Университет «Даши Чойнхорлин» им. Дамба Даржа Заяева.

Средние специальные учебные заведения
- Агротехнический колледж (БГСХА),
- Байкальский базовый медицинский колледж,
- Байкальский колледж недропользования,
- Байкальский колледж туризма и сервиса,
- Байкальский многопрофильный колледж,
- Бурятский аграрный колледж им. М.Н. Ербанова,
- Бурятский колледж технологий и лесопользования,
- Бурятский республиканский индустриальный техникум,
- Бурятский республиканский информационно-экономический техникум,
- Бурятский республиканский многопрофильный техникум инновационных технологий,
- Бурятский республиканский педагогический колледж,
- Бурятский республиканский техникум автомобильного транспорта,
- Бурятский республиканский техникум строительных и промышленных технологий,
- Бурятский республиканский хореографический колледж им. Л. П. Сахьяновой и П. Т. Абашеева,
- Бурятский финансово-кредитный колледж,
- Гусиноозерский энергетический техникум,
- Джидинский многопрофильный техникум,
- Закаменский агропромышленный техникум,
- Колледж БГУ (БГУ),
- Колледж БИИК Отделение среднего профессионального образования СибГУТИ (БИИК),
- Колледж искусств им. П. И. Чайковского,
- Колледж традиционных искусств народов Забайкалья,
- Политехнический техникум,
- Республиканский базовый медицинский колледж им. Э.Р. Раднаева,
- Республиканский межотраслевой техникум,
- Республиканский многоуровневый колледж,
- Техникум строительства и городского хозяйства,
- Технологический колледж (ВСГУТУ),
- Улан-Удэнский авиационный техникум
- Улан-Удэнский колледж железнодорожного транспорта (филиал ИрГУПС),
- Улан-Удэнский торгово-экономический техникум.

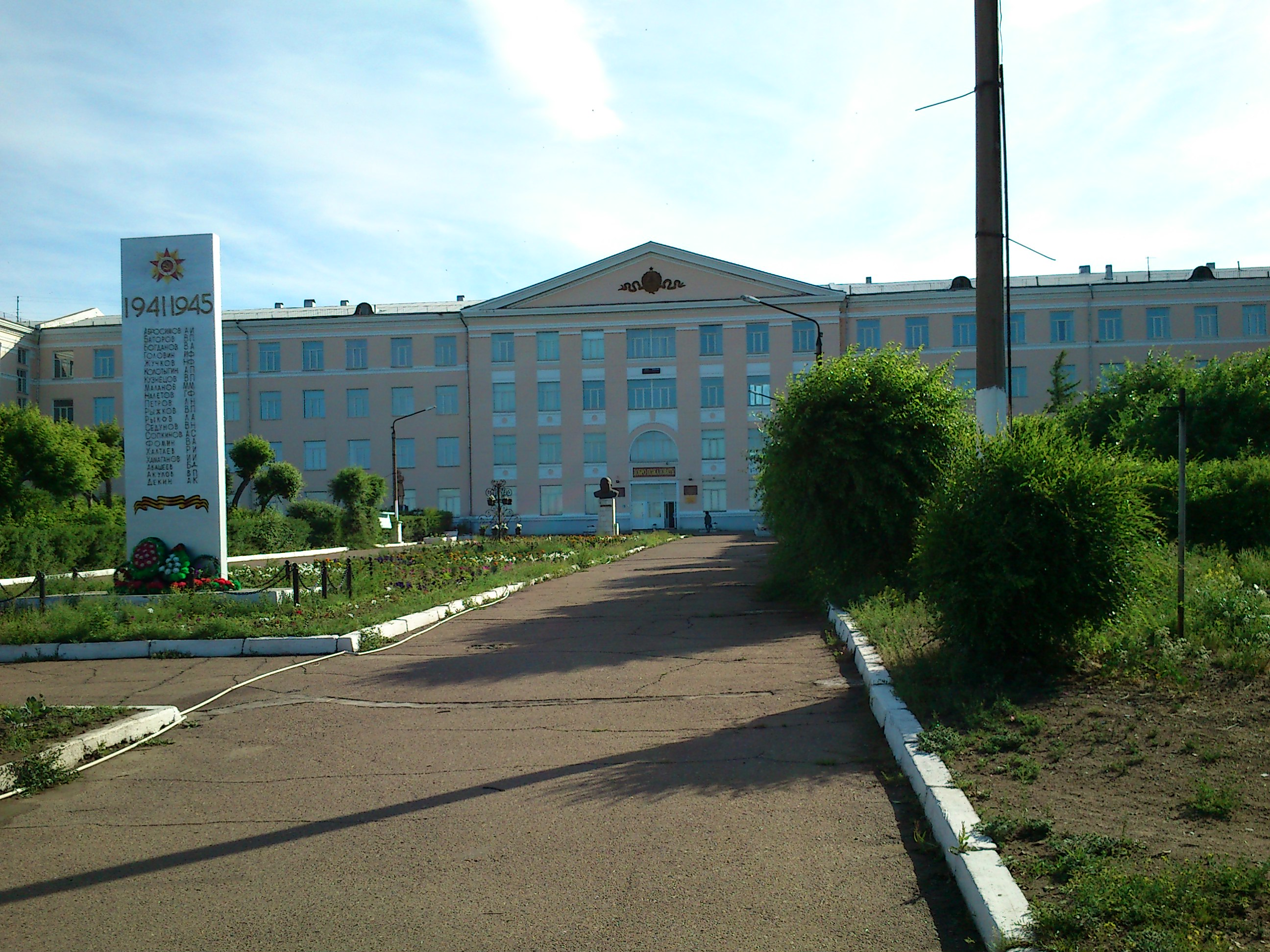
Бурятская государственная сельскохозяйственная академия
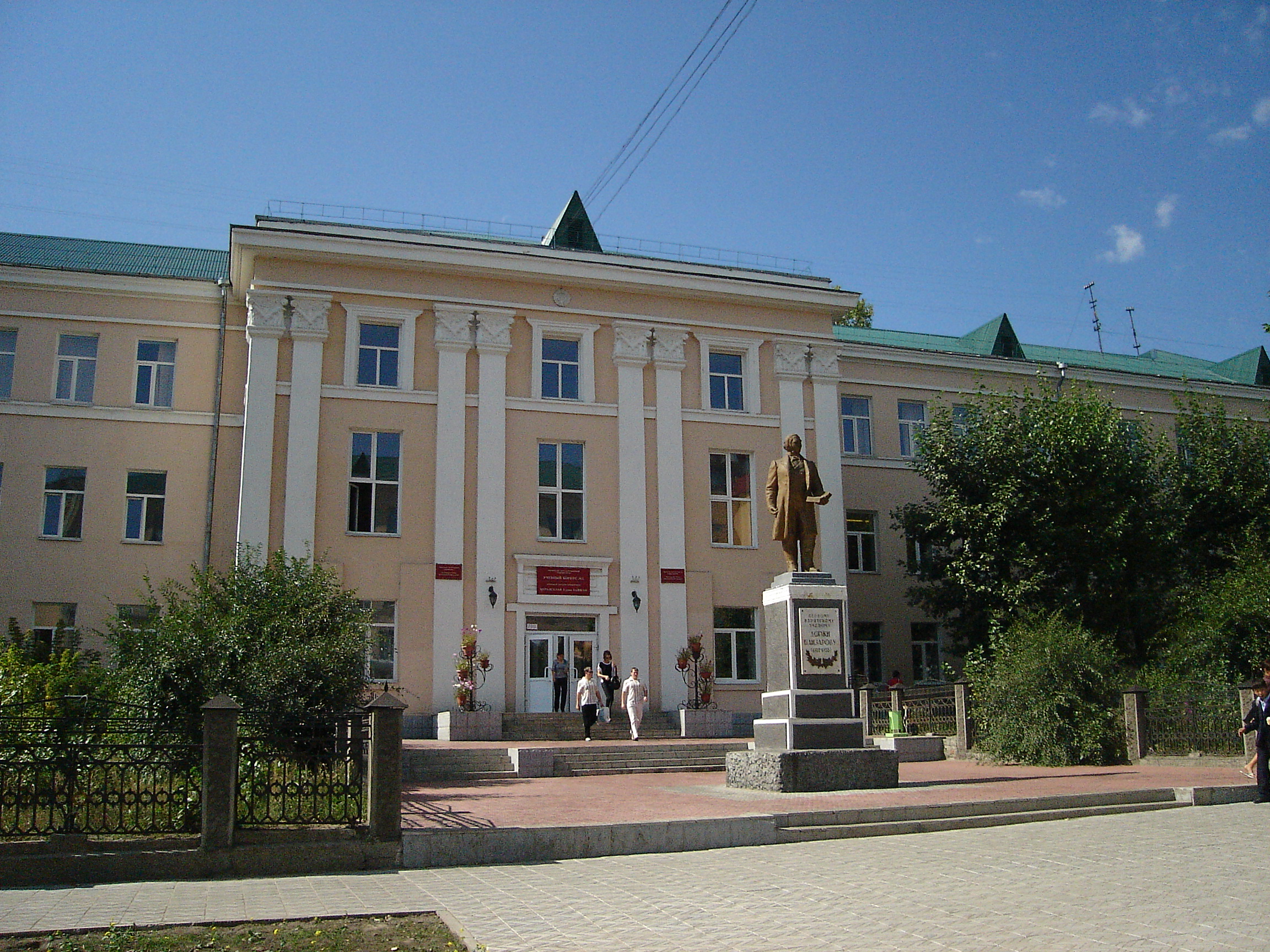
Бурятский государственный университет
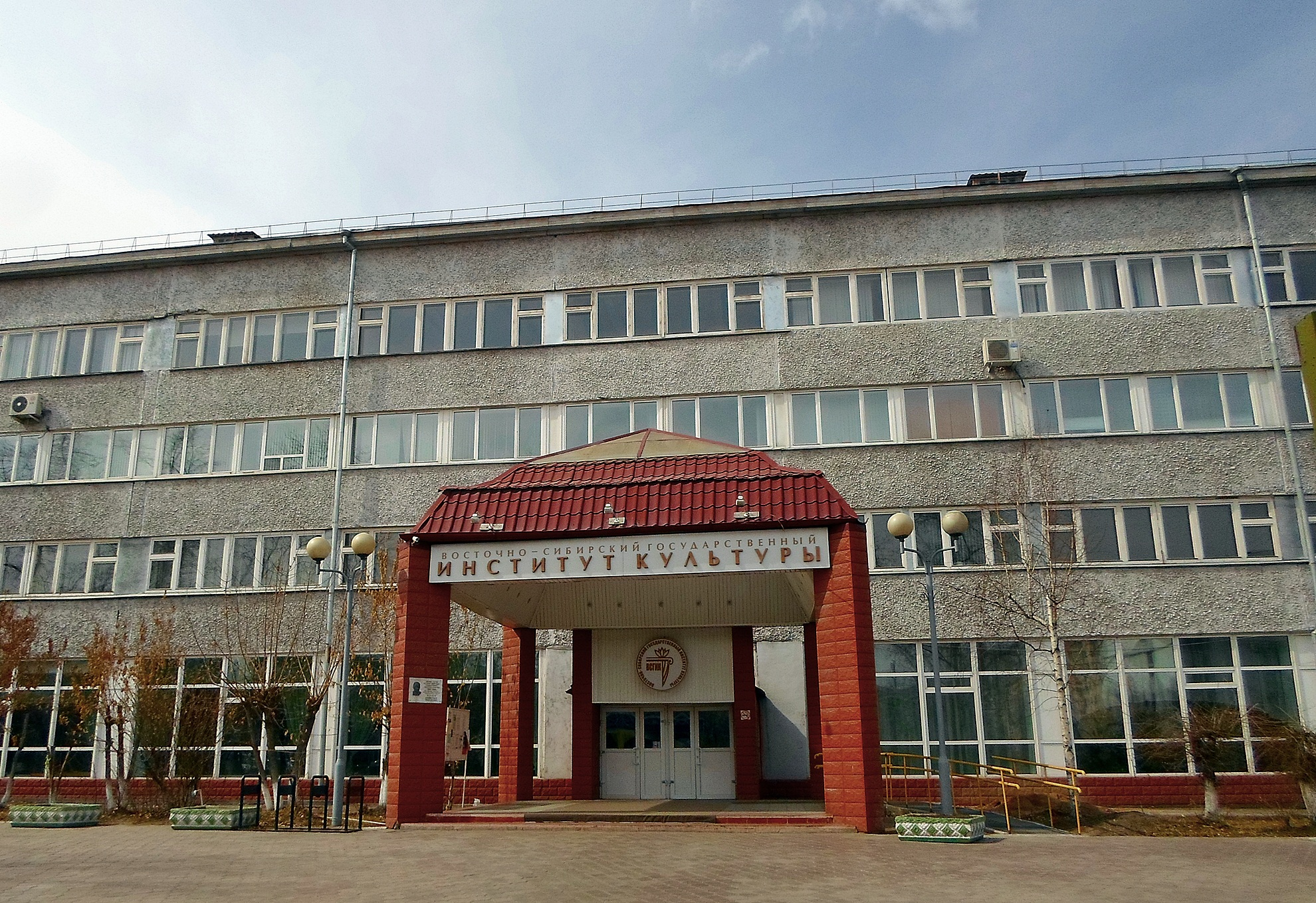
Восточно-Сибирский государственный институт культуры
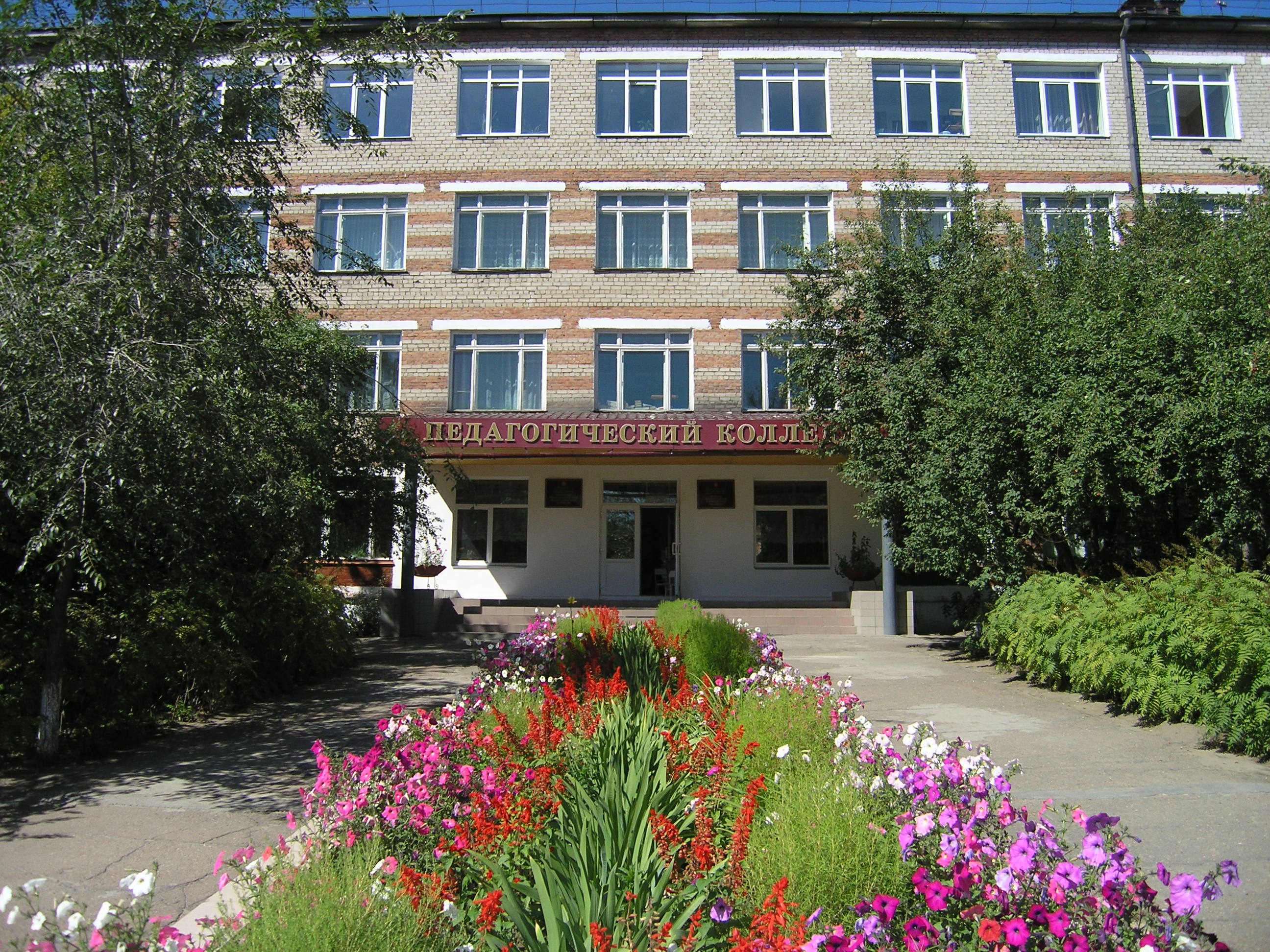
Бурятский республиканский педагогический колледж

## Здравоохранение

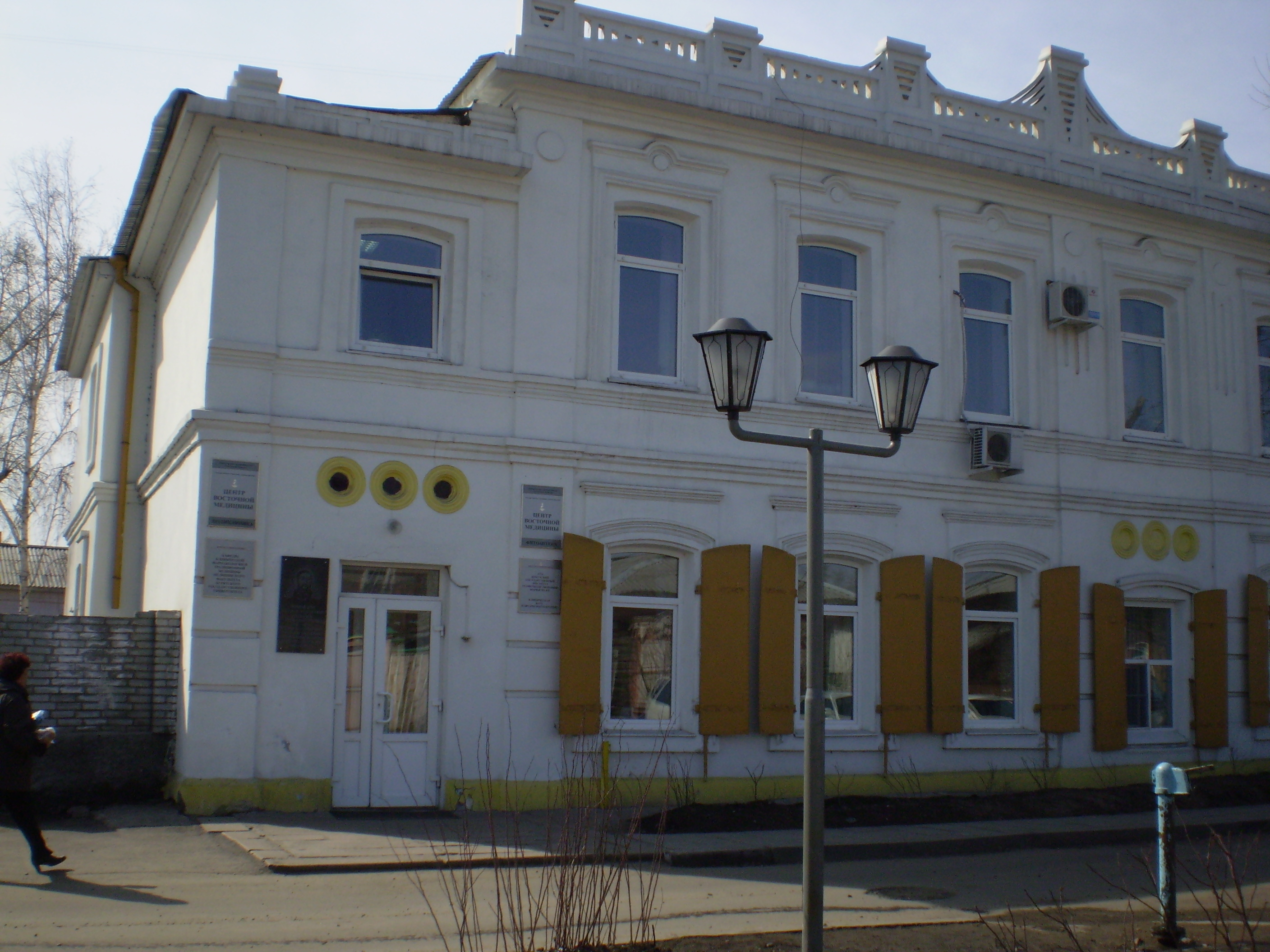
Центр восточной медицины

В 1869 году в Верхнеудинске была создана гражданская больница на 40 коек. Штат больницы состоял из врача, двух фельдшеров и 14 человек обслуживающего персонала.
В 2005 году в городе работали 23 больничных и 33 врачебных амбулаторно-поликлинических учреждения. Численность врачей составила 2500 человек, численность среднего медицинского персонала — 4973 человека. В 2019 году количество медицинских организаций — 89, из которых 33 частные, также работающие по ОМС.

## Наука

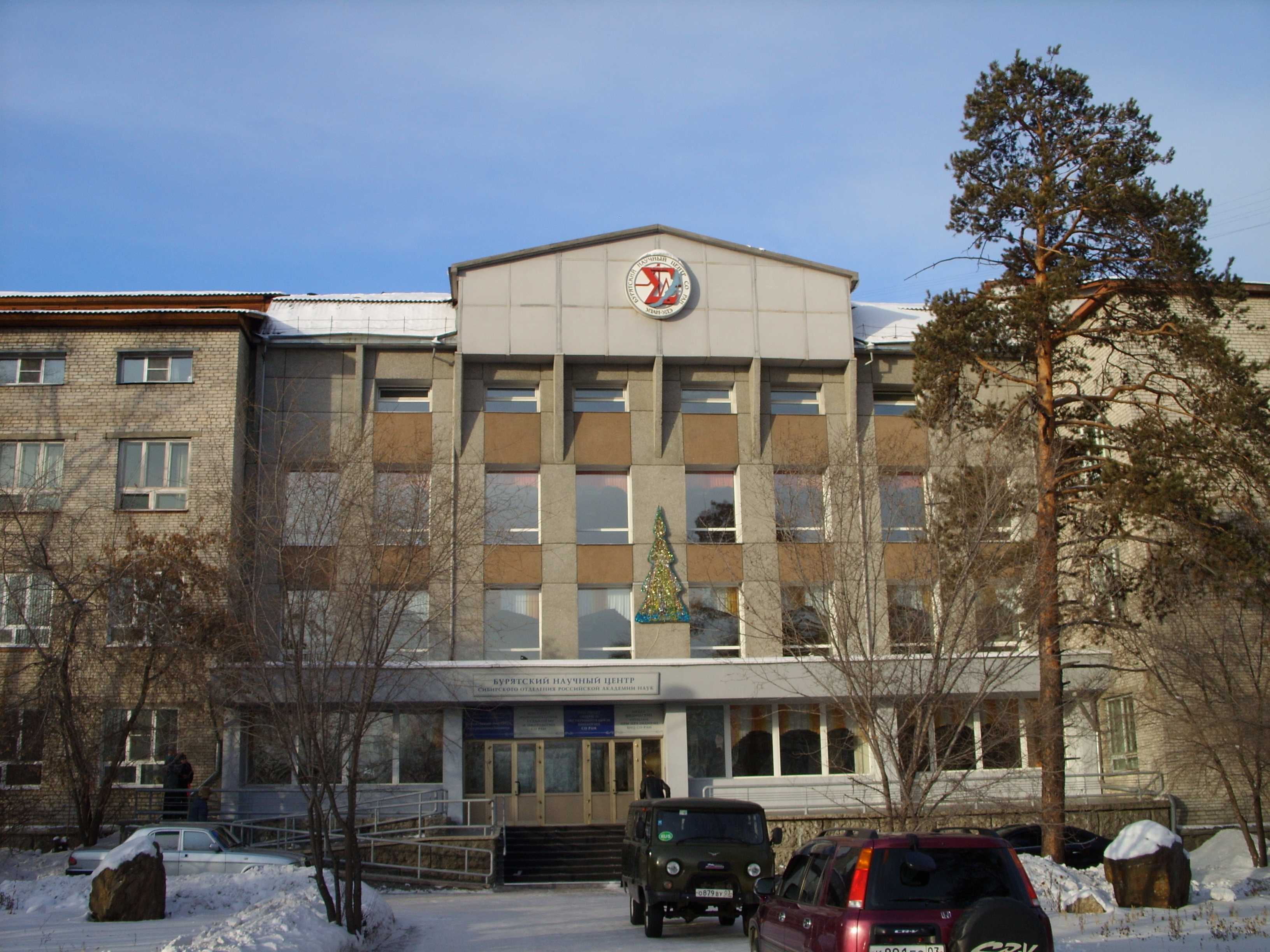
Бурятский научный центр СО РАН

Улан-Удэ является крупным научным центром. Академическая наука представлена Бурятским научным центром СО РАН, в состав которого входят 5 научно-исследовательских институтов, в том числе: природопользования, монголоведения, буддологии и тибетологии, общей и экспериментальной биологии, геологии, физического материаловедения, а также научными учреждениями СО РАСХН (Бурятский научно-исследовательский институт СО РАСХН, Бурятская плодово-ягодная опытная станция).
Имеется ряд отраслевых институтов: Восточно-Сибирский научно-исследовательский и проектно-конструкторский институт рыбного хозяйства, Забайкальская лаборатория судебной экспертизы Министерства юстиции РФ.

## Экономика
На начало 2018 года в Улан-Удэ действовало 59 крупных и средних предприятия, 19371 малых предприятия (с учётом микропредприятий, индивидуальных предпринимателей).

В городе представлены предприятия нескольких отраслей экономики, в том числе промышленности (добыча полезных ископаемых, лёгкая промышленность, лесная промышленность, машиностроение и металлообработка, пищевая промышленность), ЖКХ, розничная и оптовая торговля, строительство и архитектура, энергетика, транспорт, связь, финансовая отрасль.

### Банки
По состоянию на 1 января 2025 года в Улан-Удэ работают 25 банков, в том числе отделения Сбербанка, ВТБ, Россельхозбанка, Росбанка, АТБ,  Альфа-банка и  Т-Банка. из них предоставляет кредиты физическим лицам, большинство также работает с юридическими лицами и индивидуальными предпринимателями. Получить ипотечный кредит или кредит на покупку автомобиля можно в 15 из 25 банках, представленных в городе.

## Транспорт
Улан-Удэ — крупный железнодорожный узел (главный ход Транссибирской магистрали, начальный пункт южной линии ВСЖД на Наушки и далее в Монголию и Китай).
Широтная федеральная автомагистраль «Байкал»: Р258 (М55) Иркутск — Улан-Удэ — Чита и меридиональная федеральная автомагистраль Улан-Удэ — Кяхта А340. Автомобильные дороги регионального значения на Курумкан, Багдарин, Хоринск, Заиграево.
Международный аэропорт Байкал расположен в 15 км к западу от центра Улан-Удэ. Рейсы выполняют авиакомпании Победа, S7 Airlines, Hunnu Air, Нордавиа-региональные авиалинии, Ангара, ИрАэро, Якутия, Сибирская лёгкая авиация.
Городской транспорт включает трамвай, автобус, маршрутное такси. Перевозка пассажиров осуществляется по 44 постоянным и 14 сезонным автобусным и 4 трамвайным маршрутам. Суммарная протяженность автобусной сети — 1290,5 км, трамвайной (одиночного пути) — 91,6 км. Общий парк в начале 2021 года составил более 1700 ед, в том числе 111 муниципальных (53 автобуса большой и средней вместимости и 58 трамвайных вагонов), остальные коммерческие. В Улан-Удэ ежегодно перевозится до 75 миллионов пассажиров. Ежедневно услугами пассажирского транспорта пользуются более 260 тысяч горожан. До 80 % пассажиров перевозится частным транспортом. На линию ежедневно выходит в среднем 1340 единиц автобусов, включая 21 большой вместимости, 119 средней вместимости и 1200 — малой вместимости, 45 трамвайных вагонов.

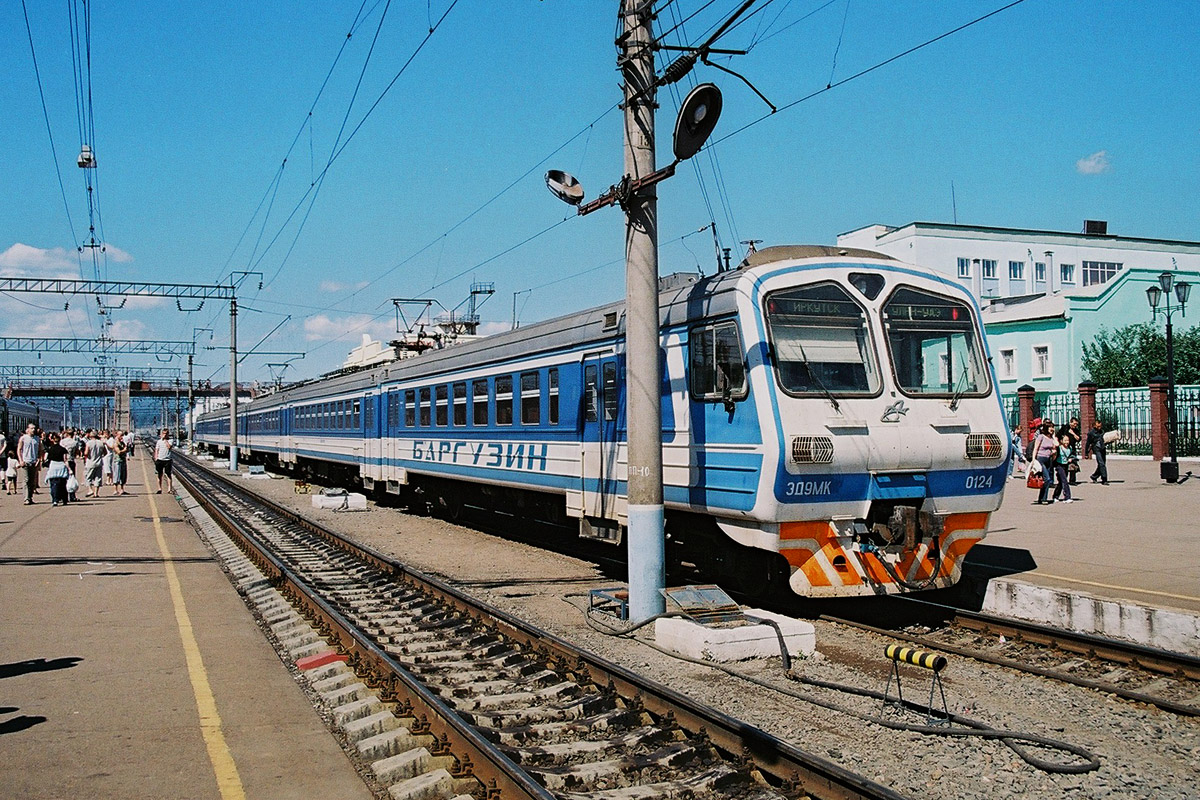
станция «Улан-Удэ»
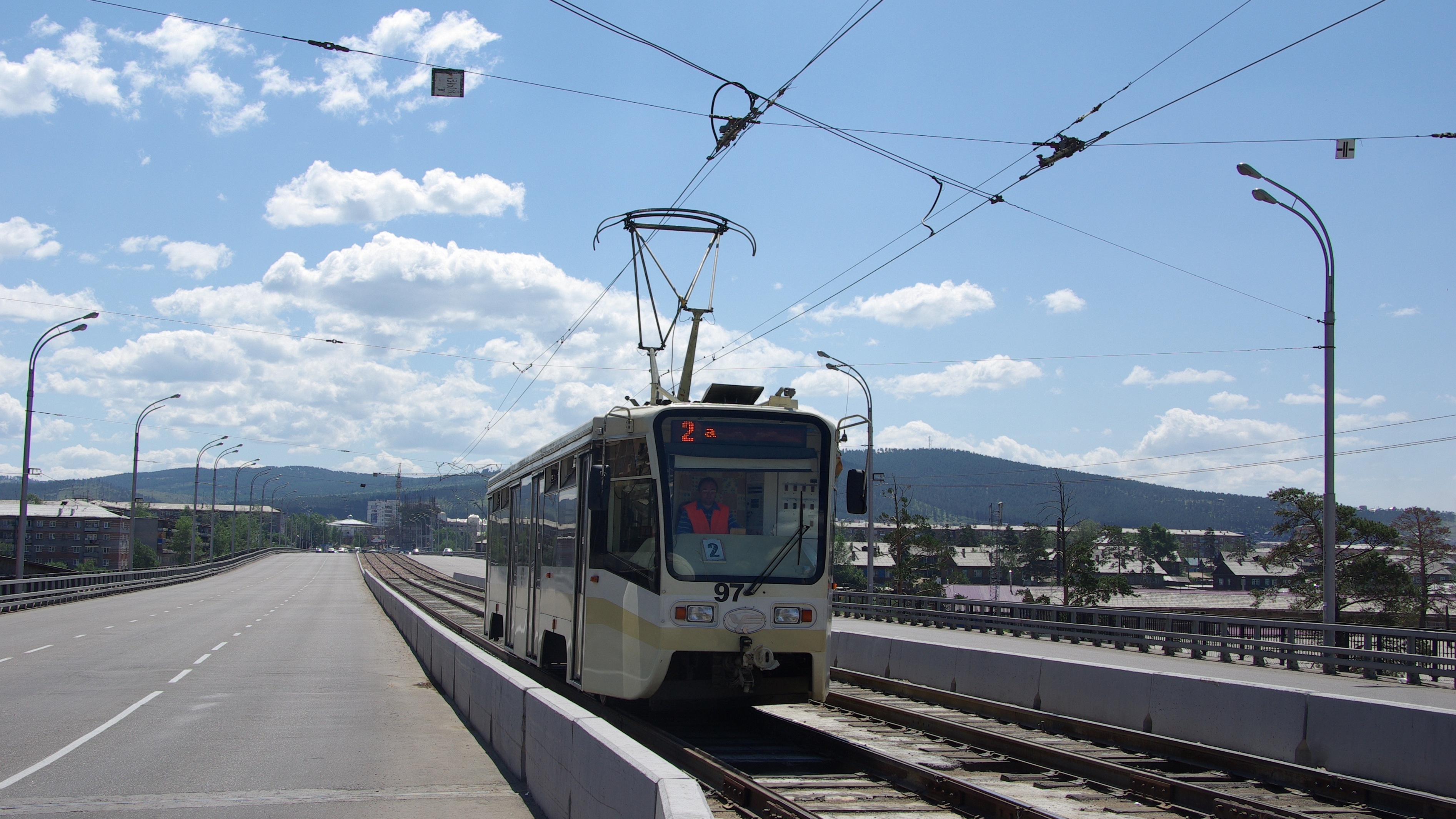
Улан-удэнский трамвай
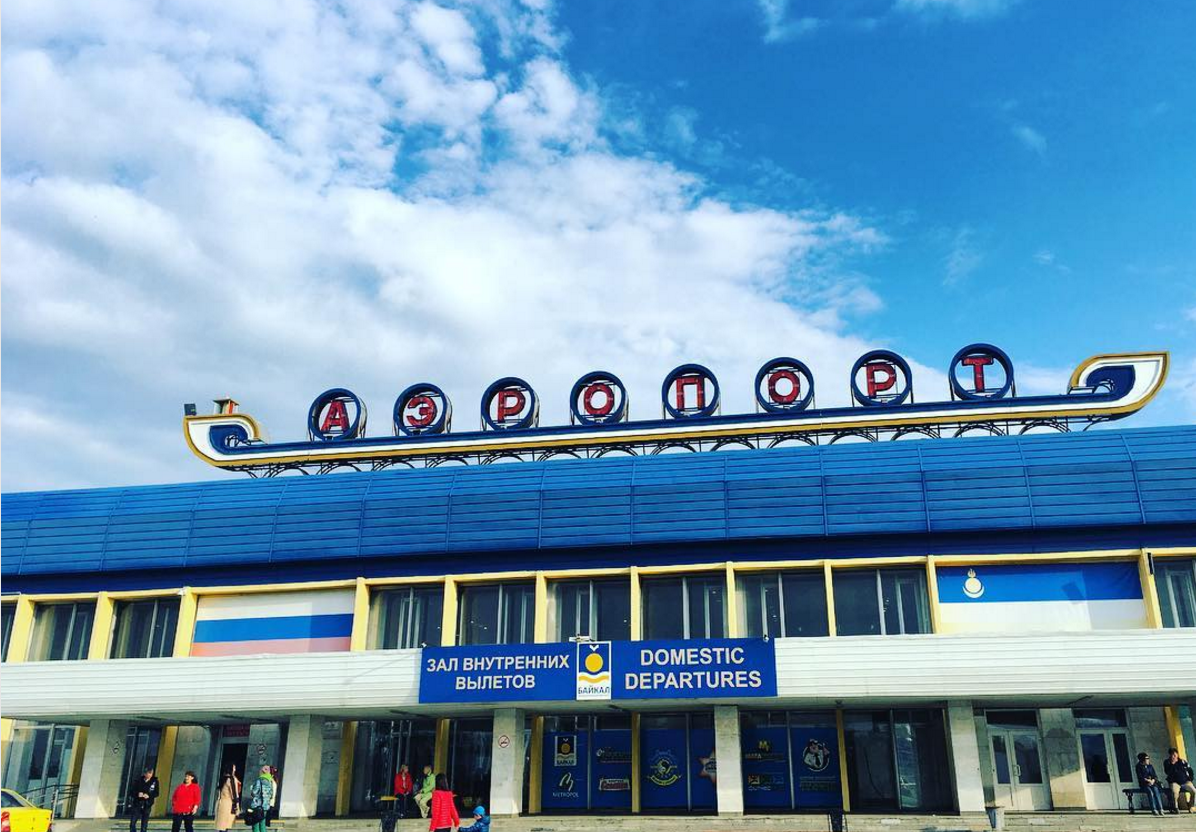
Аэропорт «Байкал»

## Связь
В 1912 году в городе начала работать телефонная связь. 15 марта 1924 года началось междугороднее телефонное сообщение между городами Верхнеудинск — Новоселенгинск — Троицкосавск.
Услуги связи в Улан-Удэ предоставляют 32 оператора связи.

### Сотовая связь
1. Компания «Tele2 Россия» предоставляет услуги по технологиям 3G и 4G.
2. Компания «Билайн» предоставляет услуги по технологиям 3G и 4G.
3. Компания «МегаФон» предоставляет услуги связи и мобильной передачи данных (интернет) по технологиям 3G, 4G.
4. Компания «МТС» предлагает услуги по технологиям 3G, 4G.

### Стационарная связь
Услуги стационарной связи предоставляет Бурятский филиал ОАО «Ростелеком».
На 01.01.2018 года задействованная емкость проводной телефонной сети города составляла 71 790 номеров, в том числе по квартирным телефонам 43 305 номеров.
Республика Бурятия, а в частности и Улан-Удэ занимают лидирующие в России позиции по количеству сим-карт на 1000 жителей. По данным Бурятстата в городе Улан-Удэ 98,43 % населения старше 7 лет пользуются мобильным телефоном.

## Средства массовой информации

### Печать

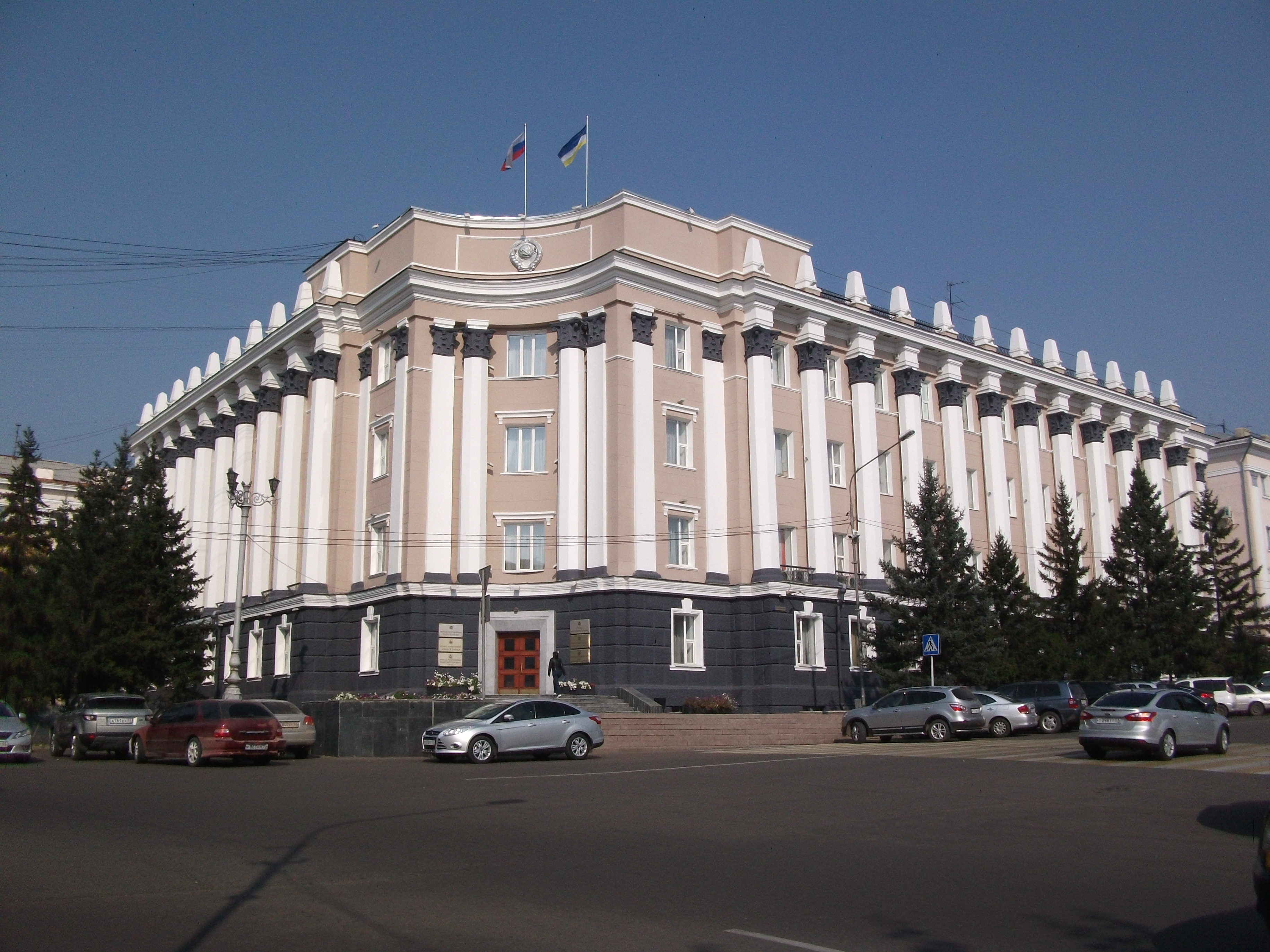
ул. Ленина, 54

С 1901 по 1916 год в Верхнеудинске издавались 13 газет. Из них только «Верхнеудинский листок» продержался более года. В «Верхнеудинском листке» работал И. К. Окунцов — первый редактор газеты Новое русское слово.
Газета «Правда Бурятии» издаётся с 7 июня 1918 года. Газета начинала издаваться под названием «Вестник Советов Прибайкалья». Газета «Буряад унэн» издаётся с декабря 1921 года. Первоначальное название «Шэнэ Байдал» («Новая жизнь»). Газета «Молодёжь Бурятии» издаётся с февраля 1924 года. Первое название «Бурят-монгольский комсомолец»
В СМИ 75 крупнейших городов России, Улан-Удэ занял 53 место по совокупному еженедельному тиражу общественно-политических печатных СМИ (257 420 экз.) и 25 место по «доступности негосударственных СМИ».

#### Газеты
1. Газета «Буряад үнэн».
2. Газета «Правда Бурятии».
3. Газета «Информ-полис».
4. Газета «Молодёжь Бурятии».
5. Газета «Московский комсомолец в Бурятии».
6. Газета «Номер Один».
7. Деловая газета «Бизнес Пост».
8. Независимая газета «Новая Бурятия».

#### Журналы
1. «Автомания» — Автомобильный журнал (издаётся с 2004 года).
2. «Алтаргана» — Журнал Министерства культуры Республики Бурятия.
3. «Байкал» — Литературно-художественный журнал (издаётся с 1947 года).
4. «Байкальская правда» — Общественно-политический еженедельник[122]
5. «Мир Байкала» — научно-популярный журнал для широкого круга читателей (издается с 2004 года).

### Телевидение и радио

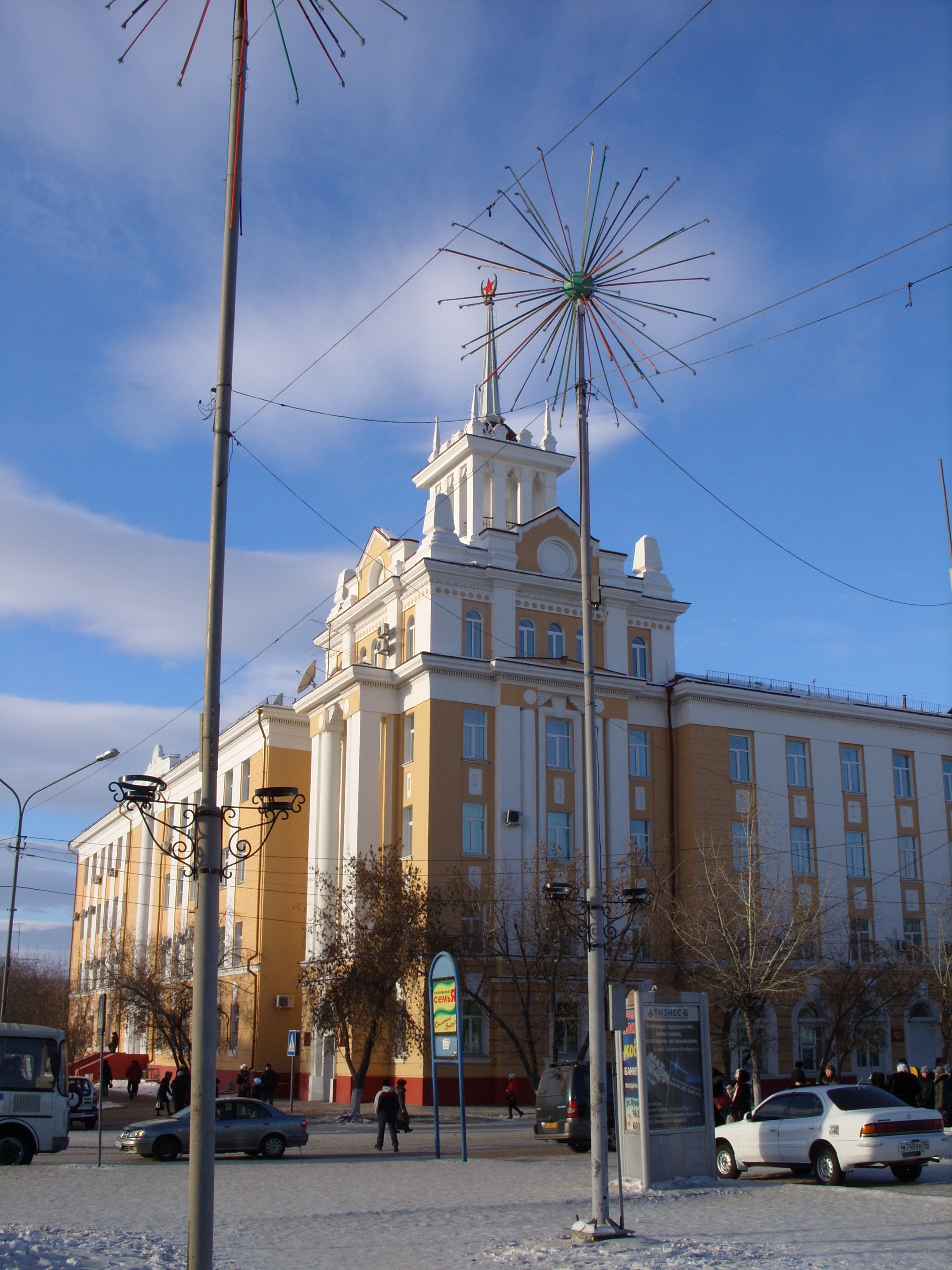
Дом радио

##### Радиостанции
| Частота  | Название                    |
| -------- | --------------------------- |
| 88.4 FM  | Вести FМ                    |
| 88.8 FM  | Радио MCM                   |
| 89.2 FM  | Love Radio                  |
| 89,6 FM  | Радио Гордость              |
| 90.0 FM  | Радио России / ГТРК Бурятия |
| 90.4 FM  | Радио Комсомольская Правда  |
| 90.8 FM  | Буряад FM                   |
| 91.2 FM  | Радио Шансон                |
| 91.6 FM  | Радио Дача                  |
| 99.3 FM  | Радио Искатель              |
| 101.3 FM | Музыка                      |
| 101.9 FM | Радио Monte-Carlo           |
| 102.3 FM | Европа Плюс                 |
| 102.8 FM | Радио Sputnik               |
| 103.2 FM | Радио Маяк                  |
| 103.7 FM | Дорожное радио              |
| 104.2 FM | Радио Пи FM                 |
| 104.6 FM | Баргузин FM (Комушка)       |
| 105.0 FM | Ретро FM                    |
| 105.5 FM | Радио МИР                   |
| 106.0 FM | Авторадио                   |
| 106.5 FM | Радио Сибирь                |
| 106.9 FM | Наше Радио                  |
| 107.5 FM | Русское радио               |

###### Местное телевидение
Аналоговое вещание обязательных общедоступных телерадиоканалов в Республики Бурятии отключено 3 июня 2019 года.
- Тивиком
- Ариг Ус
- Программы городского телеканала «ТИВИКОМ» Транслируются только в кабельных сетях компании «Телеос-1» на канале совместно с программами ТК «ТИВИКОМ» / «Улан-Удэ» начал своё вещание с 25 Декабря 2020 года.
- Программы городского телеканала ООО "Телерадиокомпания «Ариг Ус» Транслируются только в кабельных сетях компании «Телеос-1» на канале совместно с программами ТК «Ариг Ус» / «Улан-Удэ» начал своё вещание с 25 Декабря 2020 года.

#### Цифровое телевидение
все 20 каналов для мультиплекса РТРС-1 и РТРС-2; Пакет радиоканал, включает: Вести FМ, Радио Маяк, Радио России-Бурятия.
- Пакет телеканалов РТРС-1 (телевизионный канал 30, частота 546 МГц), включает: Первый канал, Россия 1-Бурятия, Матч ТВ, НТВ, Пятый канал, Россия К, Россия 24-Бурятия, Карусель, ОТР / АТВ - Альтернативное Телевидение Бурятии, ТВЦ.
- Пакет телеканалов РТРС-2 (телевизионный канал 32, частота 562 МГц), включает: РЕН ТВ, Спас, СТС, Домашний, ТВ3, Пятница!, Звезда, Мир, ТНТ, МУЗ-ТВ.
- РТРС-1 подключит с 17 февраля 2018 вещается на телеканал «Россия 1-Бурятия» и «Россия 24-Бурятия» на РТРС-1.

#### Местные кабельные телеканалы
- Обязательный общедоступный региональный телеканал («21-я кнопка»): «АТВ - Альтернативное Телевидение Бурятии».
- Муниципальные общедоступный региональный телеканал («22-я кнопка»): «Тивиком»

## Экология
Улан-Удэ находится в Буферной экологической зоне байкальской природной территории.
| Объём забора и водоотведения по г. Улан-Удэ за 2016 г. (млн. м³) |                                           |                                           |                                           |                                           |                                           |                                           |                                           |                                           |                                          |                                          |                                          |                                                               |                                                               |
| Забрано воды из природных водных объектов                        | Забрано воды из природных водных объектов | Забрано воды из природных водных объектов | Забрано воды из природных водных объектов | Забрано воды из природных водных объектов | Забрано воды из природных водных объектов | Забрано воды из природных водных объектов | Забрано воды из природных водных объектов | Забрано воды из природных водных объектов | Сброшено воды в природные водные объекты | Сброшено воды в природные водные объекты | Сброшено воды в природные водные объекты | Объём измеренной воды, забранной из природных водных объектов | Объём измеренной воды, забранной из природных водных объектов |
| Всего                                                            | Пресной                                   | Пресной                                   | Пресной                                   | Пресной                                   | Пресной                                   | Морской                                   | Минеральной                               | Термальной                                | Всего                                    | в том числе                              | в том числе                              | Объём измеренной воды, забранной из природных водных объектов | Объём измеренной воды, забранной из природных водных объектов |
| Всего                                                            | Всего                                     | из поверхностных источников               | из поверхностных источников               | из подземных источников                   | из подземных источников                   | Морской                                   | Минеральной                               | Термальной                                | Всего                                    | транзитной                               | в подземные горизонты                    | Всего                                                         | Поверхностных                                                 |
| Всего                                                            | Всего                                     | Всего                                     | Перерас-пред.                             | Всего                                     | шахтно-рудничной                          | Морской                                   | Минеральной                               | Термальной                                | Всего                                    | транзитной                               | в подземные горизонты                    | Всего                                                         | Поверхностных                                                 |
| 42,75                                                            | 42,75                                     | 3,75                                      | 0,00                                      | 39,00                                     | 0,00                                      | 0,00                                      | 0,00                                      | 0,00                                      | 21,66                                    | 0,00                                     | 0,00                                     | 42,75                                                         | 3,75                                                          |

| Количество выбросов загрязняющих веществ в атмосферу по г. Улан-Удэ в 2016 году (тысяч тонн) |                                                           |                                                           |                                                           |                                                           |                                                           |                                          |                                          |                                          |                                          |                                          |                                          |                                          |                                          |                                          |                 |                   |                                                                   |                 |                   |                                                                   |                 |                   |                                                                   |
| Количество объектов, имеющих выбросы загрязняющих веществ                                    | Количество объектов, имеющих выбросы загрязняющих веществ | Количество объектов, имеющих выбросы загрязняющих веществ | Общее количество источников выбросов загрязняющих веществ | Общее количество источников выбросов загрязняющих веществ | Общее количество источников выбросов загрязняющих веществ | Выбросы в атмосферу загрязняющих веществ | Выбросы в атмосферу загрязняющих веществ | Выбросы в атмосферу загрязняющих веществ | Выбросы в атмосферу загрязняющих веществ | Выбросы в атмосферу загрязняющих веществ | Выбросы в атмосферу загрязняющих веществ | Выбросы в атмосферу загрязняющих веществ | Выбросы в атмосферу загрязняющих веществ | Выбросы в атмосферу загрязняющих веществ |                 |                   |                                                                   |                 |                   |                                                                   |                 |                   |                                                                   |
| всего                                                                                        | в том числе                                               | в том числе                                               | всего                                                     | в том числе                                               | в том числе                                               | всего                                    | всего                                    | всего                                    | в том числе                              | в том числе                              | в том числе                              | в том числе                              | в том числе                              | в том числе                              |                 |                   |                                                                   |                 |                   |                                                                   |                 |                   |                                                                   |
| всего                                                                                        | юридические лица                                          | индивидуальные предприниматели                            | всего                                                     | юридические лица                                          | индивидуальные предприниматели                            | всего                                    | всего                                    | всего                                    | юридическими лицами                      | юридическими лицами                      | юридическими лицами                      | индивидуальными предпринимателями        | индивидуальными предпринимателями        | индивидуальными предпринимателями        |                 |                   |                                                                   |                 |                   |                                                                   |                 |                   |                                                                   |
| всего                                                                                        | юридические лица                                          | индивидуальные предприниматели                            | всего                                                     | юридические лица                                          | индивидуальные предприниматели                            | всего                                    | всего                                    | всего                                    | юридическими лицами                      | юридическими лицами                      | юридическими лицами                      | индивидуальными предпринимателями        | индивидуальными предпринимателями        | индивидуальными предпринимателями        | за отчётный год | за предыдущий год | выброшено в атмосферу загрязняющих веществ в % к предыдущему году | за отчётный год | за предыдущий год | выброшено в атмосферу загрязняющих веществ в % к предыдущему году | за отчётный год | за предыдущий год | выброшено в атмосферу загрязняющих веществ в % к предыдущему году |
| всего                                                                                        | юридические лица                                          | индивидуальные предприниматели                            | всего                                                     | юридические лица                                          | индивидуальные предприниматели                            | 101                                      | 93                                       | 8                                        | 3379                                     | 3323                                     | 56                                       | 25.633                                   | 27.928                                   | 91.800                                   | 25.512          | 27.862            | 91.600                                                            | 0.121           | 0.066             | 183.300                                                           |                 |                   |                                                                   |

## Спорт
История

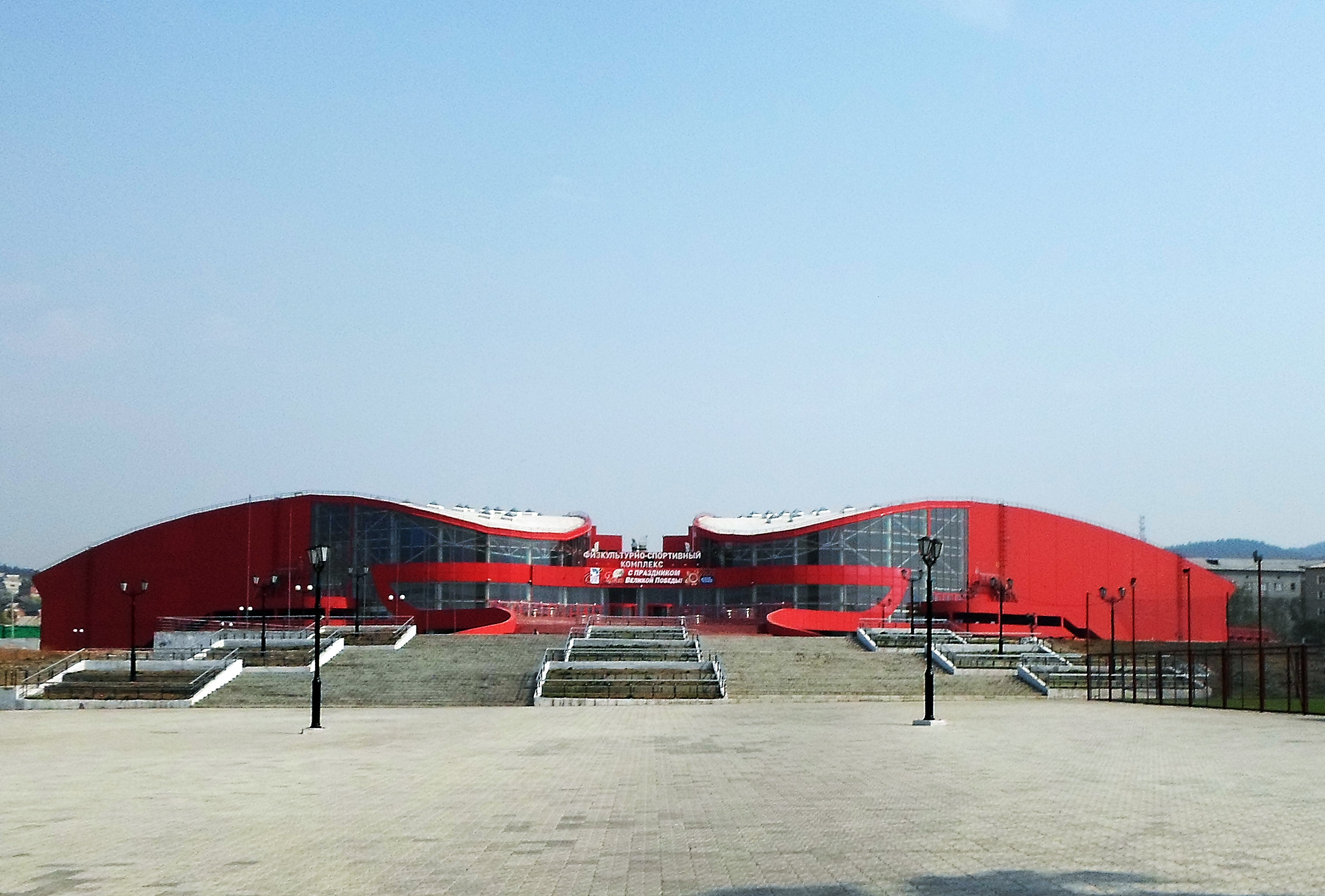
Физкультурно-спортивный комплекс

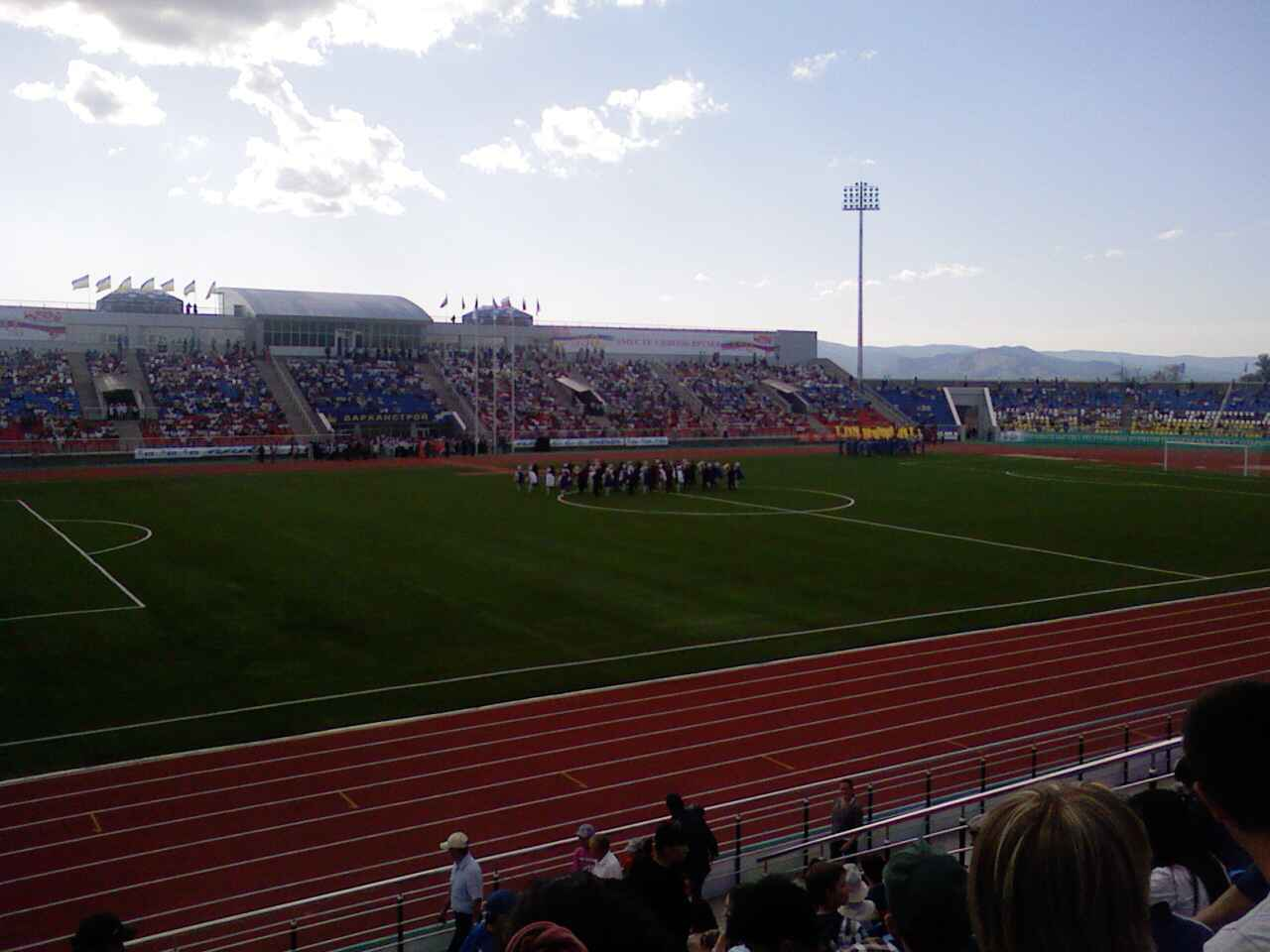
Центральный стадион

31 июля 1915 года на Базарной площади (ныне пл. Революции) прошёл первый футбольный матч между командами «Спартак» и «Гладиатор».
21 октября 1936 года с площади Революции стартовал лыжный переход «Улан-Удэ — Москва». Пятеро лыжниц финишировали 6 марта 1937 года на московском стадионе «Динамо», пройдя 6045 км за 93 ходовых дня. Постановлением ЦИК СССР от 9 марта 1937 года все участники перехода были награждены орденами «Знак Почёта».
В Улан-Удэ большой популярностью среди командных видов спорта пользуется мини-футбол. В соревнованиях разного уровня принимает участие более 60 команд. Самым зрелищным является международный турнир по мини-футболу «Кубок горсовета», проводящийся в дни новогодних праздников при большом количестве зрителей. В турнире ежегодно участвуют сильнейшие игроки и команды из Москвы, городов Сибири, а также команды из Монголии и Китая. В 2018 году турнир проводился в 12-й раз, победитель — мини-футбольный клуб «Лара», ставший 5-кратным обладателем главного приза турнира — «Кубка горсовета».
Спортивные сооружения
В Улан-Удэ более 400 спортивных сооружений. Крупнейшие из них:
- Республиканский ипподром (ул. Ипподром, 5);
- Культурно-спортивный комплекс г. Улан-Удэ (пр. Строителей, 72);
- Спортивный комплекс БГУ: Стадион «Спартак» (ул. Свободы, 2), дом спорта «Труд» (ул. Куйбышева, 1а);
- Спортивный комплекс БГХСА (ул. Добролюбова, 10а/ул. Пушкина, 8 к8);
- Спортивный комплекс ВСГУТУ (ул. Ключевская, 42б);
- Стадион «Локомотив» (ул. Цивилёва, 48а);
- Центральный стадион Республики Бурятия (ул. Кирова, 1). Открыт 30 июня 2011 года;
- Физкультурно-спортивный комплекс (ул. Рылеева, 2). Площадь строения более 32 тысяч м². Крупнейший в Сибири, включает 50-метровый бассейн глубиной до 3 метров и универсальный зал. Трибуны зала вмещают до 2000 зрителей[125]. Открыт 25 февраля 2012 года;
- Ледовая арена «IceМетр» (пр. Автомобилистов, 21е)[126]. Открыта 1 декабря 2018 года;
- «Региональный центр по стрельбе из лука» (Лукодром) (ул. Жердева, 93). Открыт 19 февраля 2021 года.
- Центр единоборств «Патриот» (ул. Ринчино, 2б/1). Открыт 29 сентября 2023 года.
- Ледовый дворец «Байкал-арена» (ул. Рылеева, 2). Открыт 8 февраля 2025 года.

## Парки, скверы, сады, бульвары и аллеи города
В городе 7 парков, 1 аллея, 2 сада, 2 бульвара и более 15 скверов.
| Название                           | Район города (улицы)                                          |  |
| ---------------------------------- | ------------------------------------------------------------- |  |
| Центральный парк (Горсад)          | Советский (Куйбышева, Димитрова)                              |  |
| парк «Мемориал Победы»             | Советский (Балтахинова, пр. Победы)                           |  |
| парк культуры и отдыха «Юбилейный» | Октябрьский (Жердева, Краснофлотская, Тобольская)             |  |
| парк им. С. Н. Орешкова            | Железнодорожный (пр. 50-летия Октября, Октябрьская, Лимонова) |  |
| парк им. Д. Жанаева                | Железнодорожный (Краснодонская, Магистральная)                |  |
| парк Железнодорожников             | Железнодорожный (Гагарина, Добролюбова)                       |  |
| парк Счастливых людей              | Октябрьский (Ринчино — 102 квартал)                           |  |
| сквер «60-летия Победы»            | Железнодорожный (пос. Восточный)                              |  |
| сквер «Детство»                    | Октябрьский (Терешковой)                                      |  |
| сквер «Зодчий»                     | Октябрьский (Мокрова)                                         |  |
| сквер отдыха «Квартал»             | Октябрьский (пр. Строителей — 40 квартал)                     |  |
| сквер «Космос»                     | Железнодорожный (Гагарина)                                    |  |
| парк «Кристалл»                    | Железнодорожный (Радикальцева)                                |  |
| сквер «Молодёжный»                 | Железнодорожный (Комарова, Гарнаева, Столичная)               |  |
| сквер «Наранай Туяа»               | Октябрьский (Шумяцкого, Кударинская)                          |  |
| сквер им. А. С. Пушкина            | Железнодорожный (Гагарина, Хоца Намсараева)                   |  |
| детский сквер «Радуга»             | Железнодорожный (Октябрьская, пл. Славы)                      |  |
| сквер «Ровесникам, ушедшим в бой»  | Октябрьский (Бабушкина, Терешковой)                           |  |
| сквер Семейного отдыха             | Октябрьский (пр. Строителей — 47 квартал)                     |  |
| сквер им. Сенчихина                | Железнодорожный (Гагарина, Сенчихина, Революции 1905 года)    |  |
| сквер «Сказка»                     | Советский (пос. Исток)                                        |  |
| сквер «Студенческий»               | Октябрьский (Ключевская)                                      |  |
| Шахматный сквер                    | Советский (Коммунистическая, Куйбышева)                       |  |
| аллея Славы                        | Октябрьский (Ключевская — 18 квартал)                         |  |
| Александровский сад                | Советский (Ленина — Гостиные ряды)                            |  |
| Бульвар Карла Маркса               | Октябрьский                                                   |  |
| Сиреневый бульвар                  | Железнодорожный                                               |  |

При нормативе 10 м² зелёных насаждений общего пользования на человека, фактически в Улан-Удэ на одного горожанина в 2007 году приходилось 3,5 м² зелени.

## Мероприятия
В городе ежегодно проводятся:
- Сагаалган — Праздник Белого месяца (Встреча Нового года по восточному календарю) — конец января — начало февраля;
- Международный фестиваль эстрадной песни «Звёзды Белого месяца»;
- День города — третья неделя июня[128][129];
- Сурхарбаан — первые суббота — воскресенье июля;
- Международный музыкальный фестиваль «Голос кочевников» — июль;
- Ночь Ёхора — июль;
- День древнего города — начало сентября;
- Конкурсы красоты «Краса Бурятии» и «Мисс Улан-Удэ» — конец сентября;
- Автогонки — в день автомобилиста.

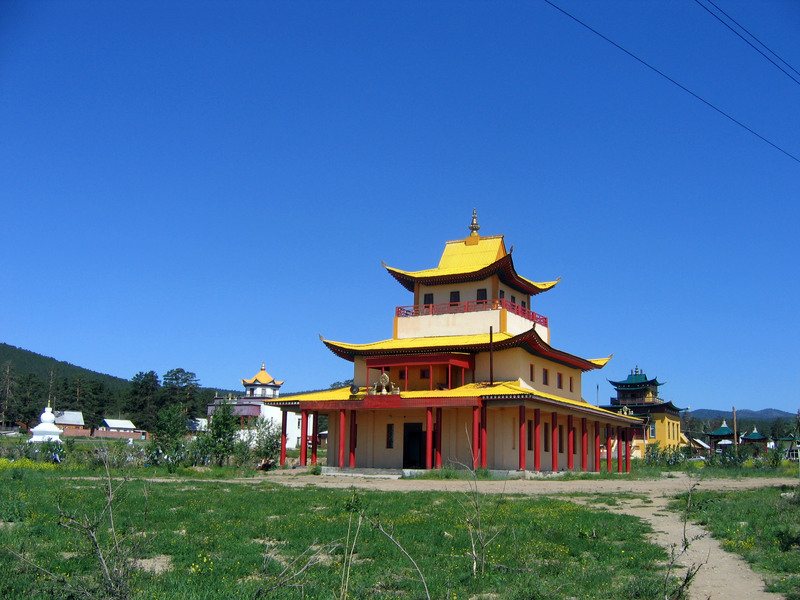
Улан-Удэнский дацан Хамбын Хурэ
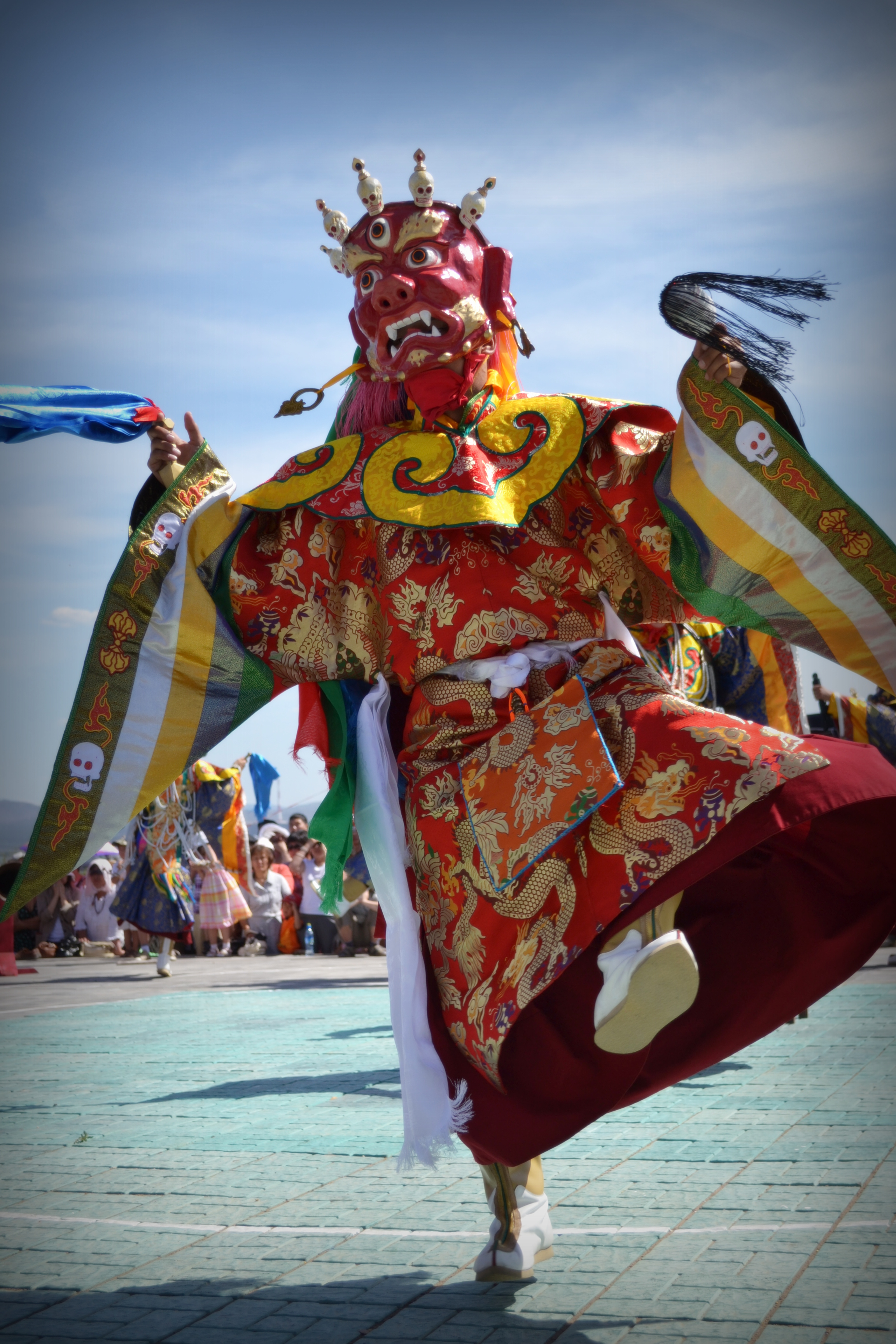
Мистерия Цам
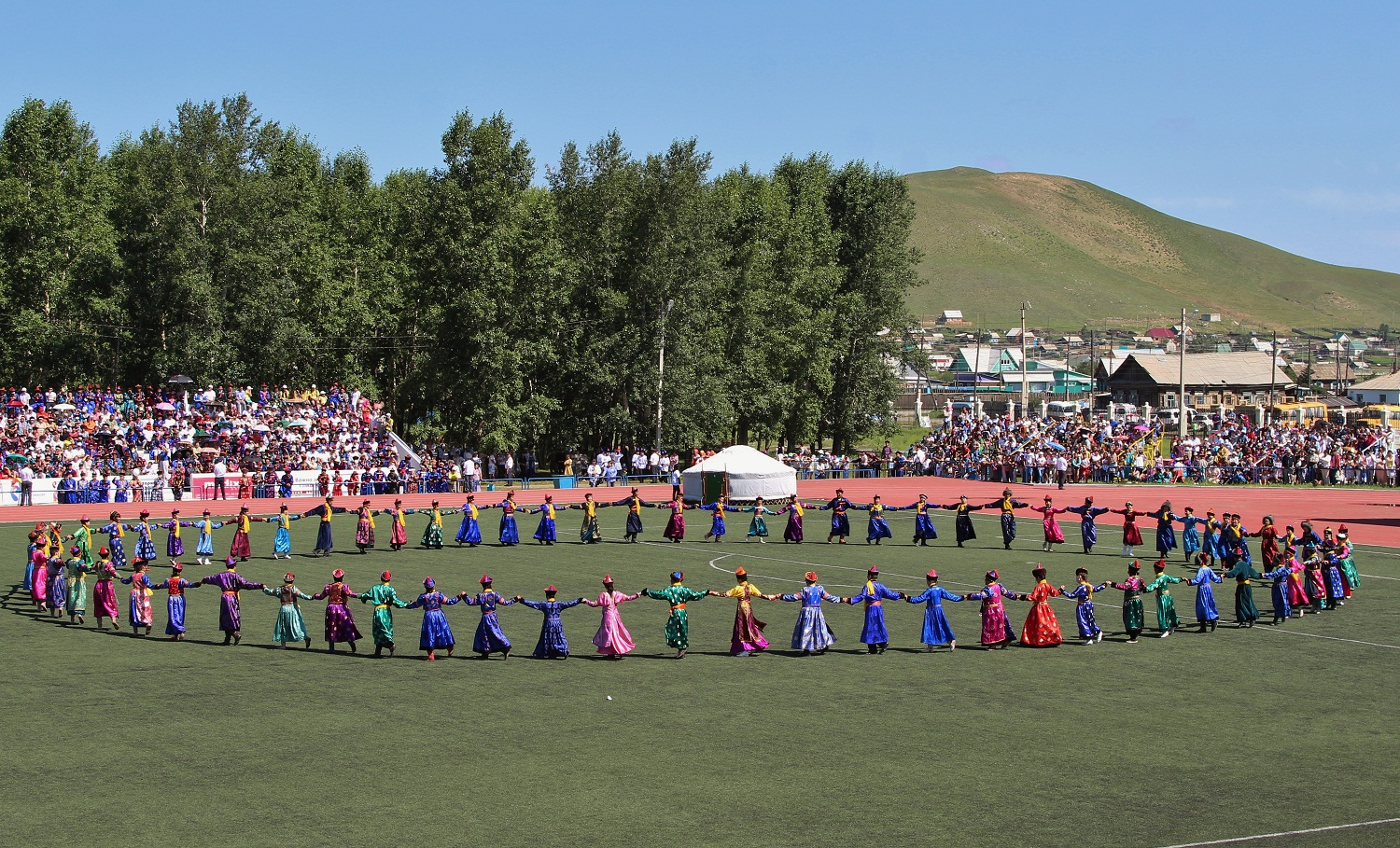
Бурятский хоровод Ёхор
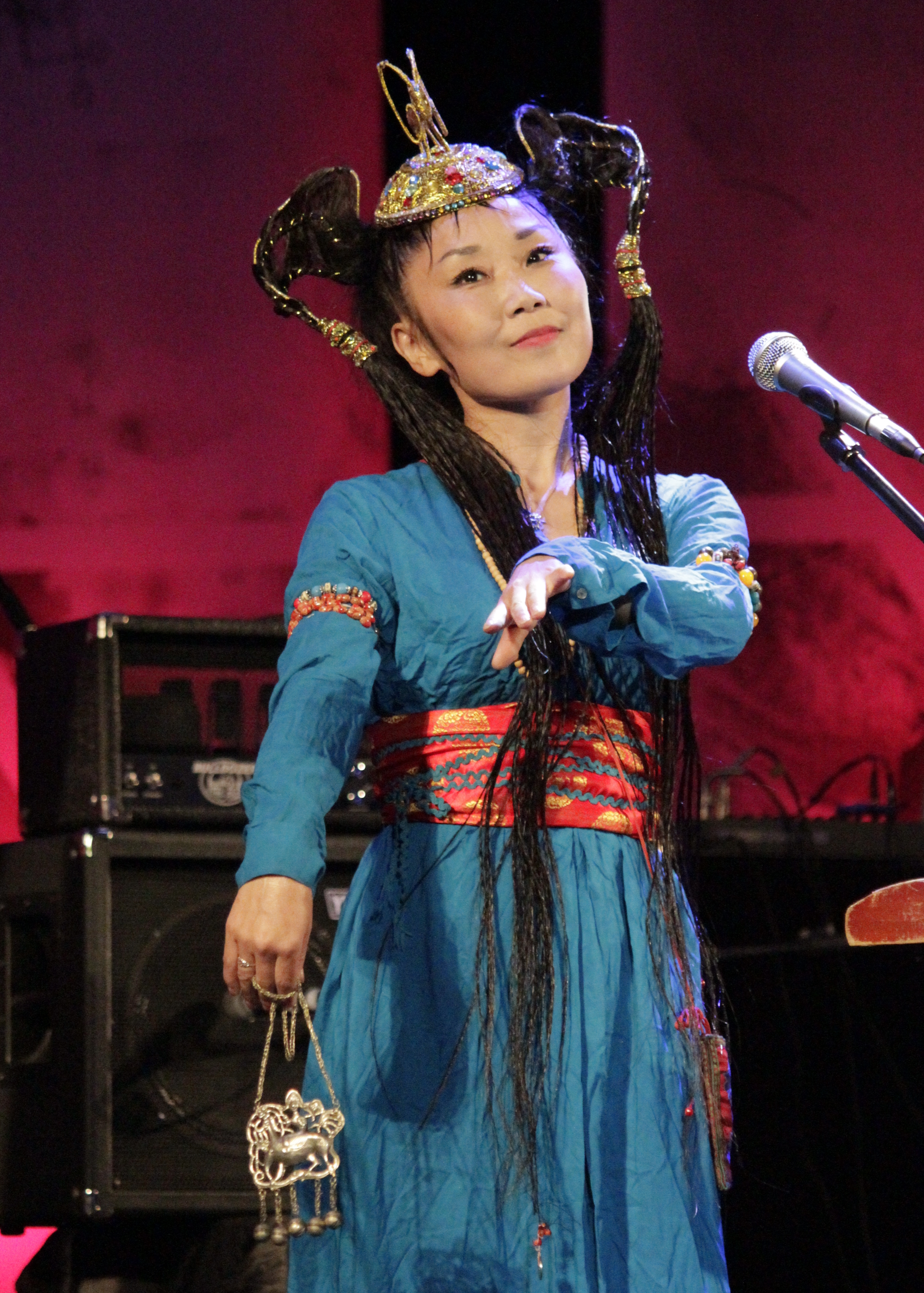
Фестиваль «Голос кочевников»

## Международные отношения

### Дипломатические представительства
1. Генеральное консульство Монголии.

### Города-побратимы
Список городов-побратимов в алфавитном порядке:
1. Анян (Южная Корея) (с 1997 года)
2. Грозный (Россия) (с 2006 года)
3. Дархан (Монголия) (с 1967 года)
4. Донецк (с 2011 года; соглашение вновь подписано 28 июля 2025 года)
5. Йонволь (Южная Корея)[131] (с 2014 года)
6. Ланьчжоу (Китай) (с 2016 года)
7. Лалитпур (Непал) (с 2025 года)[132]
8. Маньчжурия (Китай) (с 1993 года)
9. Румои (Япония) (с 1972 года)[133]
10. Тайбэй (Тайвань) (с 1996 года)
11. Улан-Батор (Монголия) (с 2000 года)
12. Уланчаб (Китай) (с 2018 года)
13. Хулун-Буир (Китай) (с 2015 года)
14. Хух-Хото (Китай) (с 2000 года)
15. Хэджу (КНДР) (с 2012 года)
16. Чанчунь (Китай) (с 2000 года)
17. Чита (Россия) (с 2011 года)
18. Элиста (Россия) (с 18 июля 2010 года)
19. Эрдэнэт (Монголия) (с 2002 года)
20. Эрлянь (Китай) (с 2011 года)
21. Ялта[134] (Россия/Украина[135]) (с 2008 года)
22. Ямагата (Япония) (с 1991 года)

В 2022 году Беркли приостановил сотрудничество с Улан-Удэ из-за вторжения России на Украину
Бывшие города-побратимы
1. Днепр[137] (с 2011 года до 7 сентября 2016[138])
2. Киев (до 11 февраля 2016[139])